# Musée de la Loire
 (mars 2022).
Le musée de la Loire est un musée d'art et d'ethnographie situé au cœur de la commune de Cosne-Cours-sur-Loire, en région Bourgogne-Franche-Comté, dans le département de la Nièvre.
Installé dans l'ancien couvent des Augustins, le musée présente une double orientation qui lie les beaux-arts et l'histoire des métiers de Loire dont les mariniers. Il est accessible à tous publics, possède un accès handicapé, propose des visites guidées, des animations, des activités pour les enfants et les scolaires, des jeux de piste ou puzzle pour les familles. Il offre enfin une visite virtuelle via mobile.

## Labels
Le musée de la Loire a été labellisé « Musée de France » en 2003. Installé dans l'ancien couvent des Augustins de la ville, il est inscrit au titre des monuments historiques depuis le 15 juin 1977.
Il a obtenu les labels « Accueil vélo » en 2016 pour trois ans (renouvelé en 2019), « Vignobles & découvertes » en 2016 pour trois ans (renouvelé en 2021) et « Qualité Tourisme » en 2021 pour cinq ans.

## Historique
La création du musée est adoptée par délibérations du conseil municipal les 30 décembre 1899 et 18 février 1900, il ouvre ses portes le 5 avril 1900.

### Histoire des lieux
Le couvent des Augustins accueille le musée de la Loire depuis le 29 juin 1991, mais cela n’a pas toujours été le cas.
Si l’idée d’un musée-bibliothèque de la ville de Cosne-sur-Loire germe dès la fin du XIXe siècle dans l’esprit des notables locaux (notamment l'architecte Albert Pasquet), c’est d’abord l’hôtel de ville qui accueille les collections dans deux salles du premier étage. Ces collections sont en partie composées de dons de l’État français, qui dote ainsi ses petits musées de province. Le catalogue de 1905 fait mention de 215 pièces : tableaux, sculptures, fragments paléontologiques, objets archéologiques et monnaies.

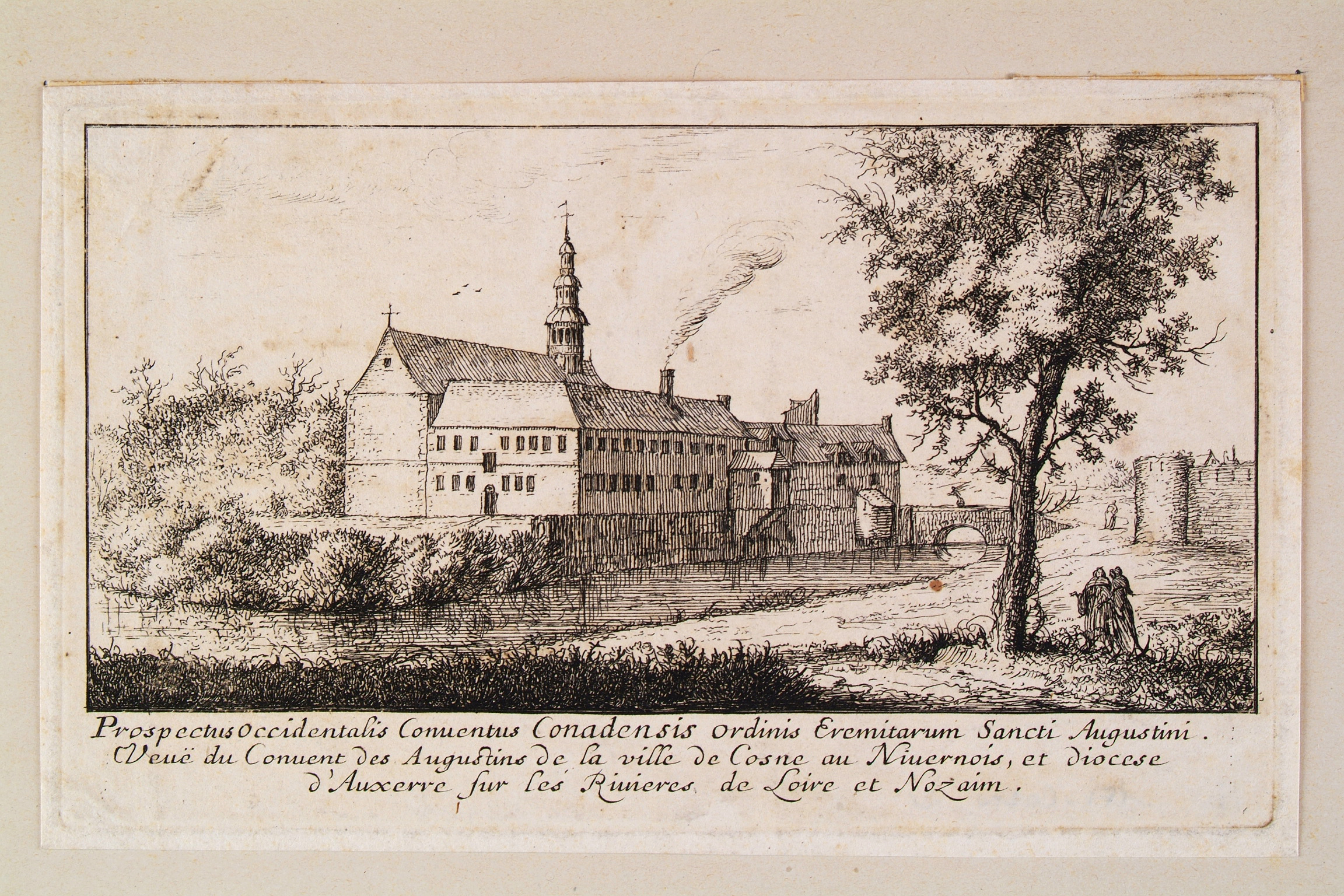
Le couvent au début du XVIIe siècle, eau-forte, Nevers, archives départementales de la Nièvre.

Le musée est déplacé en 1937 dans les locaux de l’ancienne sous-préfecture de l’époque, rue Eugène-Pelletan. Les œuvres sont classées dans différentes salles thématiquement — armes, étains, céramiques, peintures —, les sculptures profitant de la lumière de la verrière du bâtiment. Ce dernier est détruit le 16 juin 1940 lors du bombardement du pont de Loire tout proche. Certaines œuvres disparaissent, détruites par le bombardement ou volées lors de pillages. Commence le sauvetage des œuvres restantes grâce, entre autres, à la famille Giblin.
Avec les dommages de guère dans les années 1950, on projette la conception d’un grand musée national soutenu par Georges Henri Rivière, fondateur du musée national des Arts et Traditions populaires. Une exposition de préfiguration se déroule dans les locaux de l’Éden Cinéma. Alors que la création d'un musée-aquarium sur le site des forges de la Chaussade ou près du pont est envisagée, l'idée est finalement abandonnée.

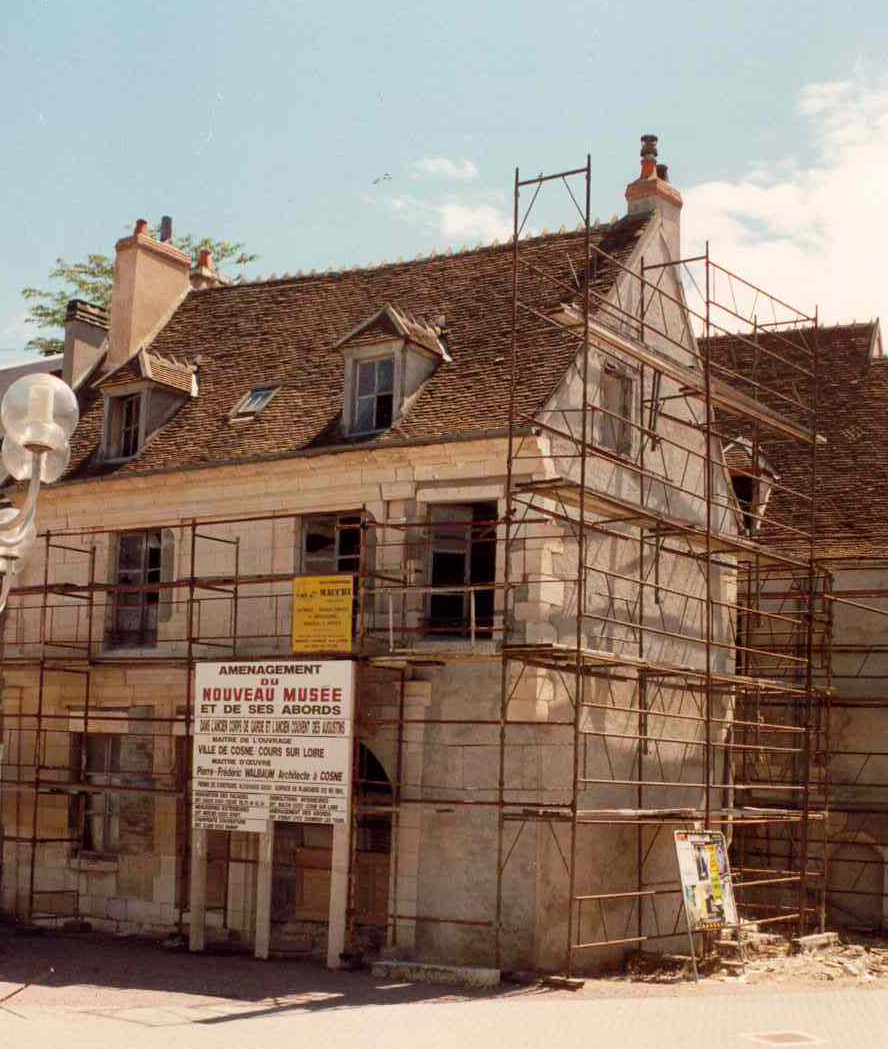
Ancien couvent des Augustins et corps de garde, le musée de la Loire en travaux.

Les collections sont gérées à partir de 1961 par la Conservation départementale des musées de la Nièvre. En 1971, le « musée de la Loire nivernaise », toujours accompagné de la bibliothèque, ouvre dans deux salles au rez-de-chaussée du palais de justice. Les collections tournent essentiellement autour de la batellerie.
En 1984, 1 650 œuvres sont recensées et la collection beaux-arts s’est considérablement enrichie grâce aux legs d’Émile Fernand-Dubois et Émile Loiseau. Il s’organise alors principalement autour de l’ethnographie ligérienne et de la peinture parisienne des années 1920. Il ouvre ses portes dans le bâtiment actuel, correspondant à une partie de l’ancien couvent des Augustins, le 29 juin 1991.

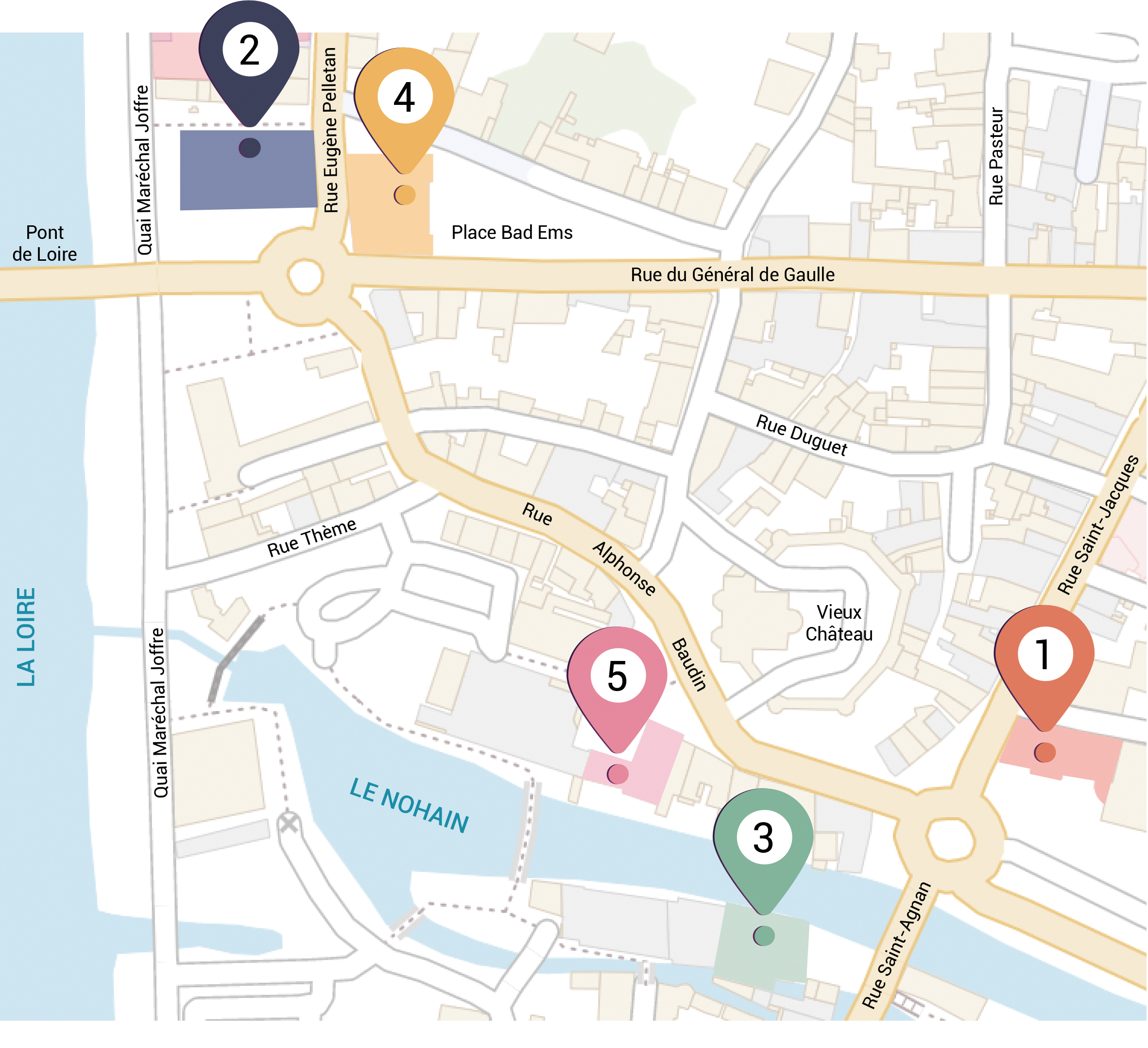
Plan de situation du musée de la Loire à Cosne.
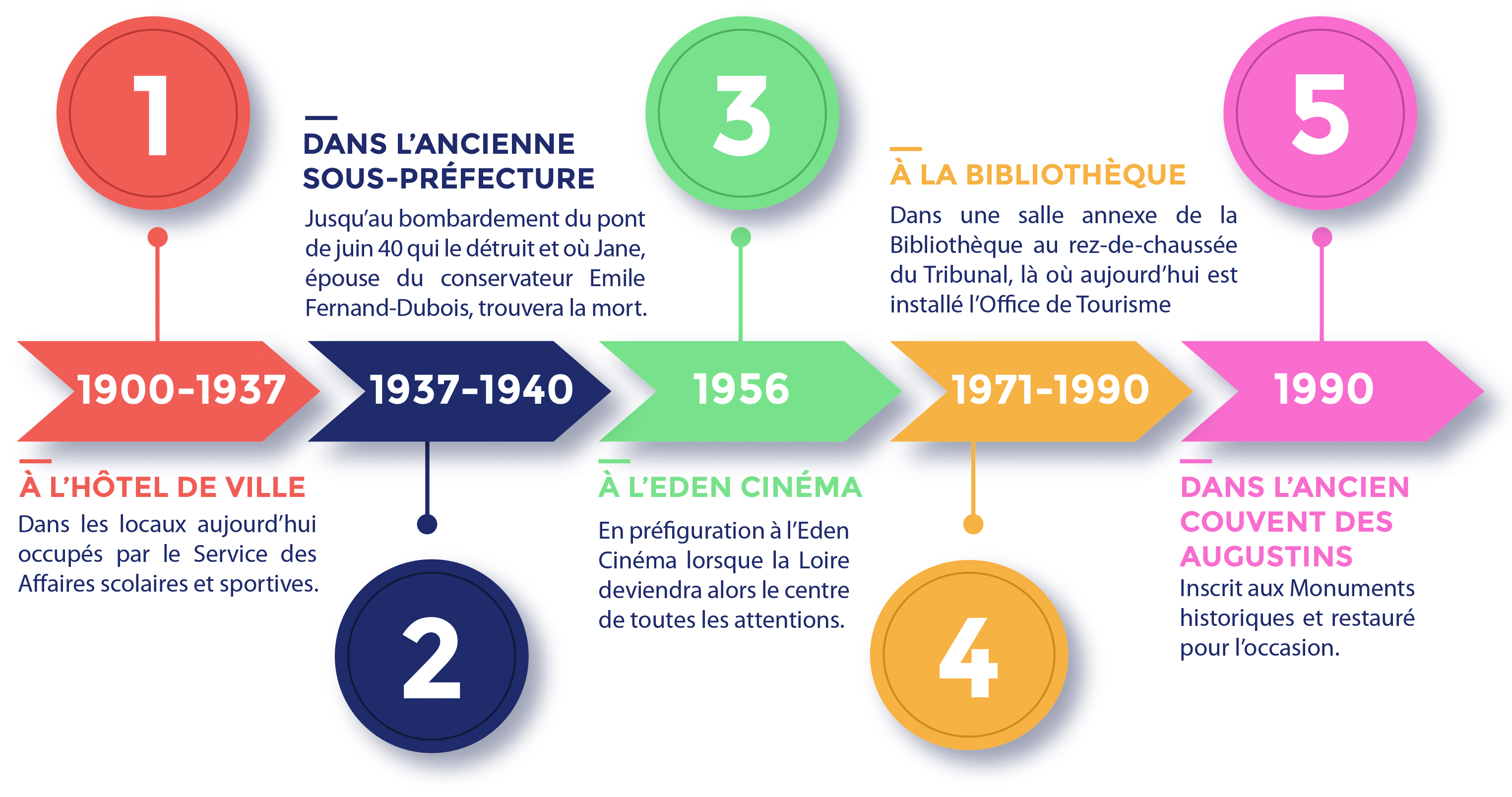
Frise chronologique de l'histoire du musée de la Loire.

### Historique des collections
Les collections du musée de la Loire sont le résultat de plus d'un siècle d'acquisitions constituées à la faveur d'achats, de dons, de legs ou de dépôts notamment d’État.

#### 1899-1901: genèse du musée

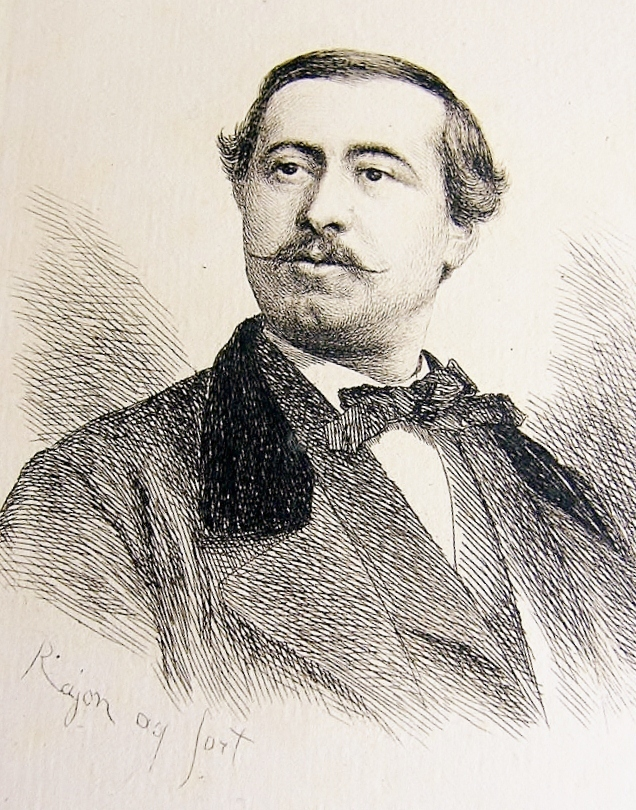
Paul Adolphe Rajon, Portait d'Achille Millien, gravure.

Le musée reçoit dès sa création de nombreux dons très variés : tableaux, sculptures, livres, pièces de monnaie, fossiles, fragments paléontologiques et archéologiques, etc.
L'objectif, hérité de la Révolution, est pédagogique : l'éducation du peuple et la volonté de rassembler des pièces significatives des arts et de la nature (cabinets de curiosités).
Parmi les souscripteurs en nature figurent notamment Achille Millien (1838-1927), poète et folkloriste nivernais, Albert Pasquet (1857-1937), architecte cosnois et Gustave Mohler (1836-1920), artiste nivernais (don de Portrait de deux chiens bassets).
Parmi les souscripteurs en numéraire figurent le marquis de Tracy (200 francs), Albert Pasquet et sa femme (100 francs en plus des objets qu’ils ont déjà donnés), Le Blanc de la Caudrie (100 francs), la Ville de Cosne-Cours-sur-Loire (340 francs) et le département de la Nièvre (150 francs) ; mais aussi des contributions plus modestes, entre un et 50 francs, qui montrent que sa création a fédéré et enthousiasmé les habitants de Cosne et de ses environs.
L'inventaire recense 35 tableaux, trois aquarelles, huit dessins, neuf gravures, sept sculptures, vingt ouvrages littéraires (contribution d'Achille Millien) et plusieurs objets archéologiques.

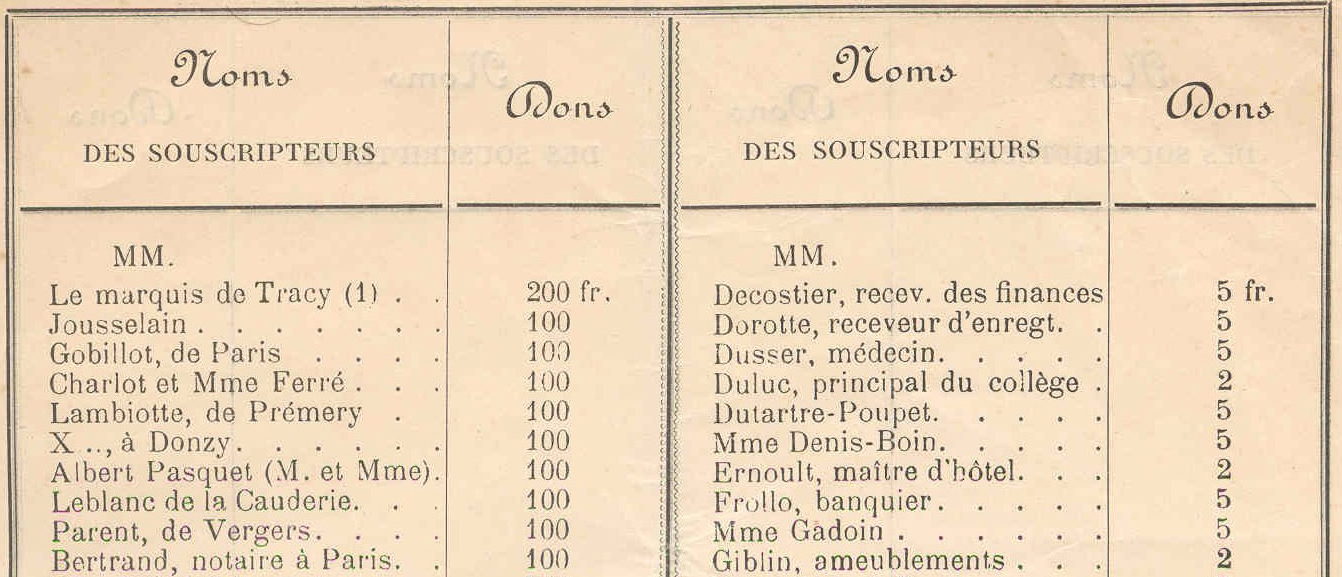
Détail de la liste des premiers souscripteurs, vers 1899-1900.
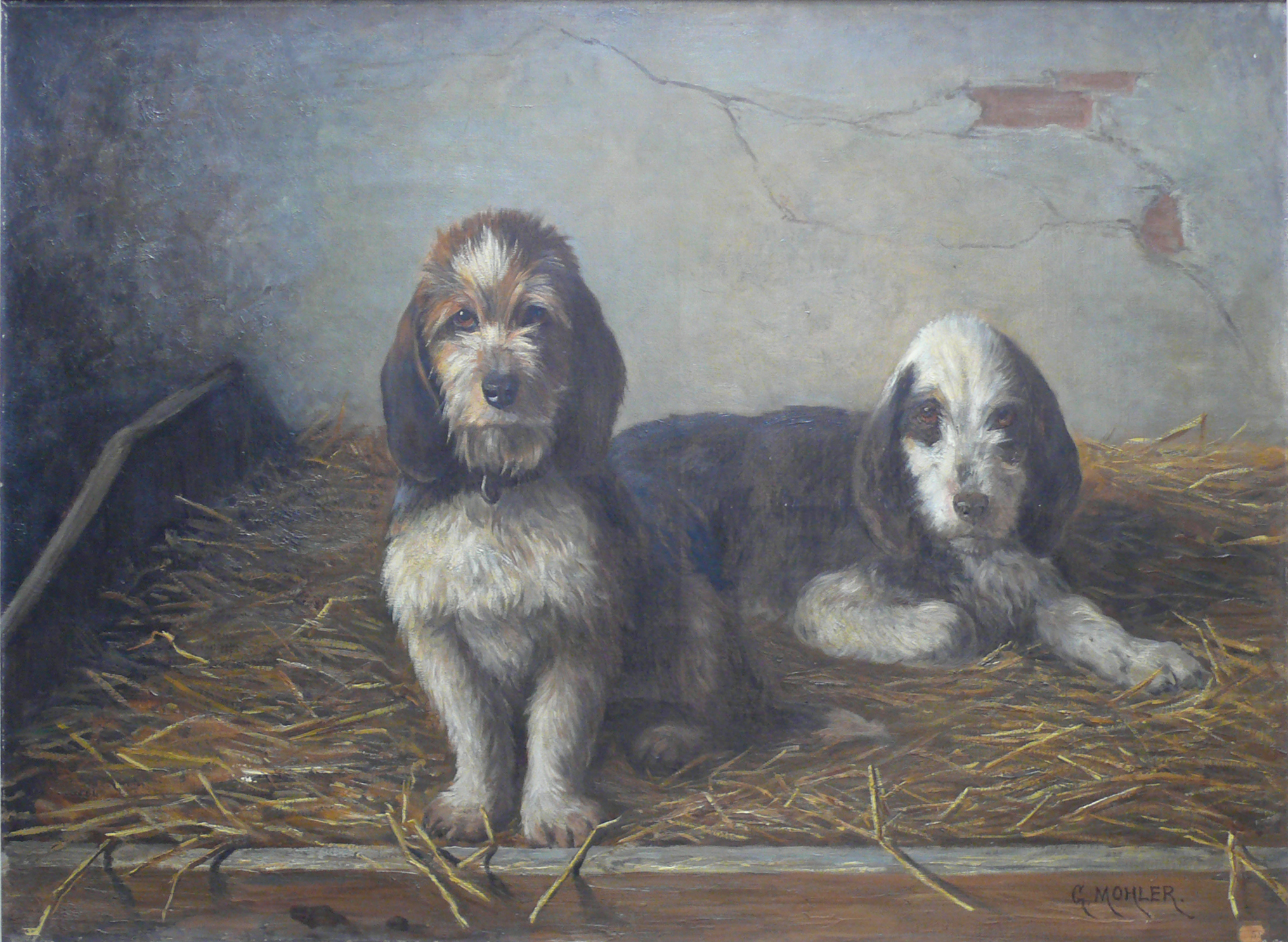
Gustave Mohler, Portrait de deux chiens bassets (fin du XIXe siècle).
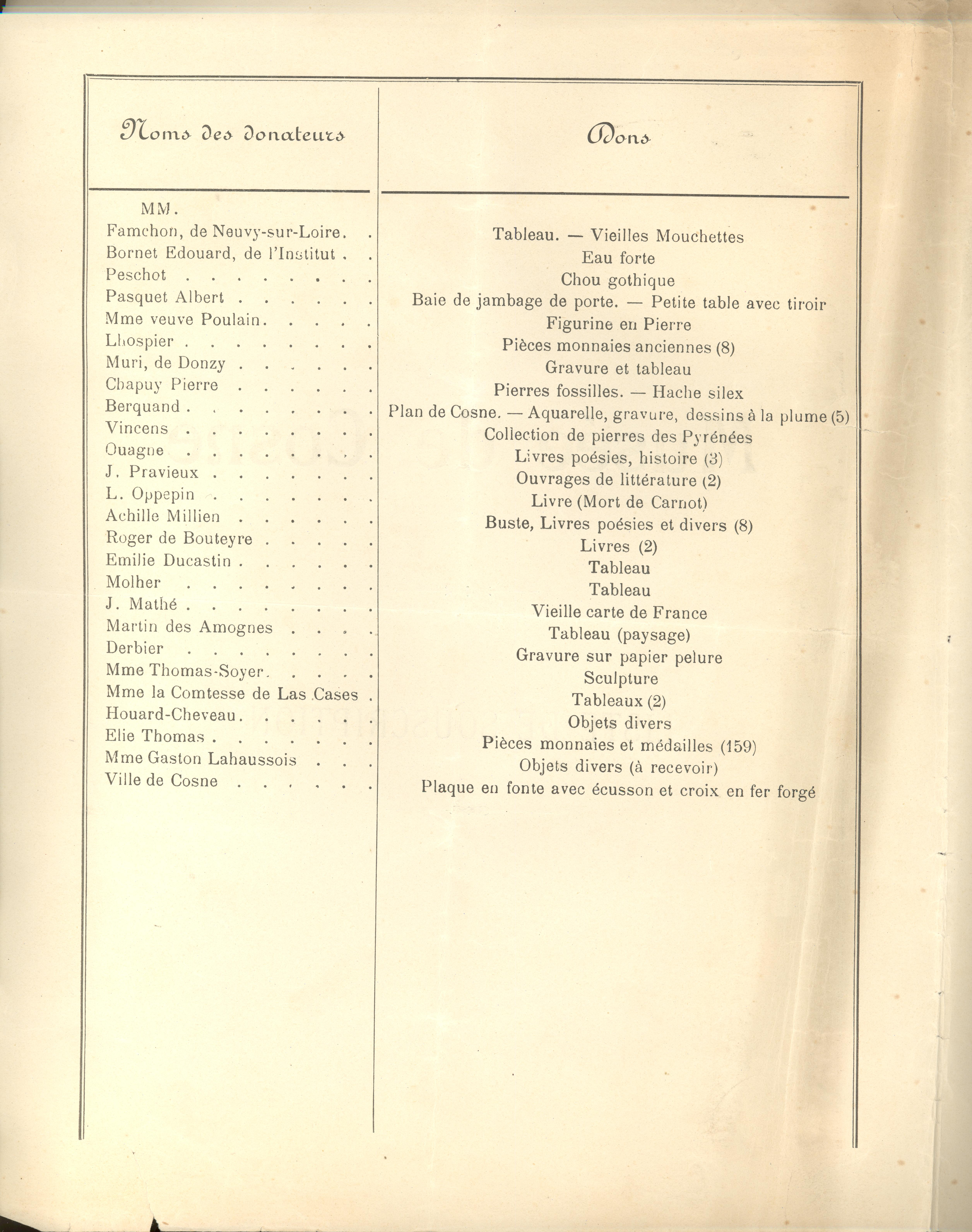
Liste des premiers donateurs du musée de Cosne-sur-Loire.

#### 1900-1905: premières acquisitions
Le musée réalise différents achats d’œuvres :
- plusieurs œuvres de la collection Achille Millien comme l'Esquisse d’une Renommée par le sculpteur français Joseph Félon (1818-1896), dédicacée « Au bon ami Achille Millien » et préparant une partie du décor en bas-relief de l’escalier d’honneur de l’hôtel de ville de Paris ;
- plusieurs œuvres d’artistes locaux comme Élisabeth Martin des Amognes et Auguste Muri ;
- le musée bénéficie également dès 1901 de six dépôts de l’État, essentiellement des tableaux et des sculptures, envoyés depuis Paris par la Direction des Beaux-Arts comme La Mère laborieuse, peinte par Edmond Kaiser d’après Chardin et déposée par l’État en 1902.

L'inventaire recense 215 objets : pièces archéologiques, peintures, sculptures, dessins, numismatique, faïences, etc.

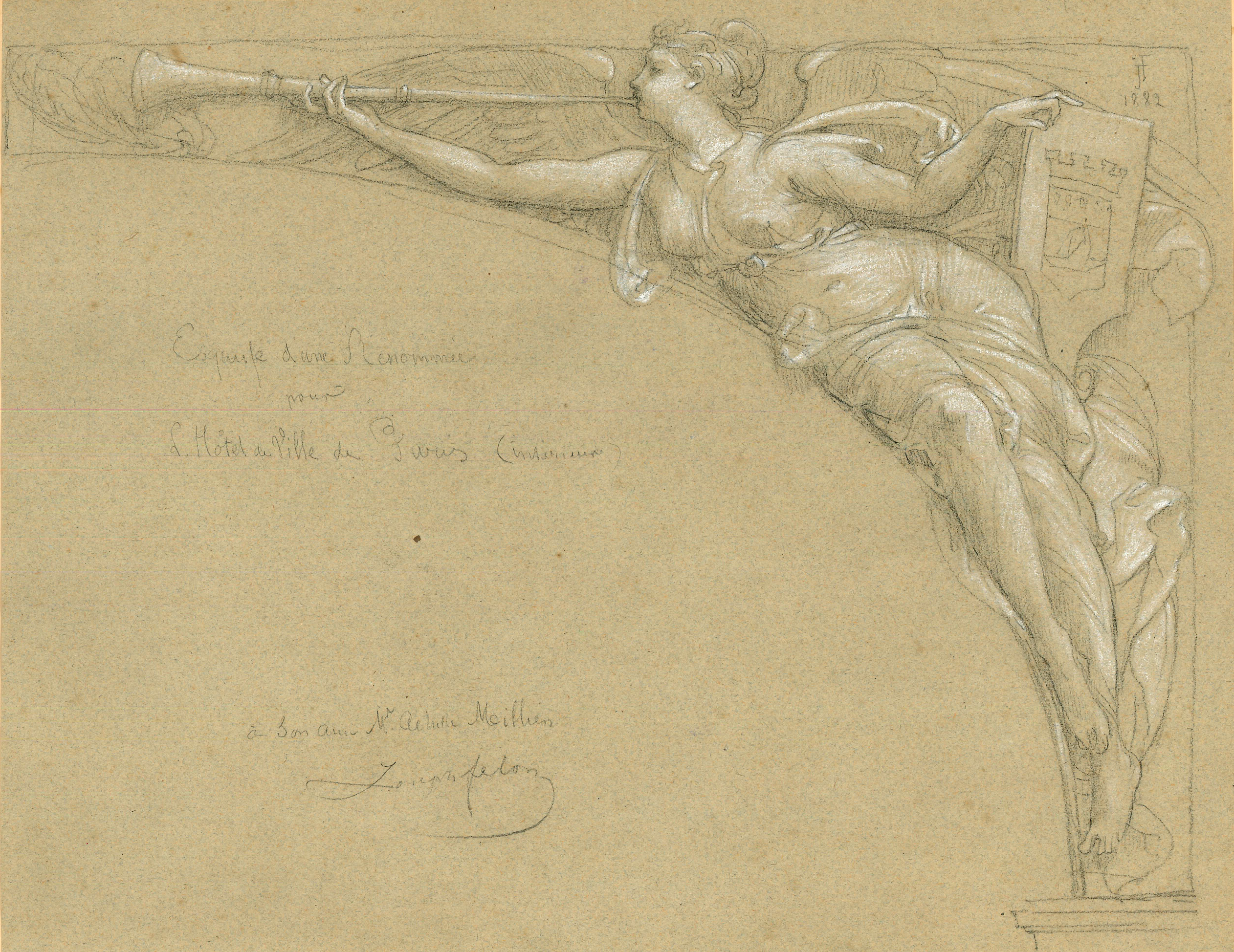
Joseph Félon, Esquisse d’une Renommée pour l’hôtel de ville de Paris (XIXe siècle).
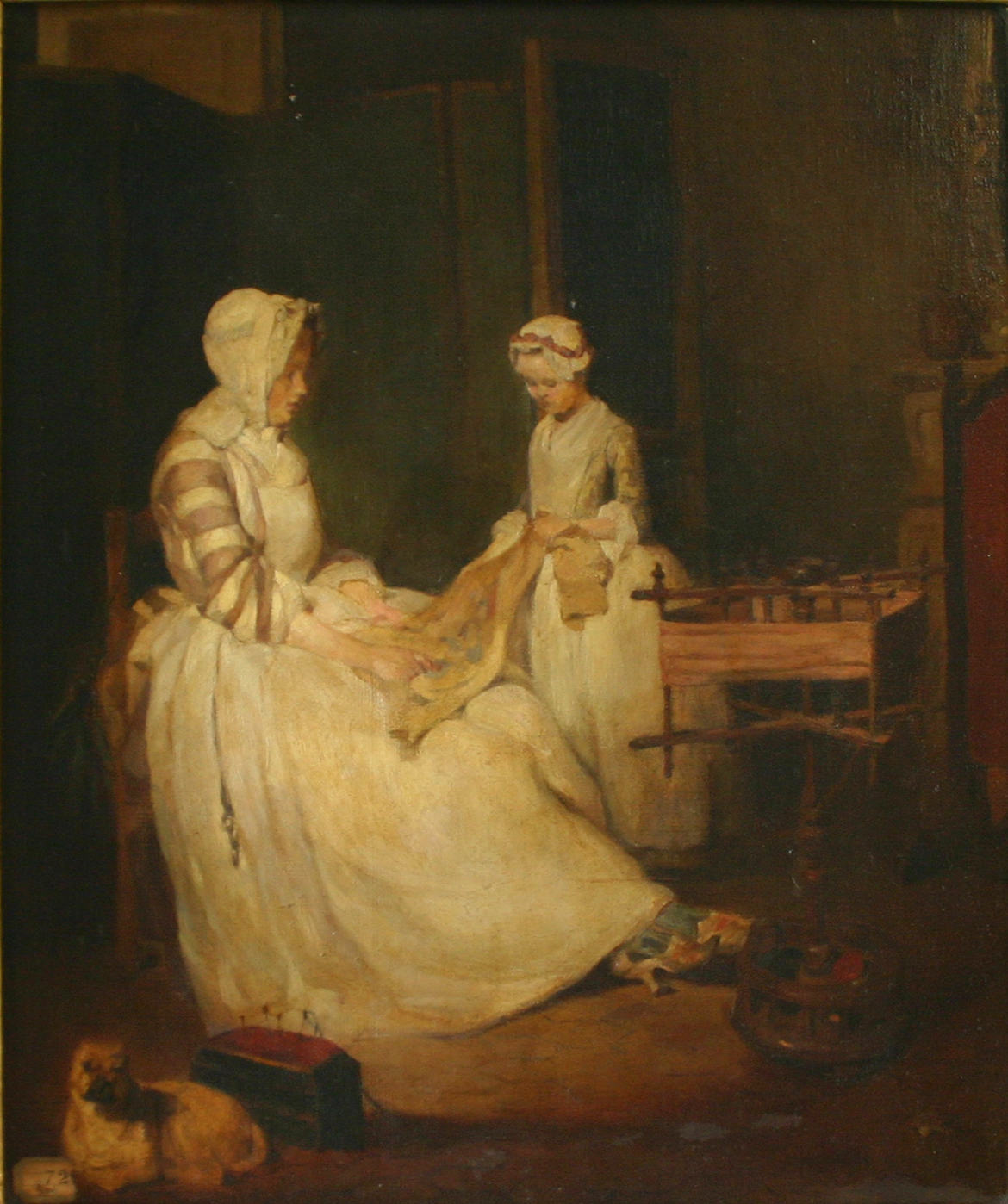
Edmond Kaiser, d’après Chardin, La Mère laborieuse (fin du XIXe siècle).

#### 1905-1940: épanouissement
Jusqu’au début de la Seconde Guerre mondiale, les acquisitions vont ainsi se poursuivre à un rythme régulier grâce à des achats, des dons et des legs. Très peu d’informations subsistent sur les acquisitions réalisées jusqu’aux années 1950, beaucoup de documents ayant été perdus lors du bombardement de juin 1940.
Parmi les acquisitions les plus marquantes figurent le don de M. Bloch, antiquaire à Cosne, qui dote le musée d’une importante collection de lorgnettes et jumelles de théâtre des XVIIIe et XIXe siècles, ou l’achat d'un vase soliflore en 1907 auprès du céramiste nivernais Théo Perrot (1856-1942).

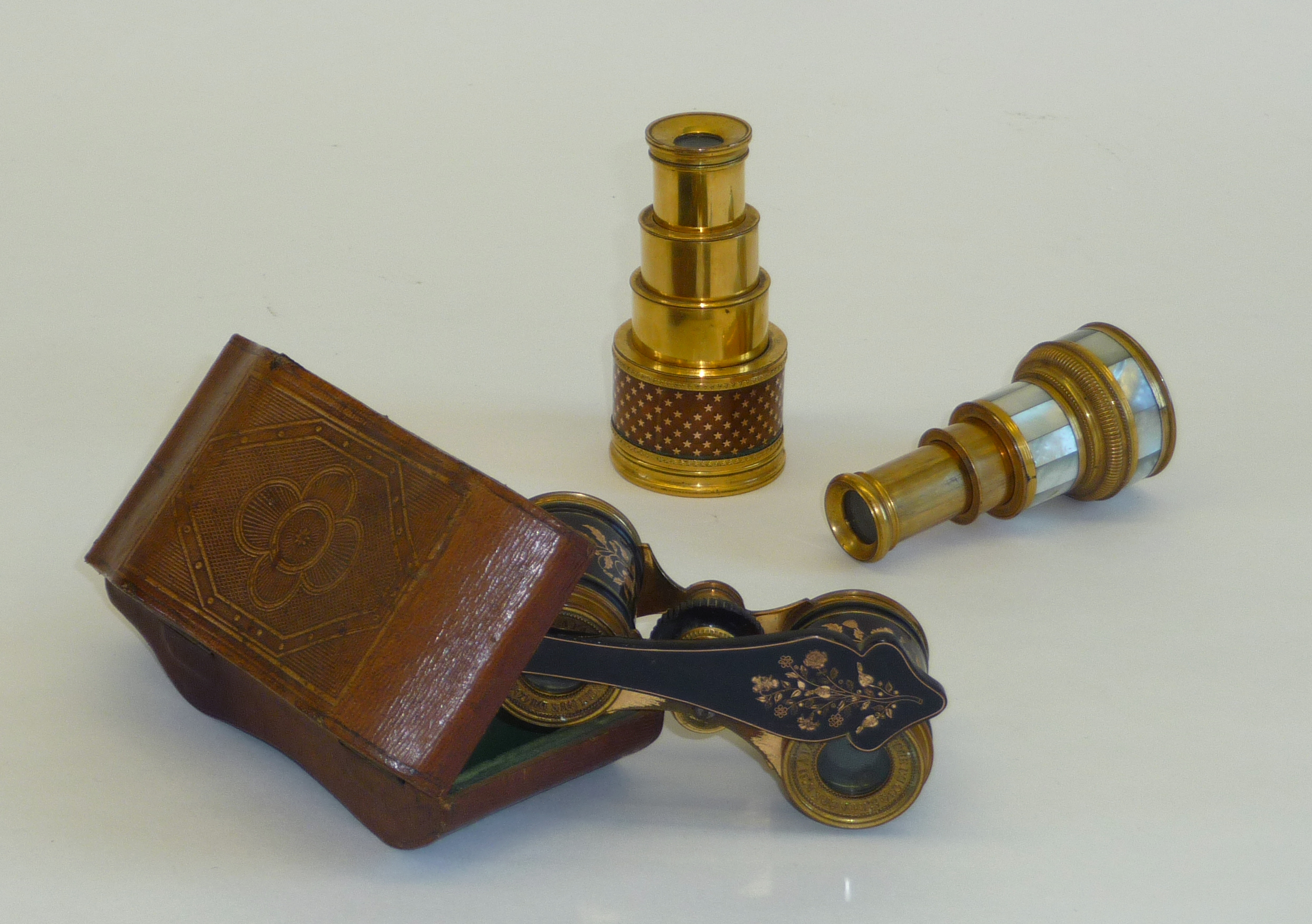
Jumelles et lorgnettes (XVIIIe et XIXe siècles).
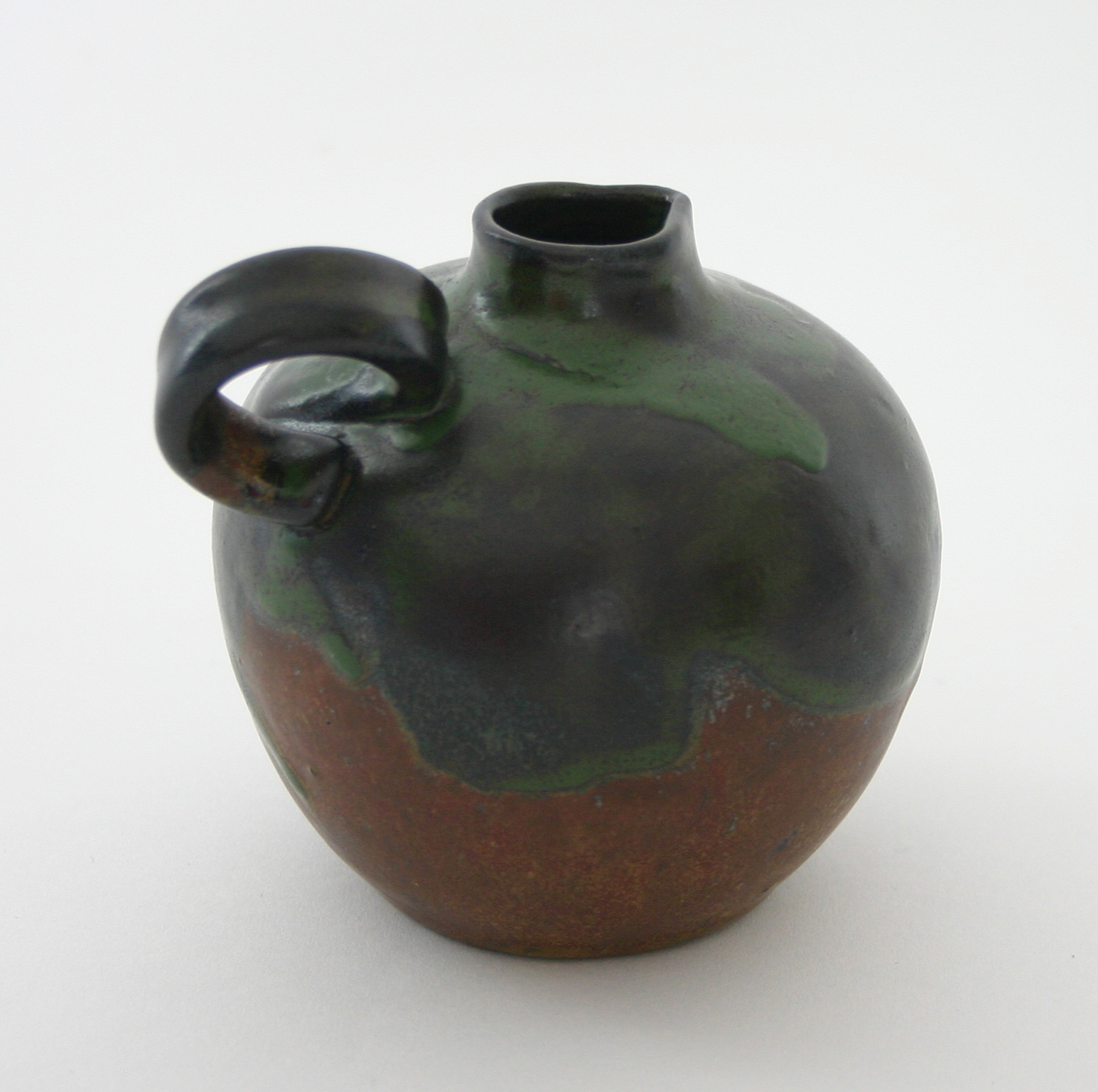
Théo Perrot, Petit vase soliflore (fin du XIXe-début du XXe siècle).

Durant cette période faste, le musée reçoit deux legs d'importance :
- le Legs Le Blanc de la Caudrie en 1912 : Marie-Joseph Serigny Le Blanc de la Caudrie (1833-1911), militaire d’origine cosnoise, décide, dès 1908, de léguer à la Ville de Cosne et à son musée ses riches collections constituées d’étains, de faïences et porcelaines, de tabatières et compotiers en argent du XVIe siècle, d’armes diverses, de bronzes chinois, un petit bénitier d’intérieur, des majoliques italiennes ou la Tête de faune de Jean-Joseph Carriès.

Legs Le Blanc de La Caudrie
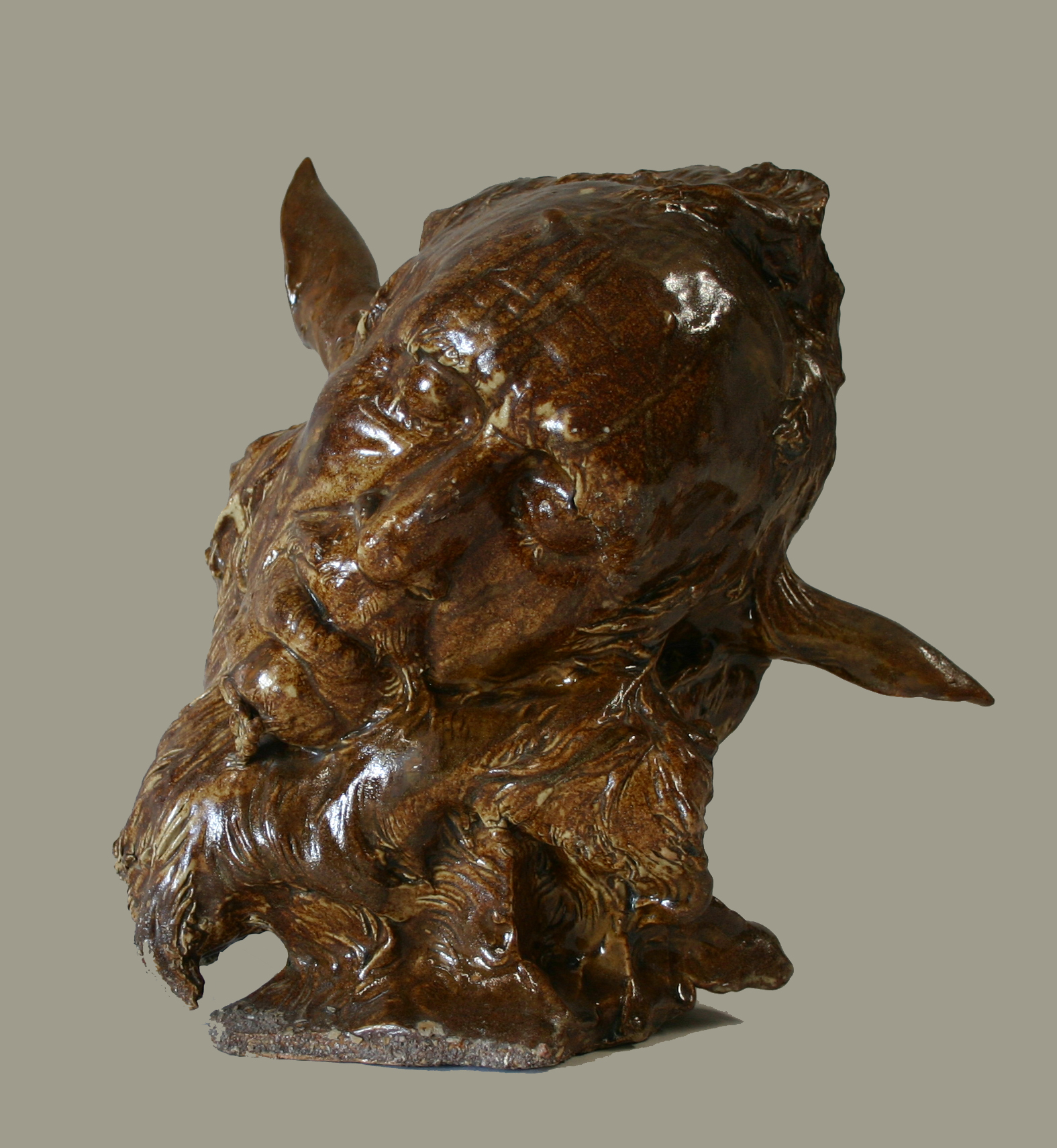
Jean-Joseph Carriès, Tête de faune (fin du XIXe siècle).
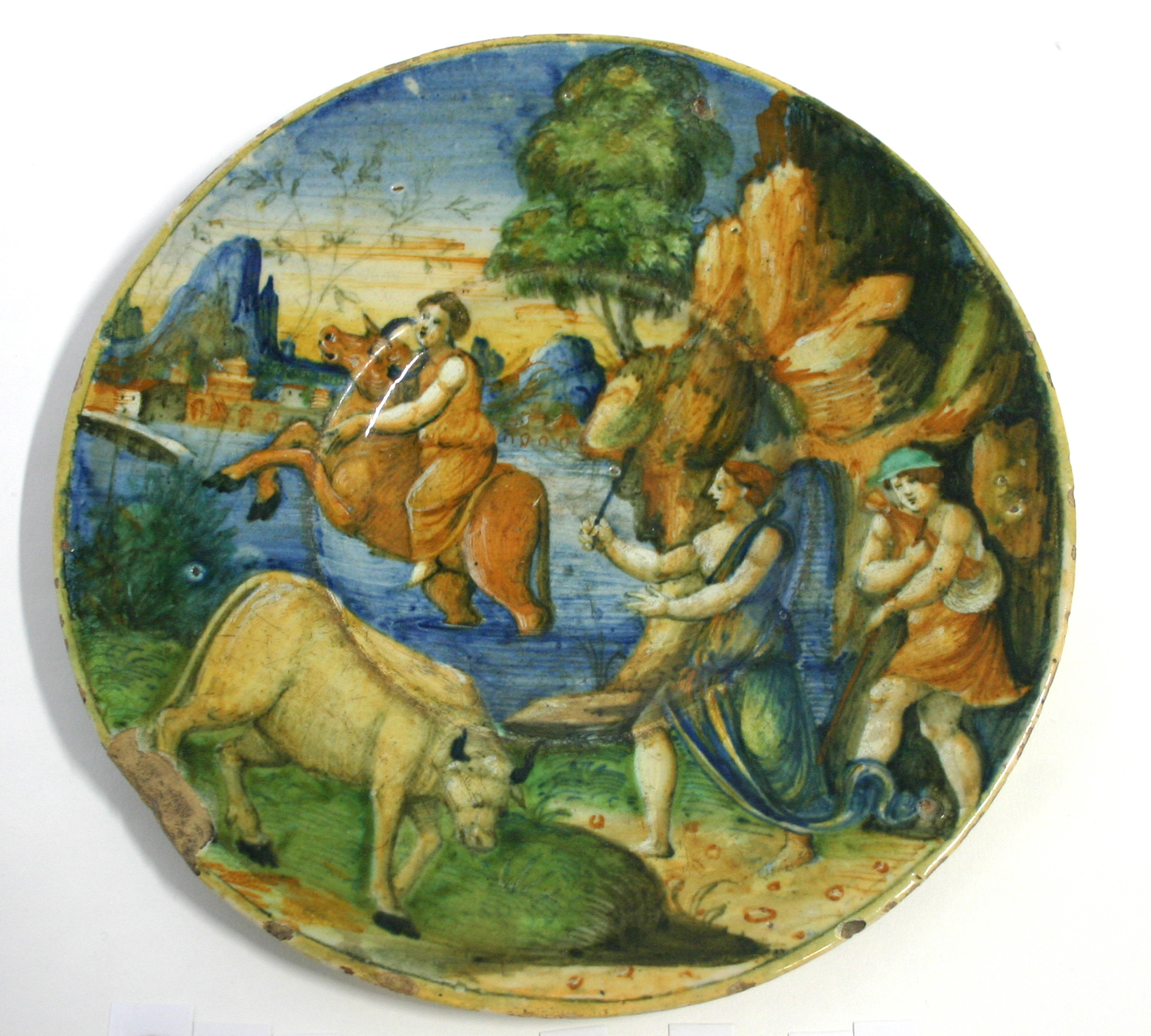
L'Enlèvement d'Europe (1545), assiette.
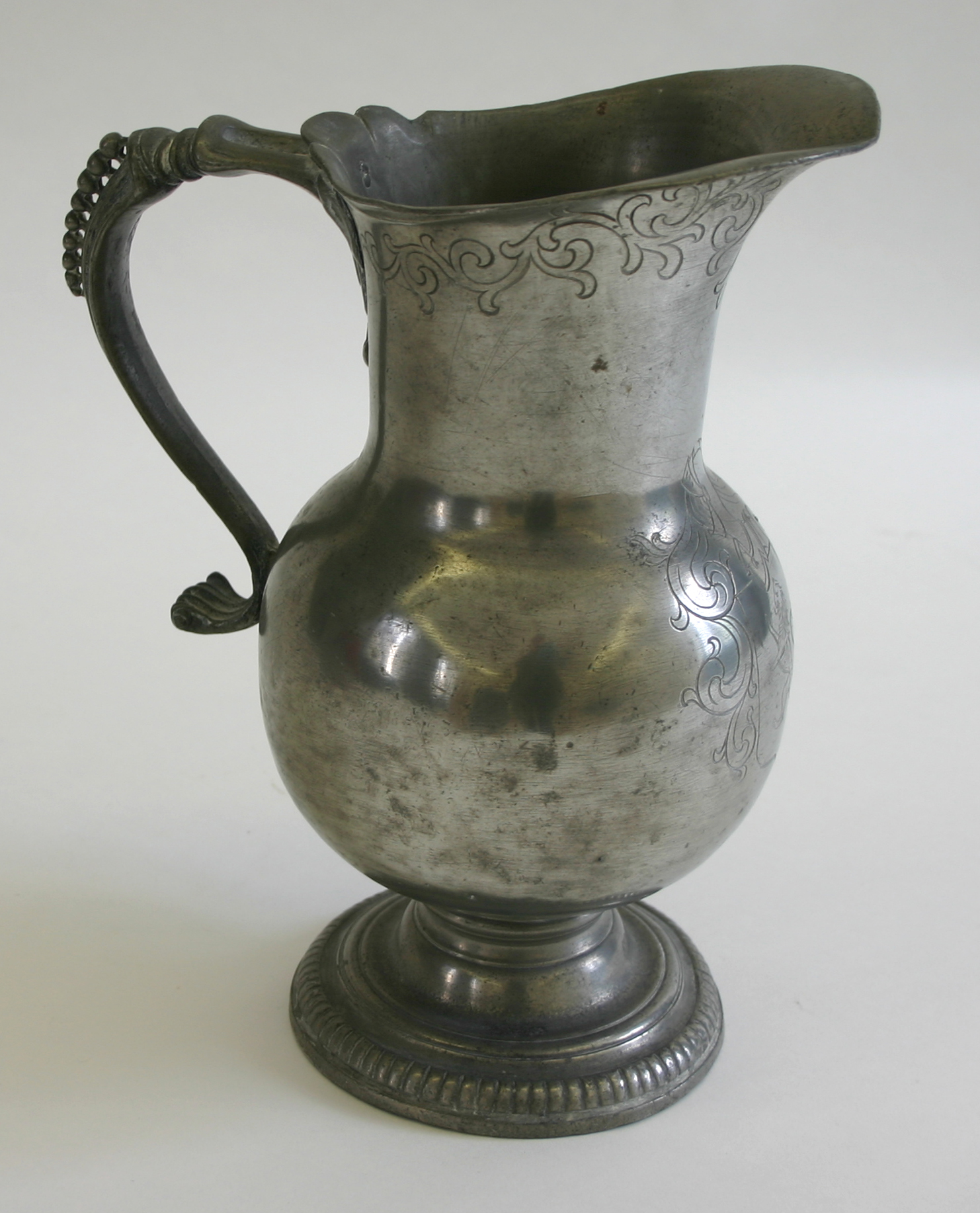
Aiguière en casque sur piédouche (1re moitié du XVIIIe siècle [?]).
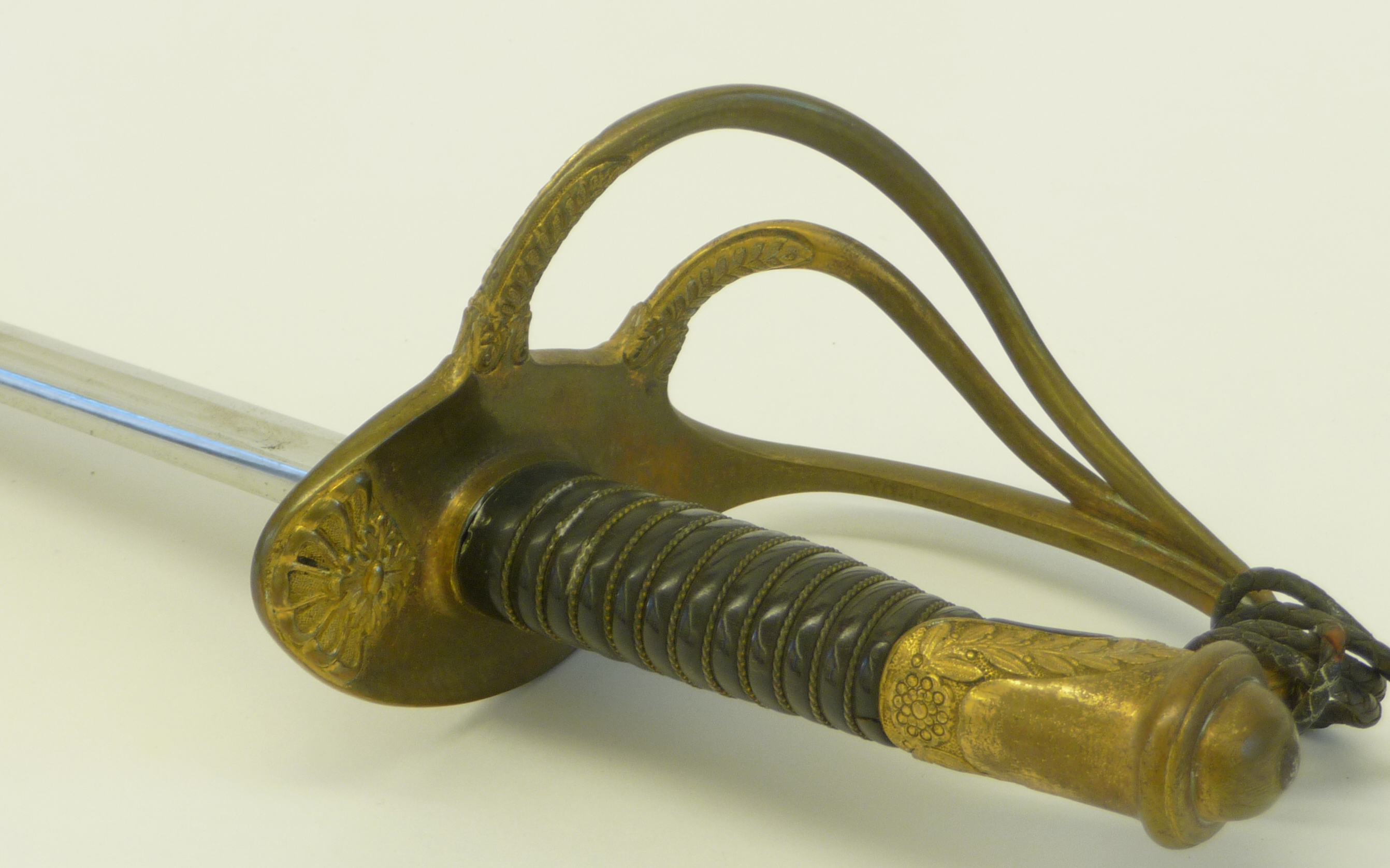
Sabre d’officier de marine (1849-1859).

- le Legs Émile Fernand-Dubois.

Legs Émile Fernand-Dubois
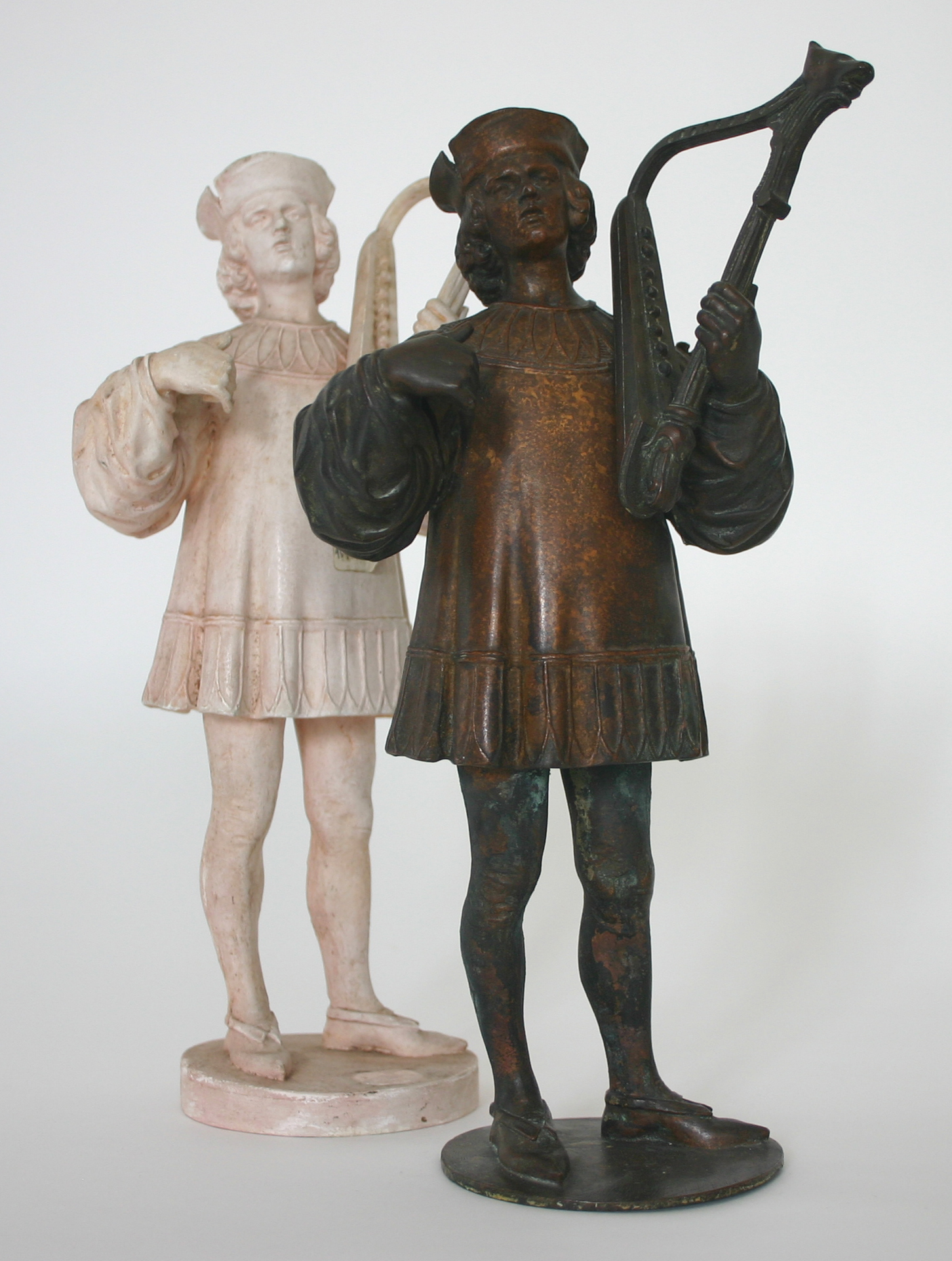
Émile Fernand-Dubois, Le Joueur de Harpe, plâtre et bronze.
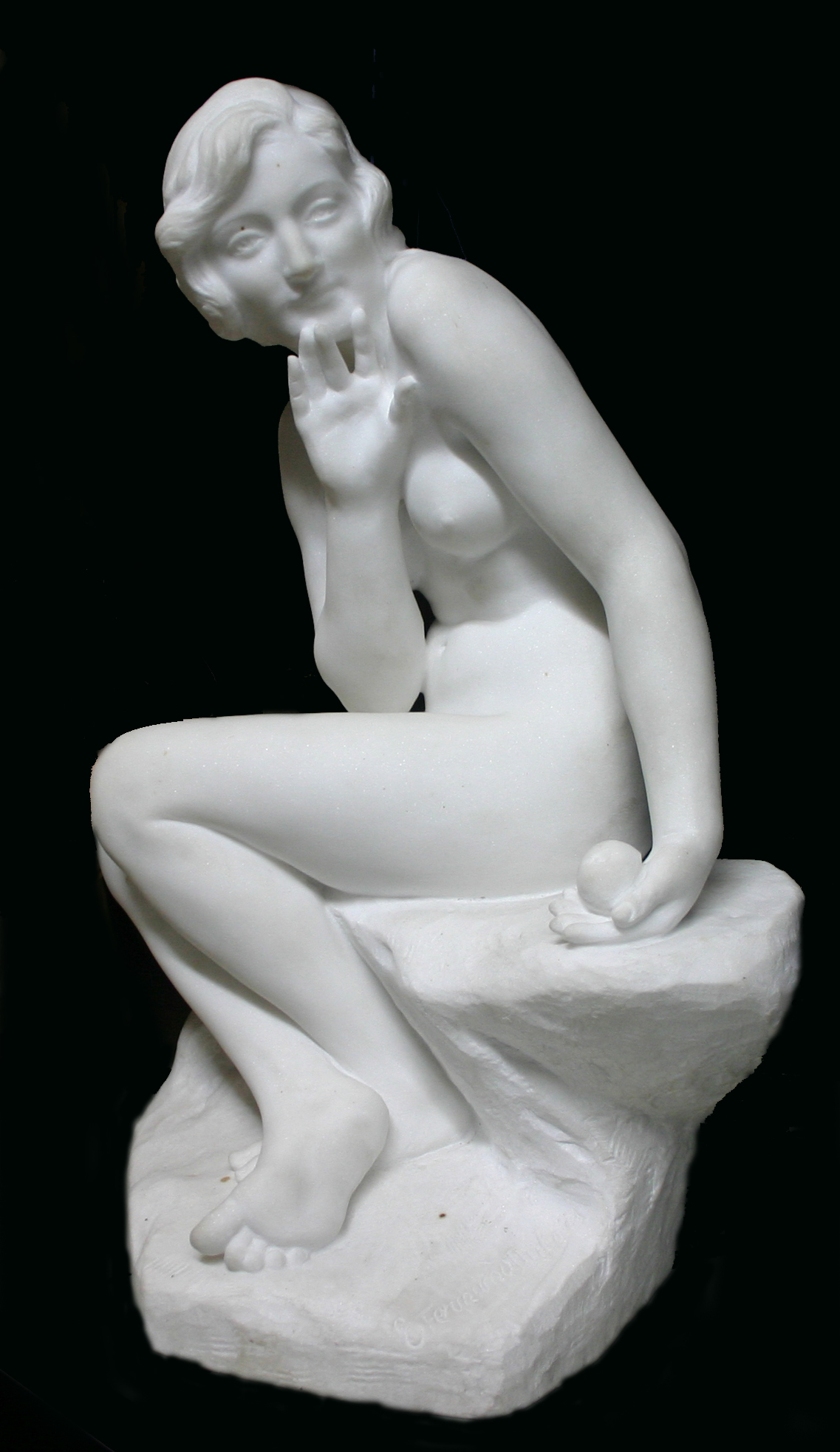
Émile Fernand-Dubois, Ève à la pomme.
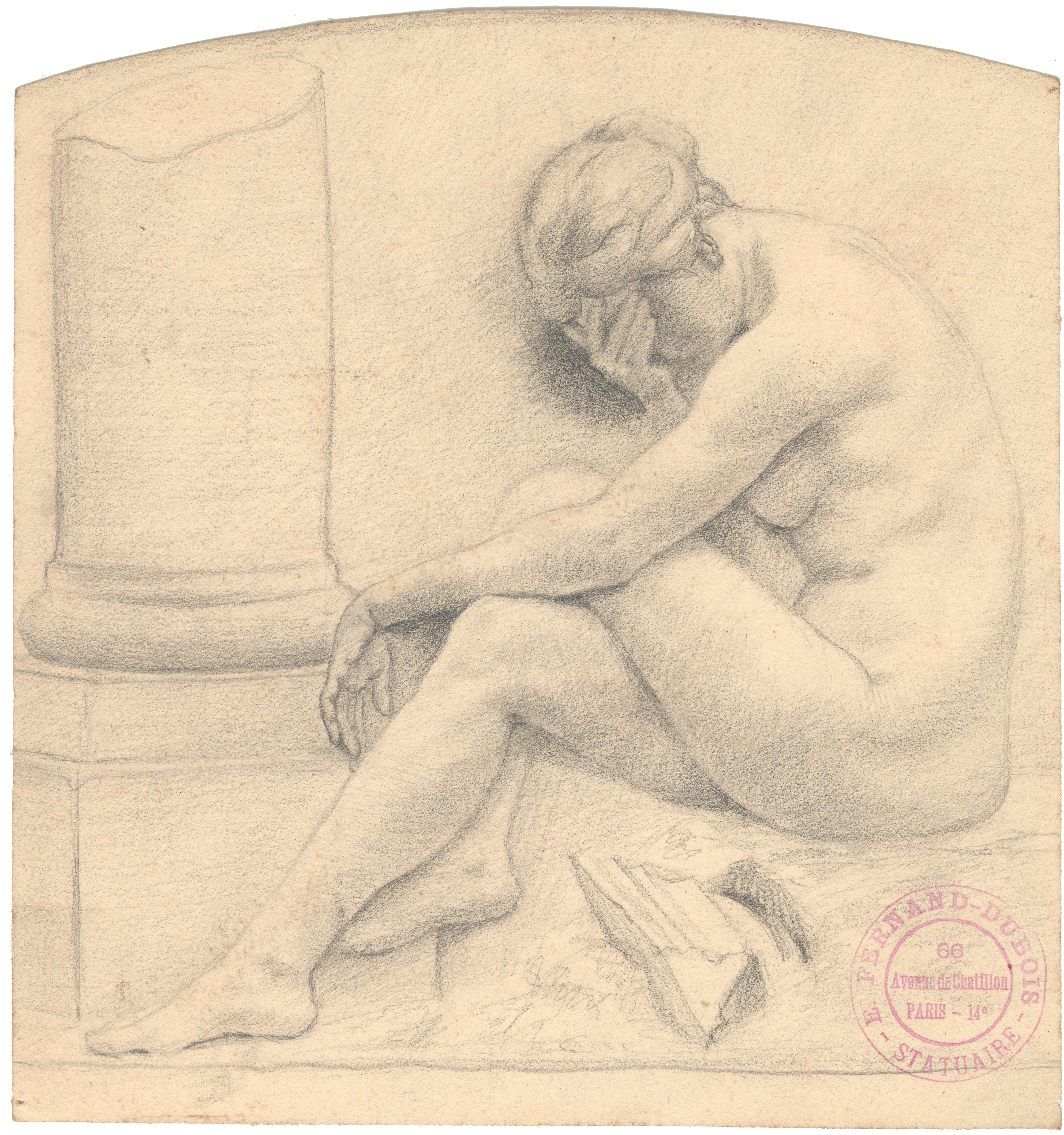
Émile Fernand-Dubois, La Douleur, dessin préparatoire pour le bas-relief du Monument aux morts de Cosne.

Émile Fernand-Dubois (1869-1952) est nommé conservateur du musée à partir de 1921. Sculpteur formé par Jules Dalou[réf. nécessaire], il fréquente régulièrement Auguste Rodin et l’atelier du fondeur Pierre Bingen. Très engagé en politique et fortement affecté par la Première Guerre mondiale, son œuvre est marqué par ses réalisations monumentales (le Monument aux morts de Cosne réalisé en 1922, entre autres), des représentations féminines nombreuses ou les commandes de bustes et portraits sculptés (écrivains, militaires, hommes politiques, etc.). Claude Goujat, maire de Cosne, l’invitera à s’installer dans la région où il acquerra une petite maison dans le hameau de Port-Aubry. Profondément marqué par la mort de son épouse Jane dans le bombardement du musée, il abandonne peu à peu ses fonctions au musée puis meurt en 1952. Il est ensuite inhumé à Cosne. Il lègue à la Ville de Cosne la totalité de son fonds d’atelier de sculpteur, aujourd’hui conservé au musée de la Loire : des sculptures en bronze, marbre,, etc. ainsi que des travaux préparatoires, des dessins et des photographies renseignant le processus créatif de l’artiste à l’exemple du Joueur de Harpe (épreuve de travail en plâtre et version définitive en bronze).

Émile Fernand-Dubois
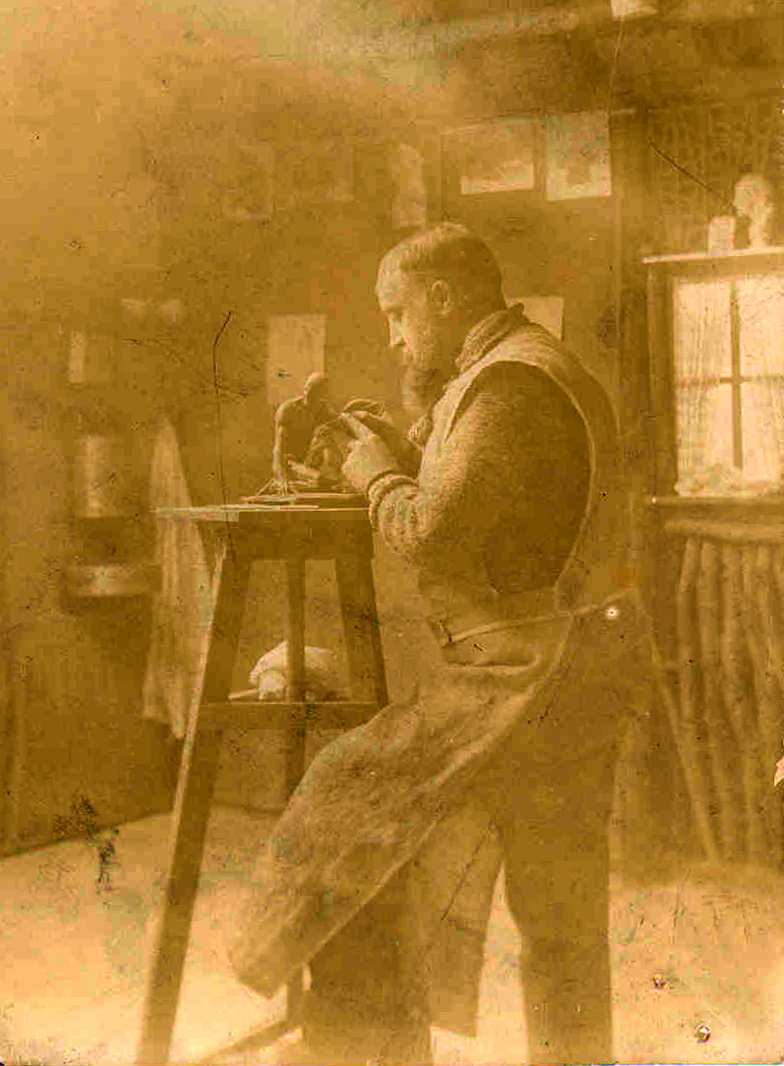
Émile Fernand-Dubois dans son atelier.
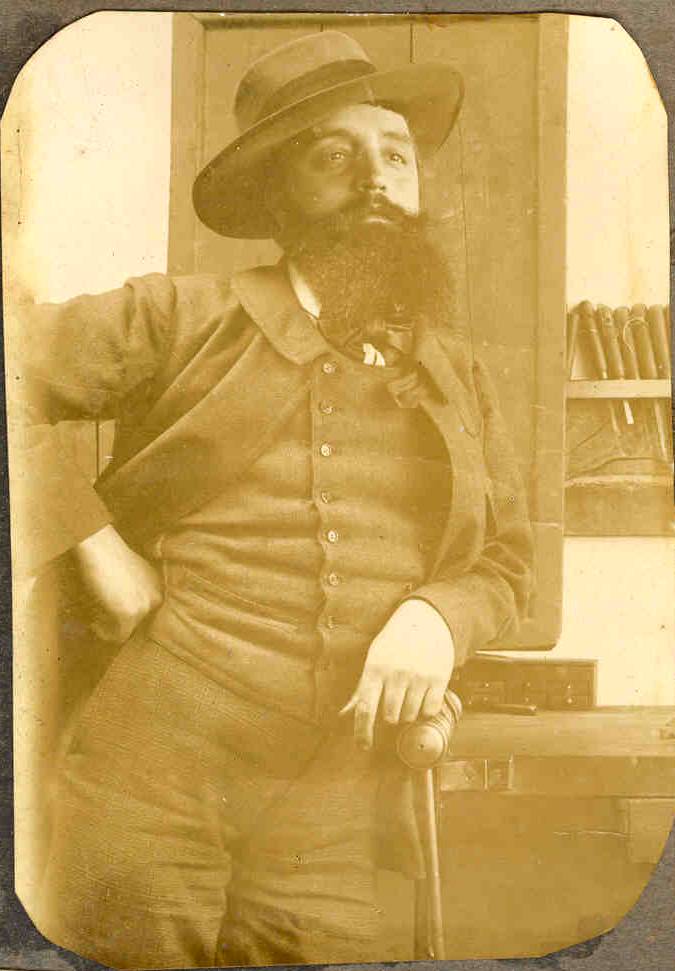
Émile Fernand-Dubois.
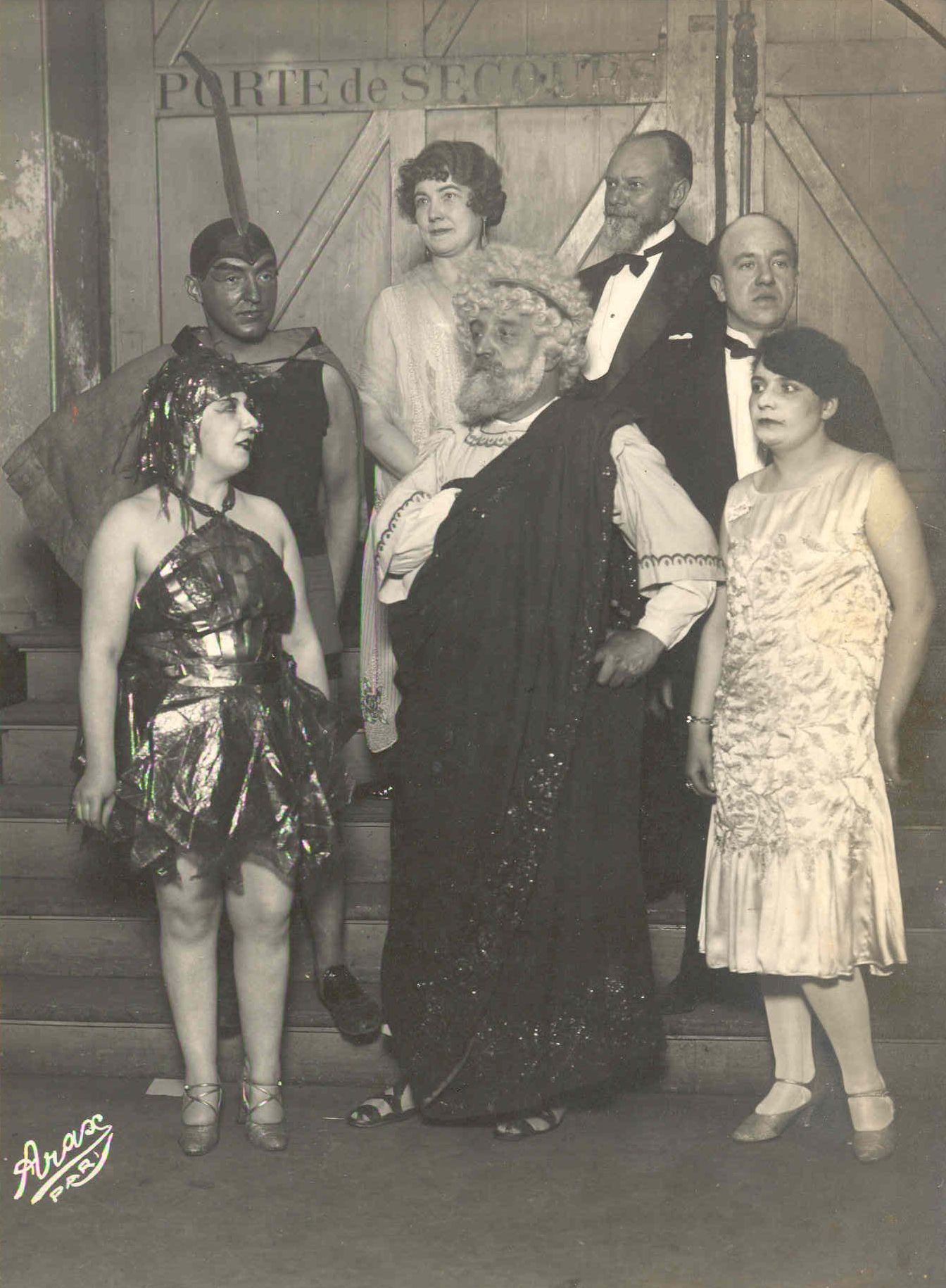
Bal de la Horde avec Émile Fernand-Dubois.

Ses acquisitions sont clairement orientées vers les beaux-arts, privilégiant la peinture et la sculpture — certaines de ses œuvres seront achetées par le musée comme la Naïade en 1940.
Il obtient aussi des dons d’artistes qu’il connaît, soit par le biais de son métier de sculpteur, soit par le biais de la communauté artistique de Montparnasse et de La Horde, association de soutien aux artistes : la Lionne, aquarelle du peintre animalier Jean Camille Cipra (1893-1952) donnée en 1931 par M. Pousset, le Nu accroupi de Samuel Granowsky (1889-1942), un artiste que Fernand-Dubois a sans doute côtoyé à Montparnasse, et un buste en bronze de Victor Hugo réalisé par Auguste Rodin, mais le musée ne conserve plus aujourd’hui cette sculpture, probablement disparue pendant la Seconde Guerre mondiale.
Il obtient enfin des dépôts d’État (peintures et sculptures) : 22 œuvres, dont certaines ont été détruites lors du bombardement du 16 juin 1940. Seules dix nous sont parvenues, comme la Nature morte au poêle de Jules Valadon, des œuvres de Tancrède Synave et de Paul Marie Vigoureux.
L'inventaire dressé par Fernand-Dubois le 17 février 1939 recense environ 560 œuvres et objets — sans compter les pièces archéologiques — et 22 dépôts d’État. La collection jugée hétéroclite est centrée autour des thématiques beaux-arts, ethnologie, minéralogie, archéologie et arts décoratifs.
S'y trouve des œuvres du sculpteur Louis-Ernest Barrias (1841-1905), comme une esquisse de La Nature se dévoilant devant la science, dont la version définitive en marbre est conservée à Paris au musée d'Orsay, et du peintre Félix-Joseph Barrias (1822-1907) avec une esquisse pour Les Exilés de Tibère, dont la version définitive se trouve elle aussi au musée d'Orsay, ou des œuvres d’artistes locaux comme Albert Dardy, Fernand Chalandre, Claude Rameau, etc.

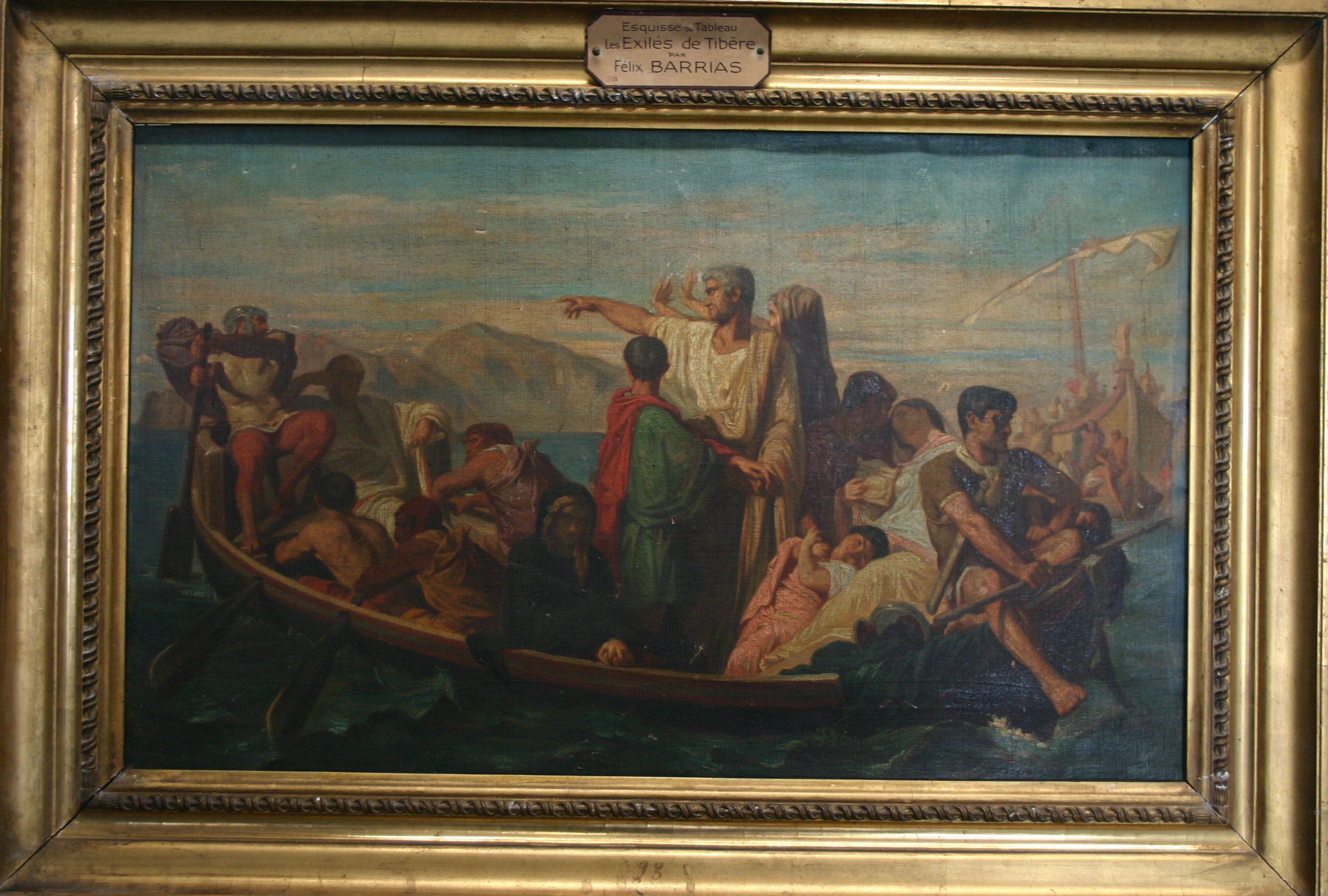
Félix-Joseph Barrias, Les Exilés de Tibère, esquisse.
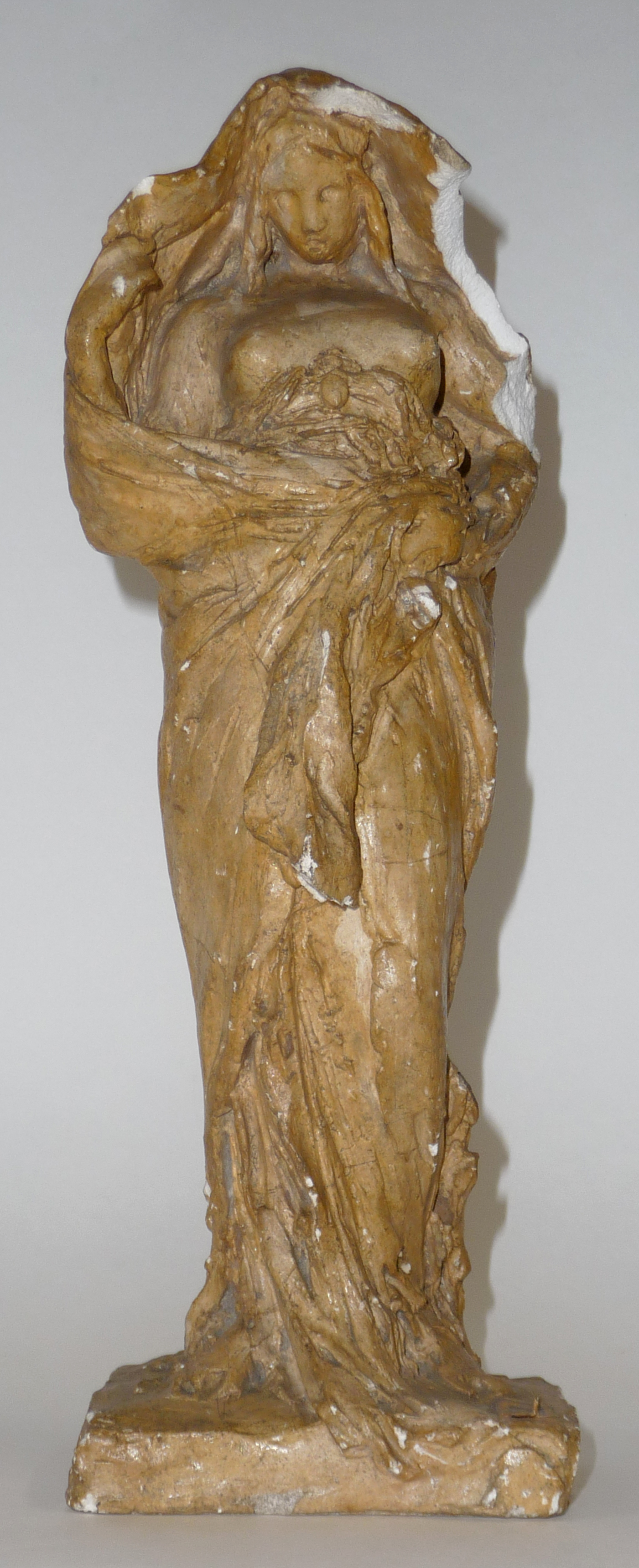
Louis-Ernest Barrias, La Nature se dévoilant devant la Science, esquisse.
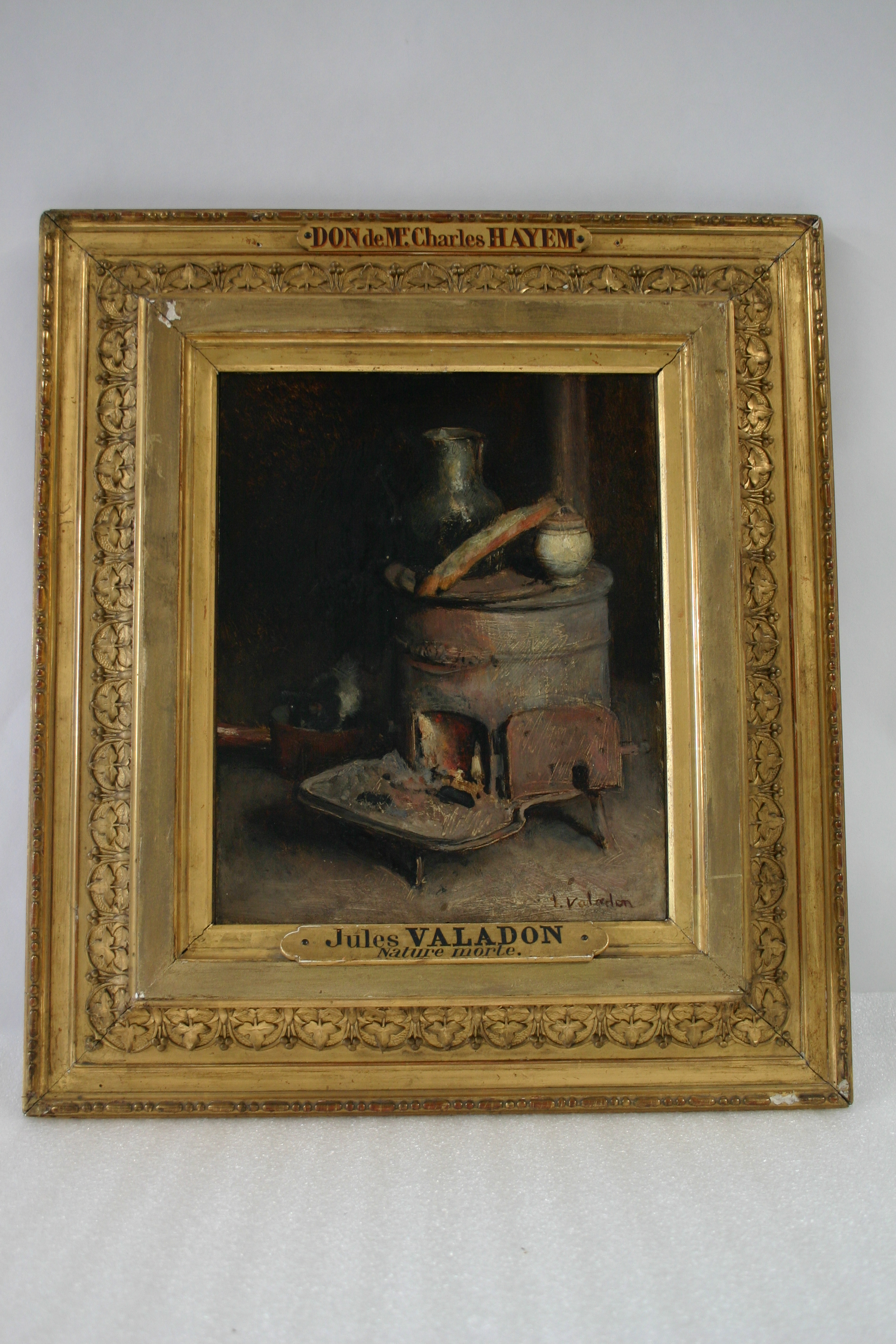
Jules Valadon, Nature morte au poêle.
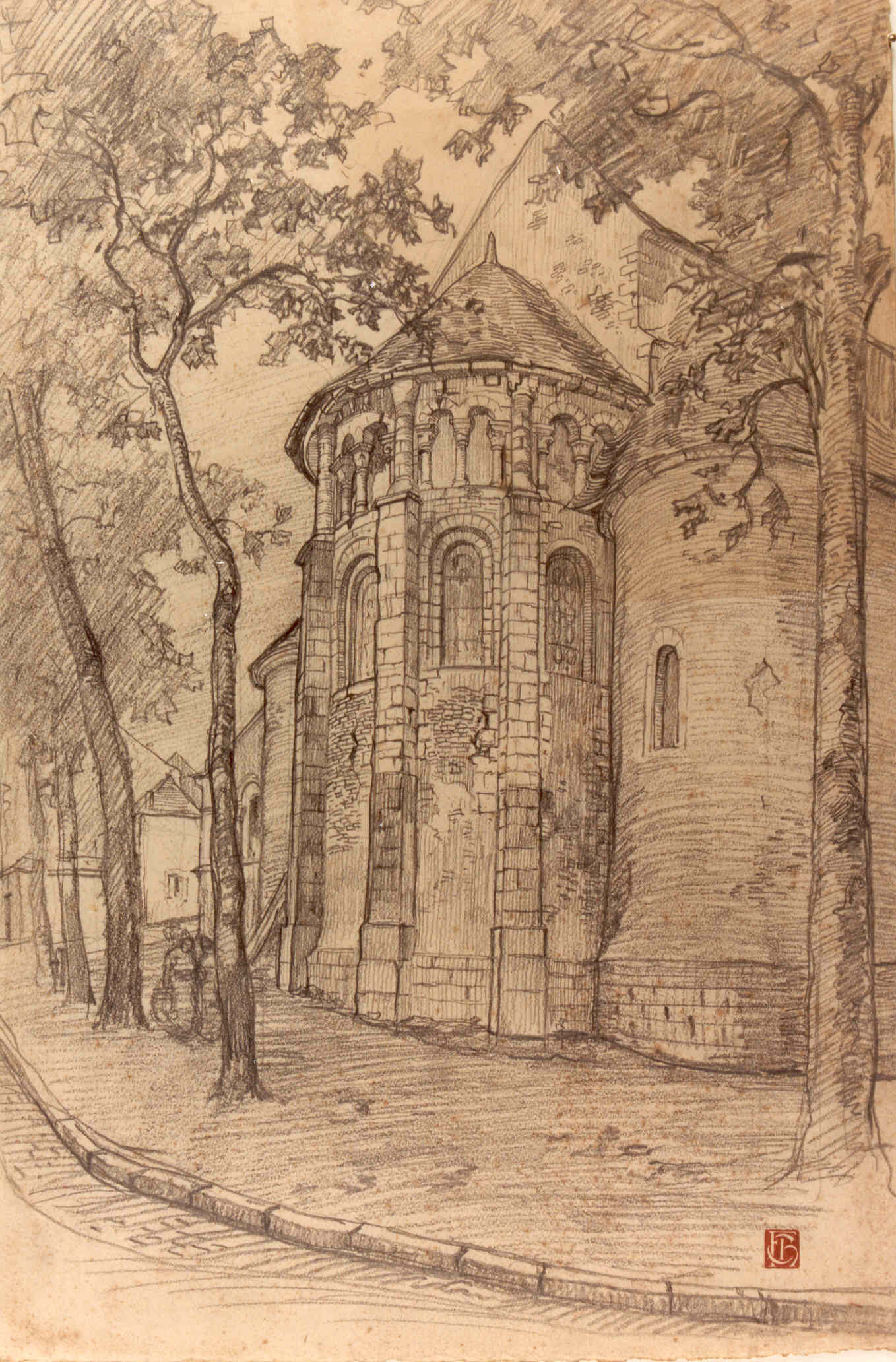
Fernand Chalandre, Abside de l’église Saint-Agnan (1922).
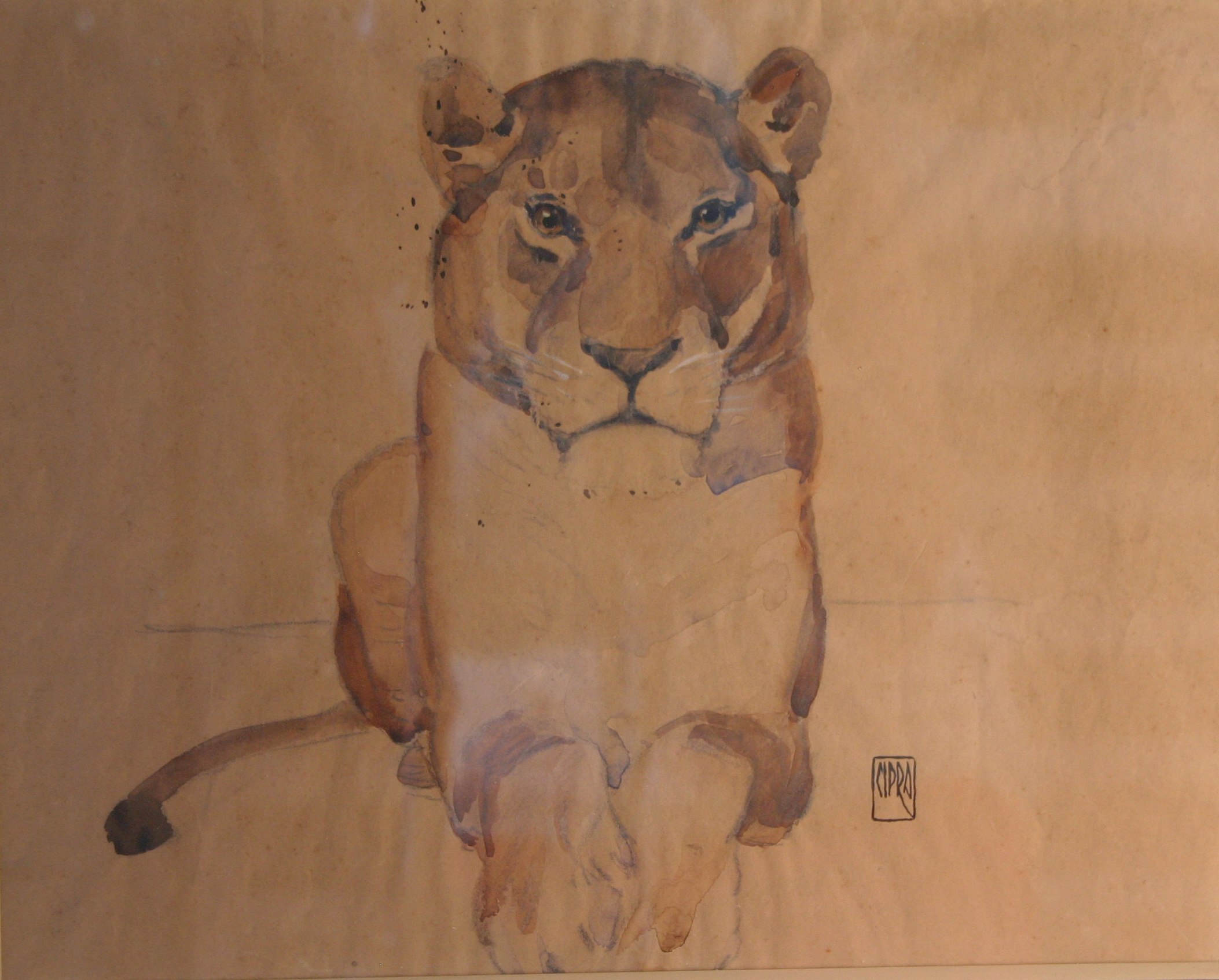
Jean Camille Cipra, La lionne.

#### 1940-1980: la difficile renaissance après le désastre
Alors que l’on procède à l’évacuation des œuvres du musée bombardé le 18 juin 1940, Émile Fernand-Dubois réalise un premier inventaire pour évaluer les dommages de guerre.
Les acquisitions se poursuivent à partir des années 1950, surtout orientées vers les sujets « Loire » qui agitent les débats de création d’un musée national sur cette thématique : outils de pêcheur, de menuisier, de tonnelier, de charpentier de marine ; matériels ou mobiliers de mariniers ; tableaux, photographies, faïences et objets d’art, etc.
Plusieurs dons affluent provenant notamment des familles Joly, Biry et Bellile (en 1956), Jost (en 1958), Carroué (en 1961 et 1972).
En 1952, un nouvel inventaire est dressé, de même en 1961 et en 1969. Les collections sauvées des décombres sont disséminées dans différents lieux de la Ville.

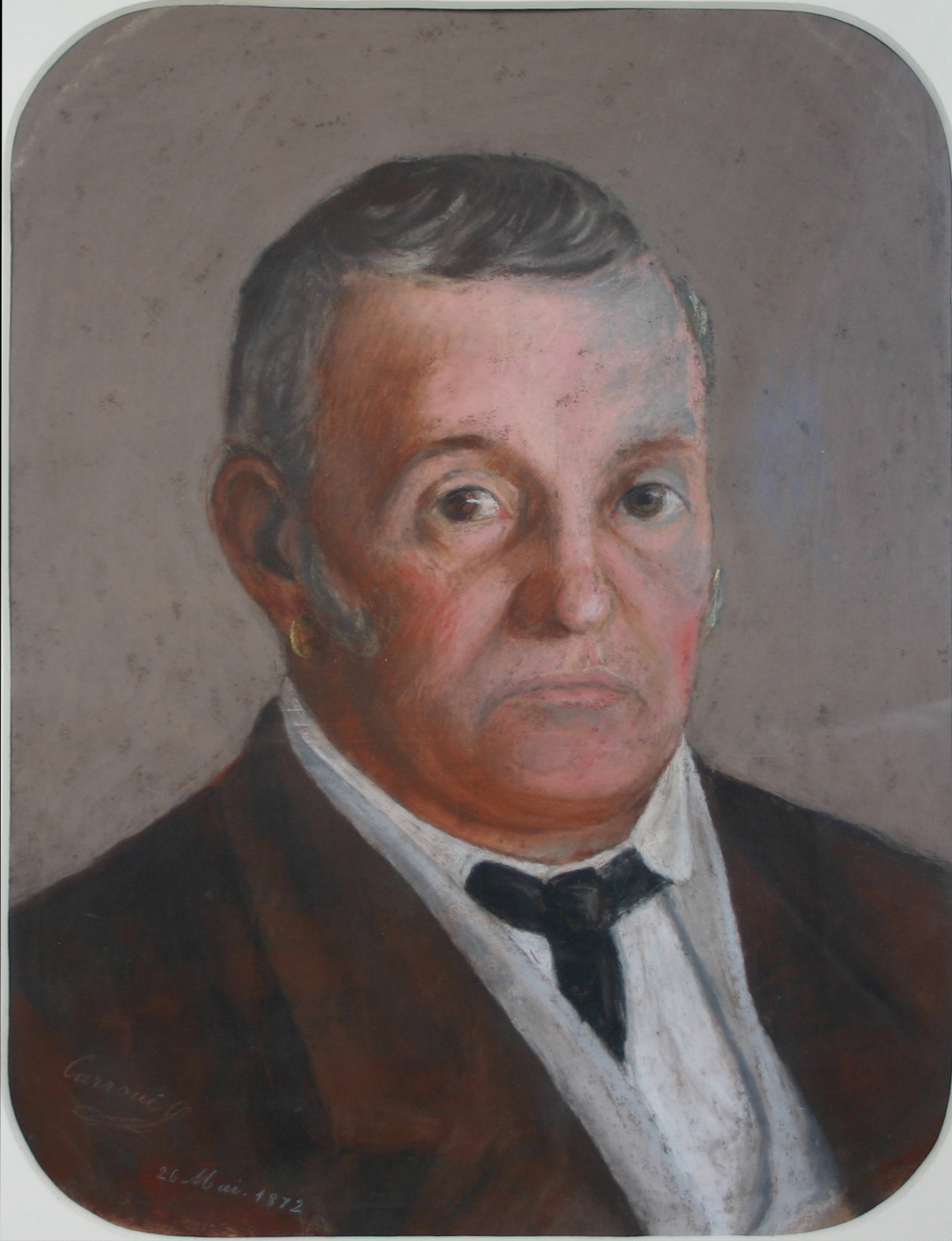
Ovide Carroué, Portrait d’Honoré Chabin.
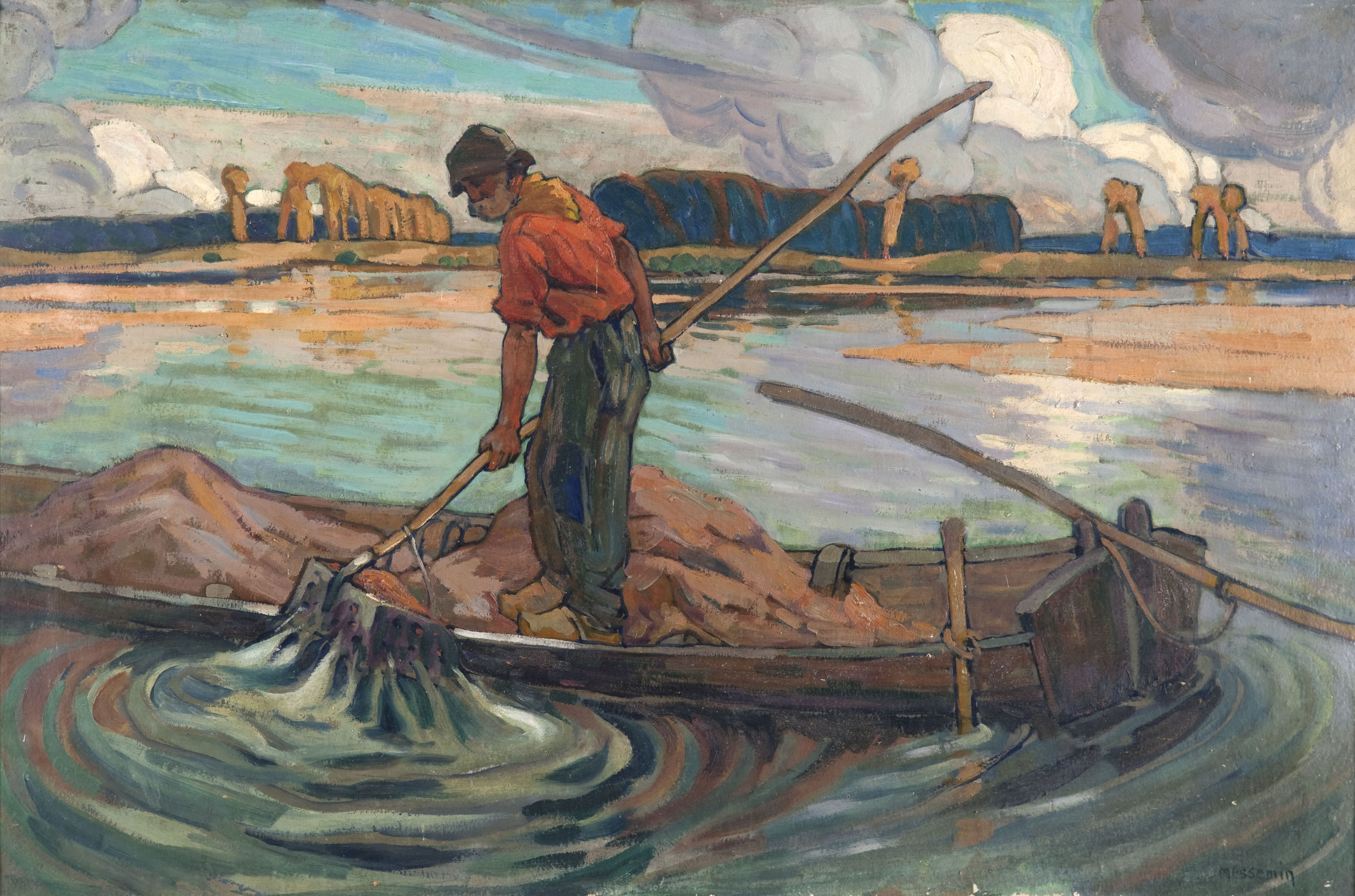
Eugène Prévost-Messemin, Dragueur de sable en Loire.
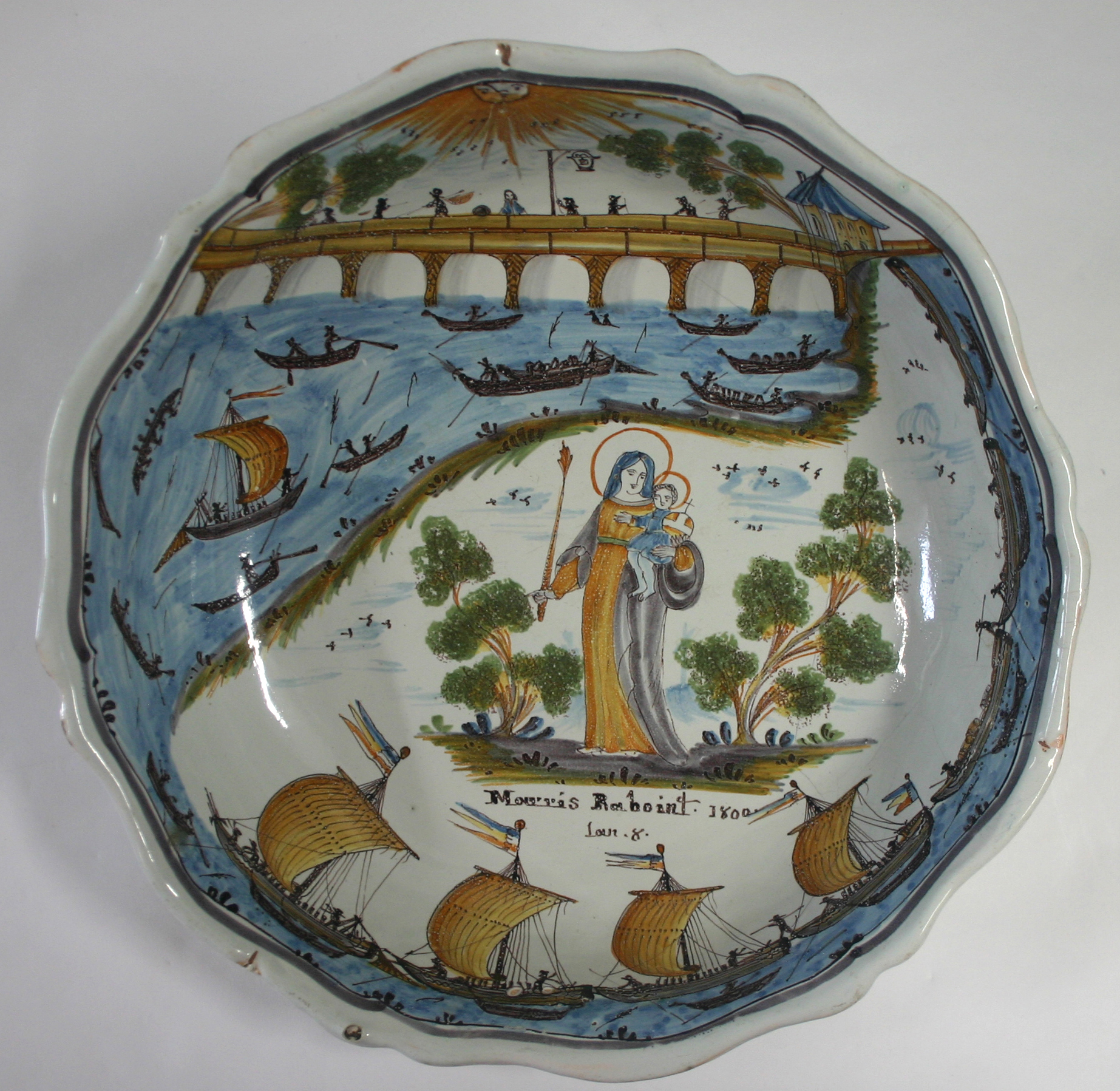
Saladier au Pont et à la Vierge Marie (1800), faïence de Nevers.
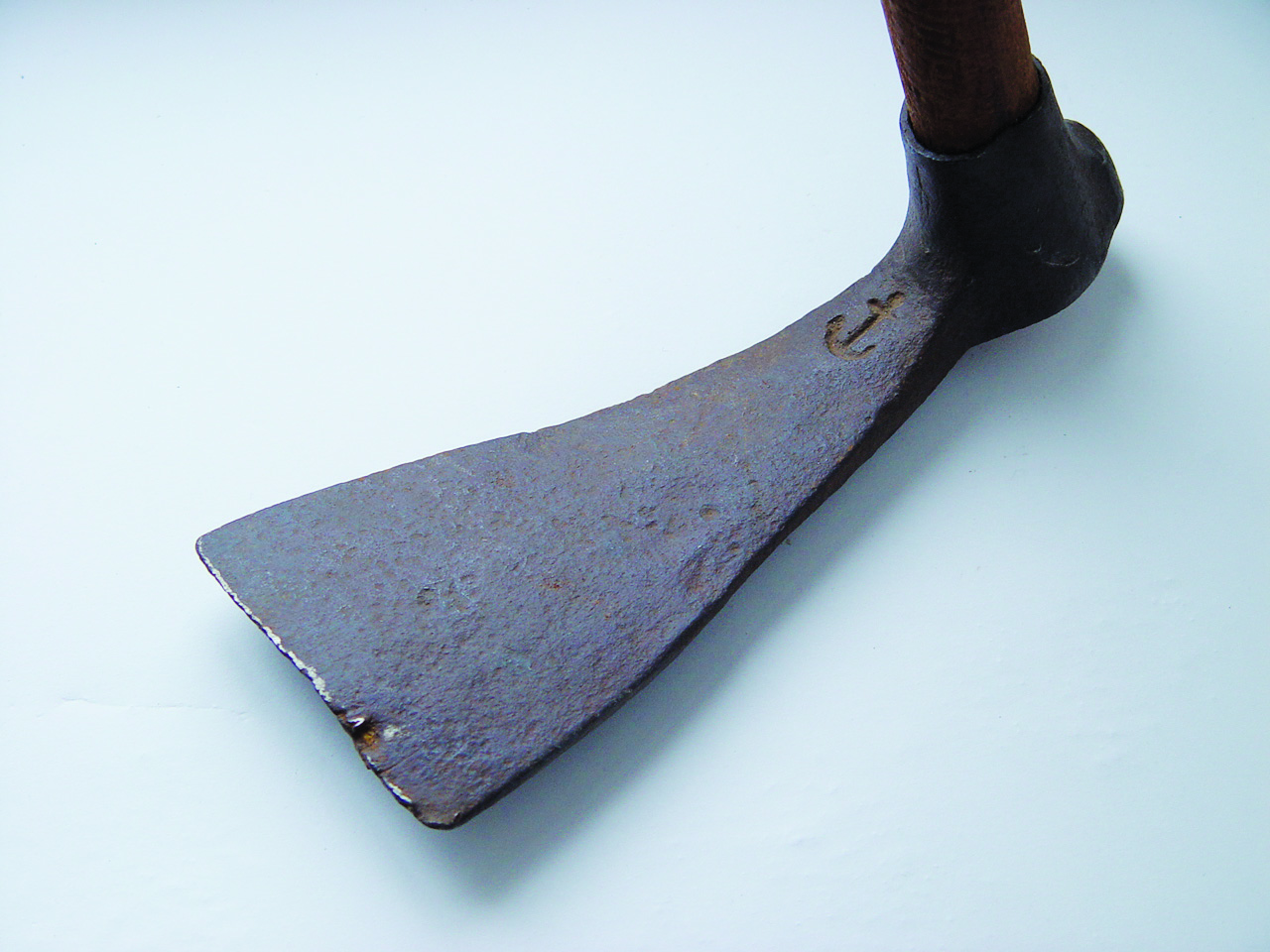
Herminette de charpentier de marine.
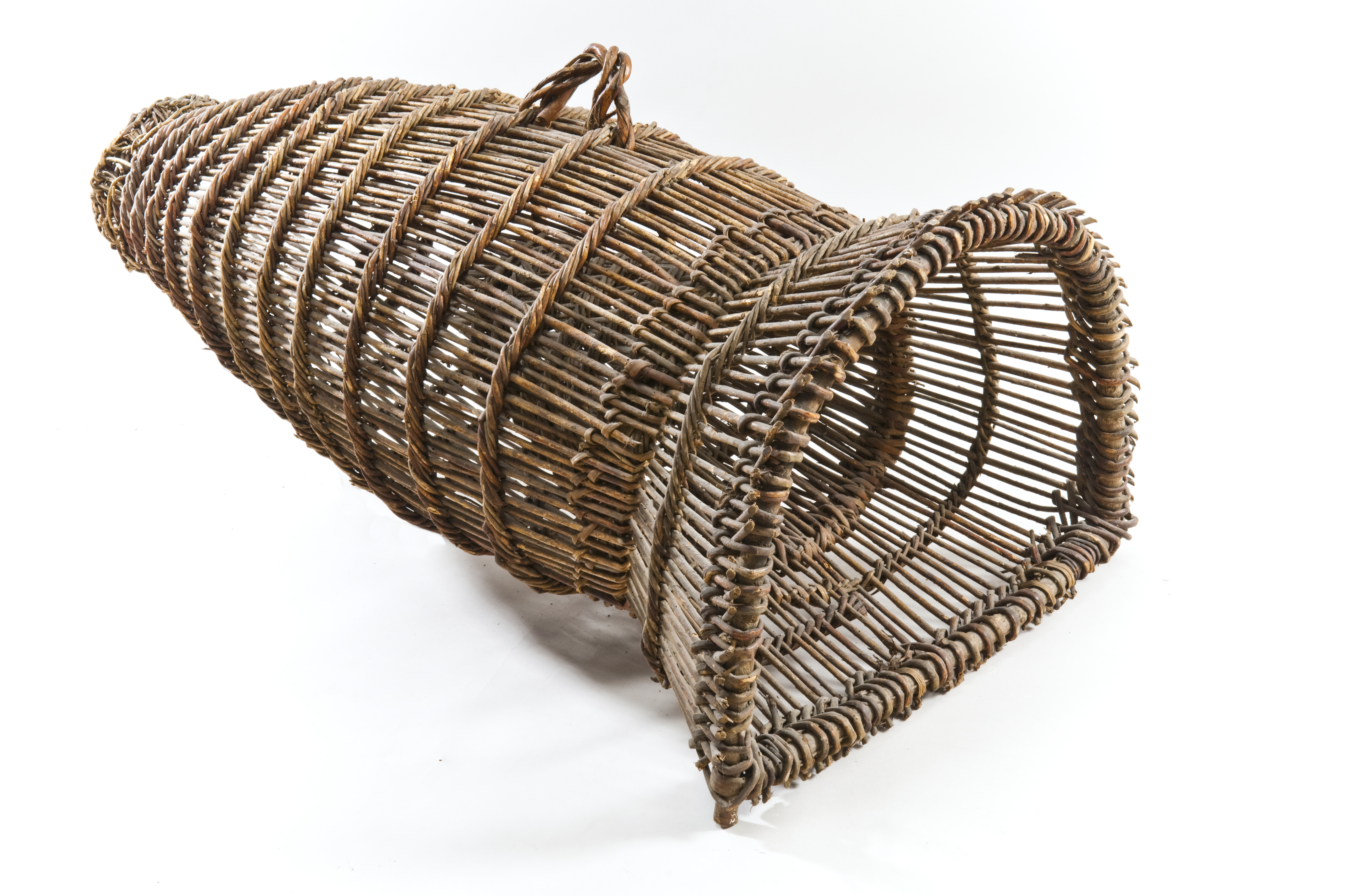
Nasse anguillère ou bosselle.
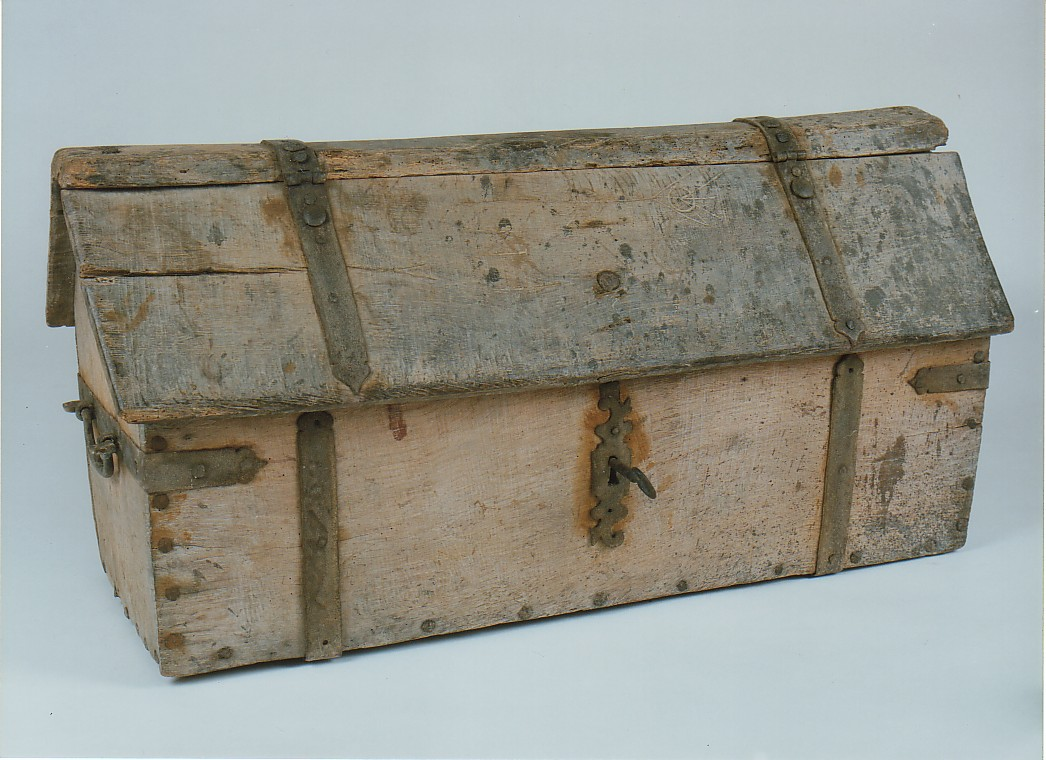
Coffre de marinier.

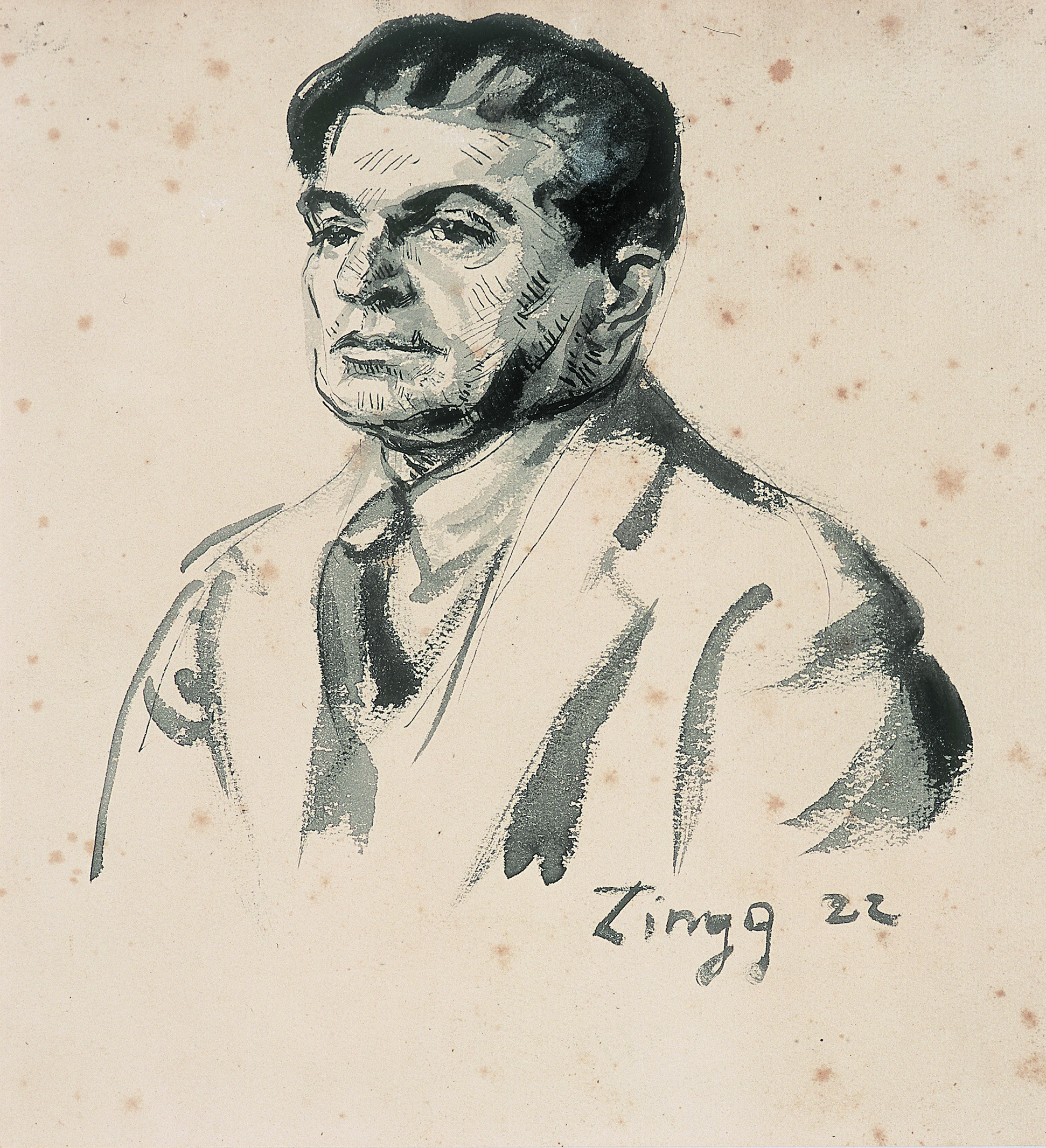
Jules-Émile Zingg, Portrait d'Émile Loiseau (1922).

Le musée reçoit un nouveau legs exceptionnel, celui d’Émile Loiseau en 1970.
Installé avec son épouse Marthe à Cosne pour sa retraite, sans héritier, les époux Loiseau décident de léguer l’ensemble de leurs biens, plus de deux cents objets d’art et peintures modernes, à la Ville.
Outre une importante bibliothèque — aujourd’hui à la médiathèque intercommunale —, on note la présence d'un ensemble de statues, statuettes et divers objets appartenant à une vaste sphère extrême-orientale dont une Tête de Bouddha khmer en grès beige, datable du XIIe siècle, des céramiques de Meissen ou Sèvres (Bouillon couvert au décor « œil de perdrix », marque de Louis-Gabriel Chulot, vers 1780), des meubles et statues où se distingue une imposante armoire de sacristie, aux panneaux sculptés de « plis de serviette », et un Saint Antoine ermite en bois polychrome, sans doute témoin de l’école rhénane de sculpture à la fin du Moyen Âge.
Mais aussi un ensemble de peintures et dessins qui compte notamment des œuvres de quelques grands noms de la peinture des années 1910-1930, dont Henri Epstein, Pinchus Krémègne, que l’on retrouve dans l’inventaire du legs, et d’autres, comme Simon Mondzain, qu’il a acheté mais visiblement pas gardé. Et puis quelques fauves ou assimilés, comme Maurice de Vlaminck, André Derain, Raoul Dufy, Henri Manguin, et des indépendants comme Maurice Utrillo ou Marc Chagall.
Beaucoup de toiles et d’aquarelles enfin de Jules-Émile Zingg, un intime, dont l’épouse est violoniste. Finalement, une collection cohérente, forte d’une soixantaine d’huiles, aquarelles, dessins, et de véritables chefs-d’œuvre comme Vue d’une fenêtre ouverte de Raoul Dufy (vers 1908).

Legs Émile Loiseau
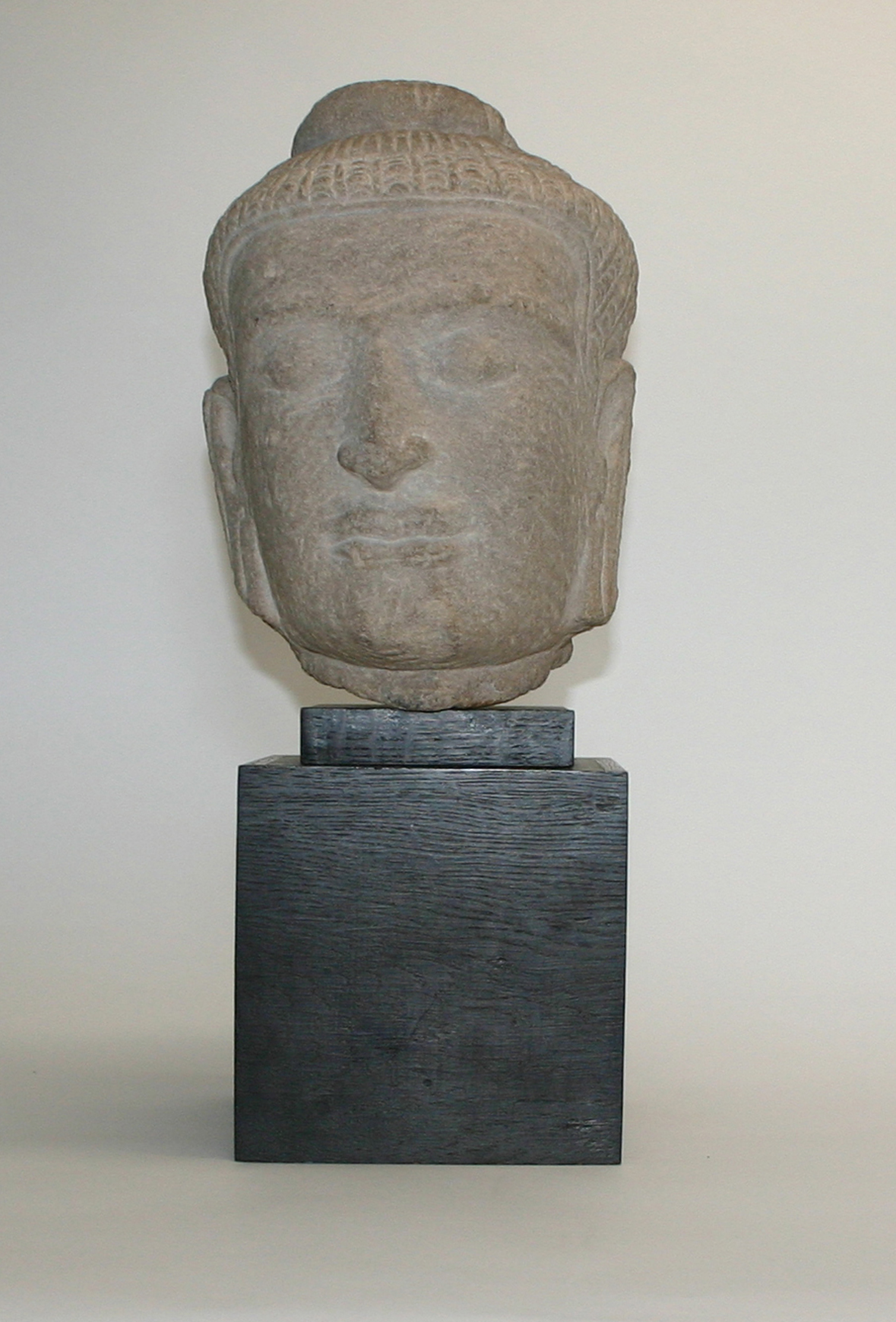
Tête de Boudha Khmer (XIIe siècle).
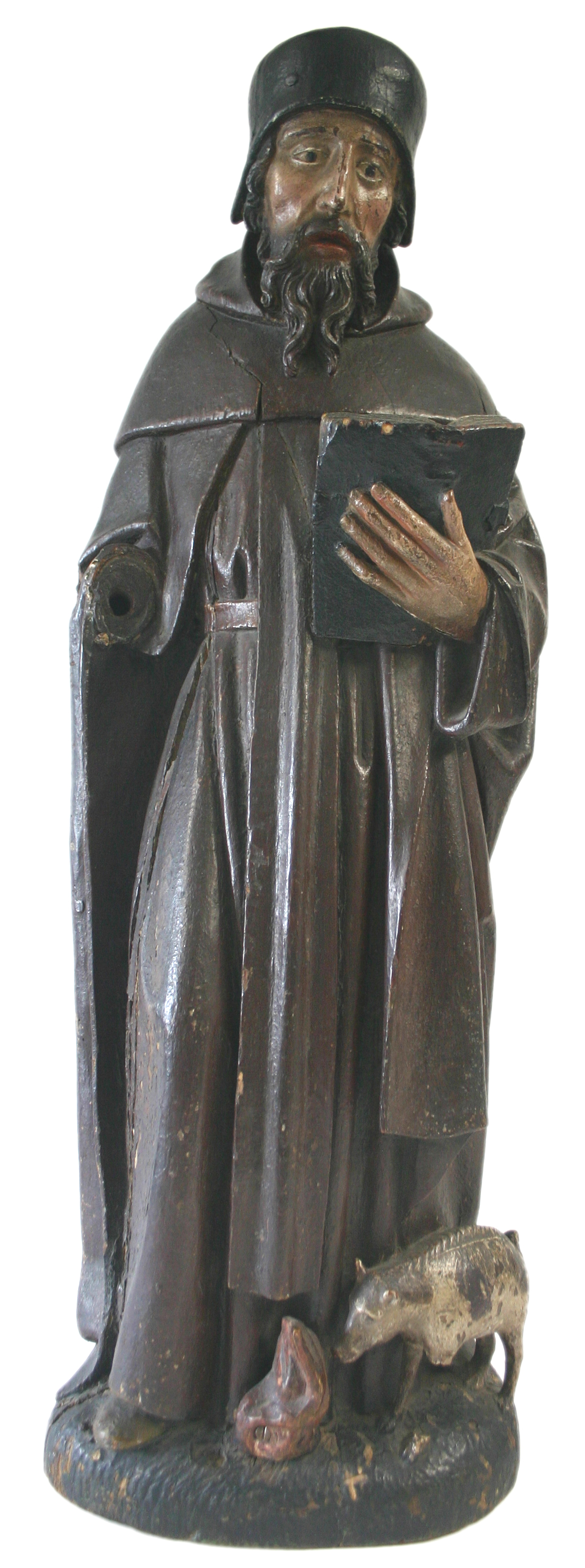
Saint Antoine ermite (XVe siècle).
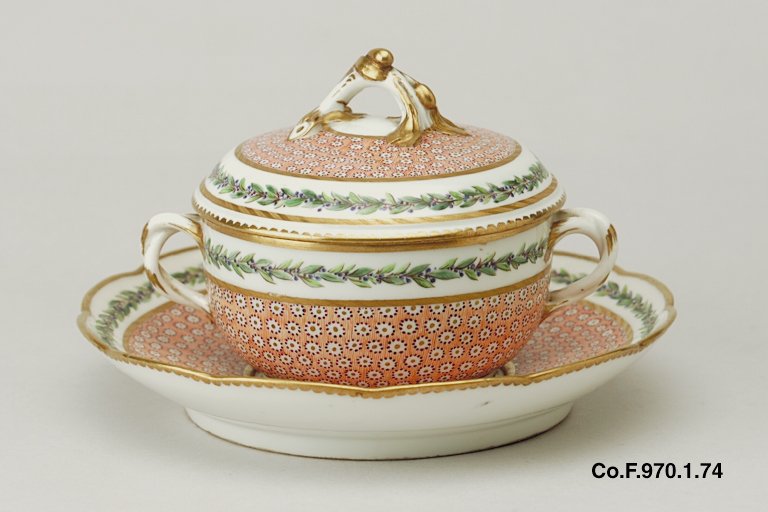
Manufacture de Sèvres, bouillon couvert à décor « œil de perdrix » (vers 1780).
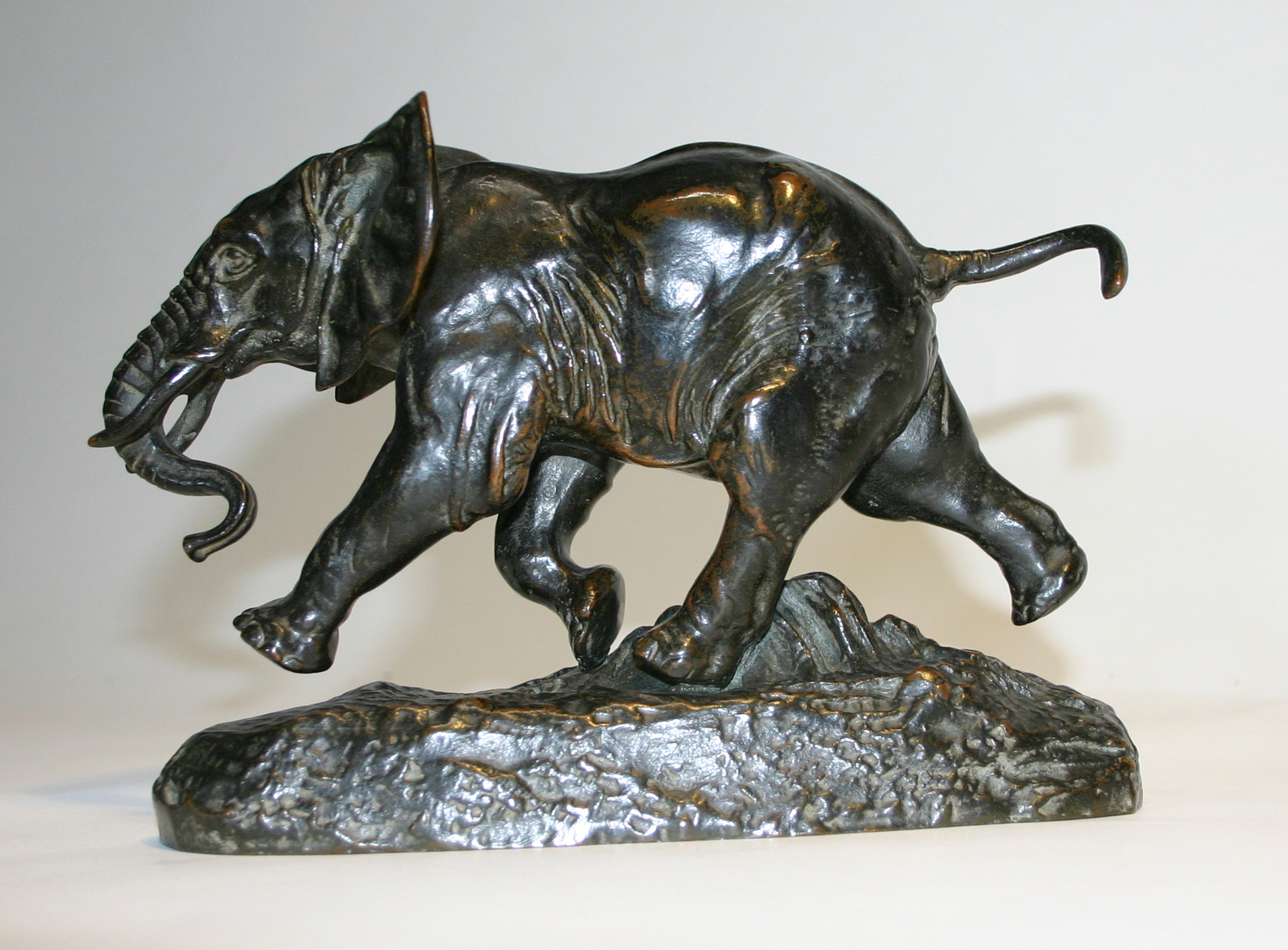
Antoine-Louis Barye, Élephant du Sénégal courant.
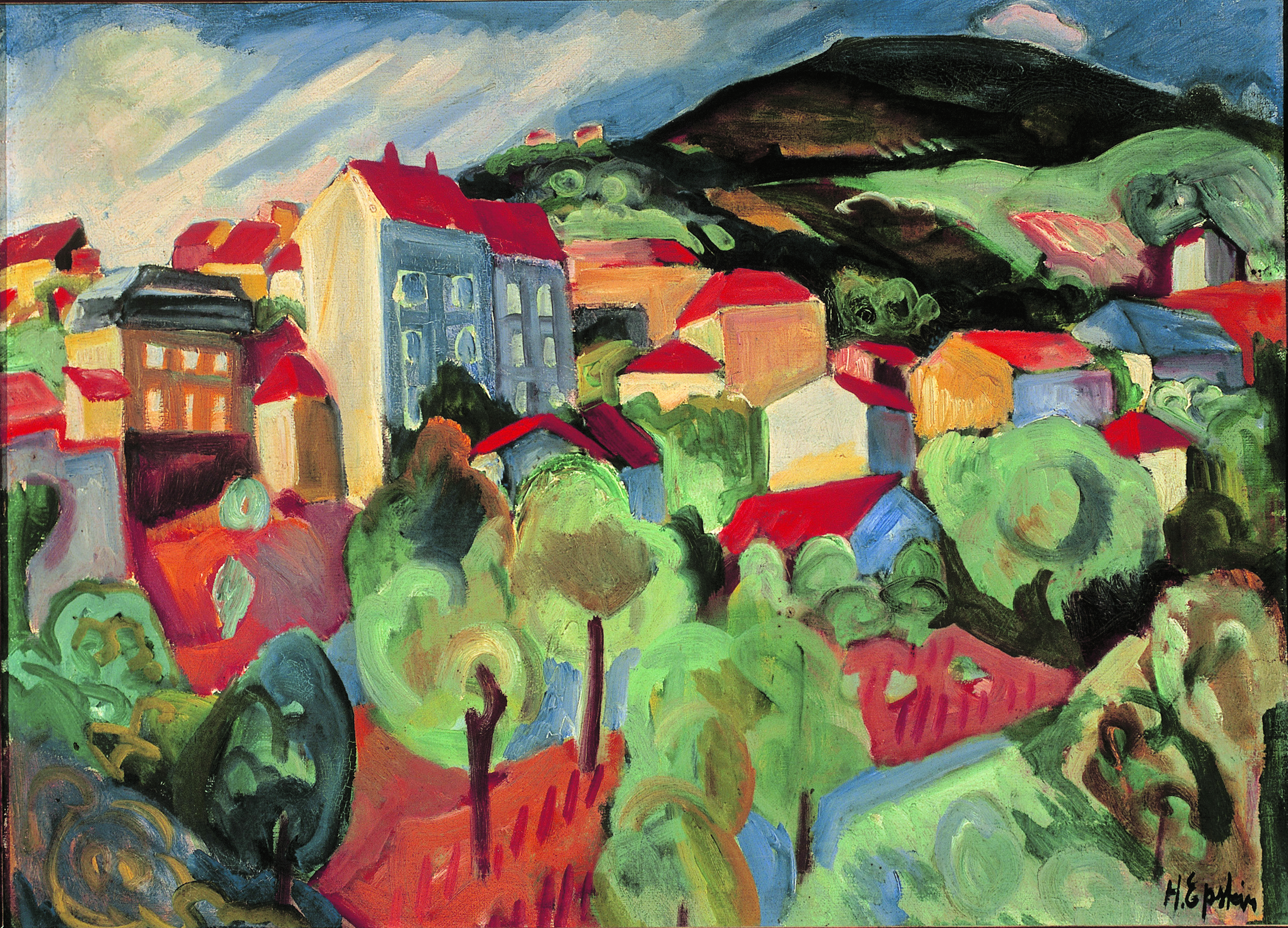
Henri Epstein, Village corse.
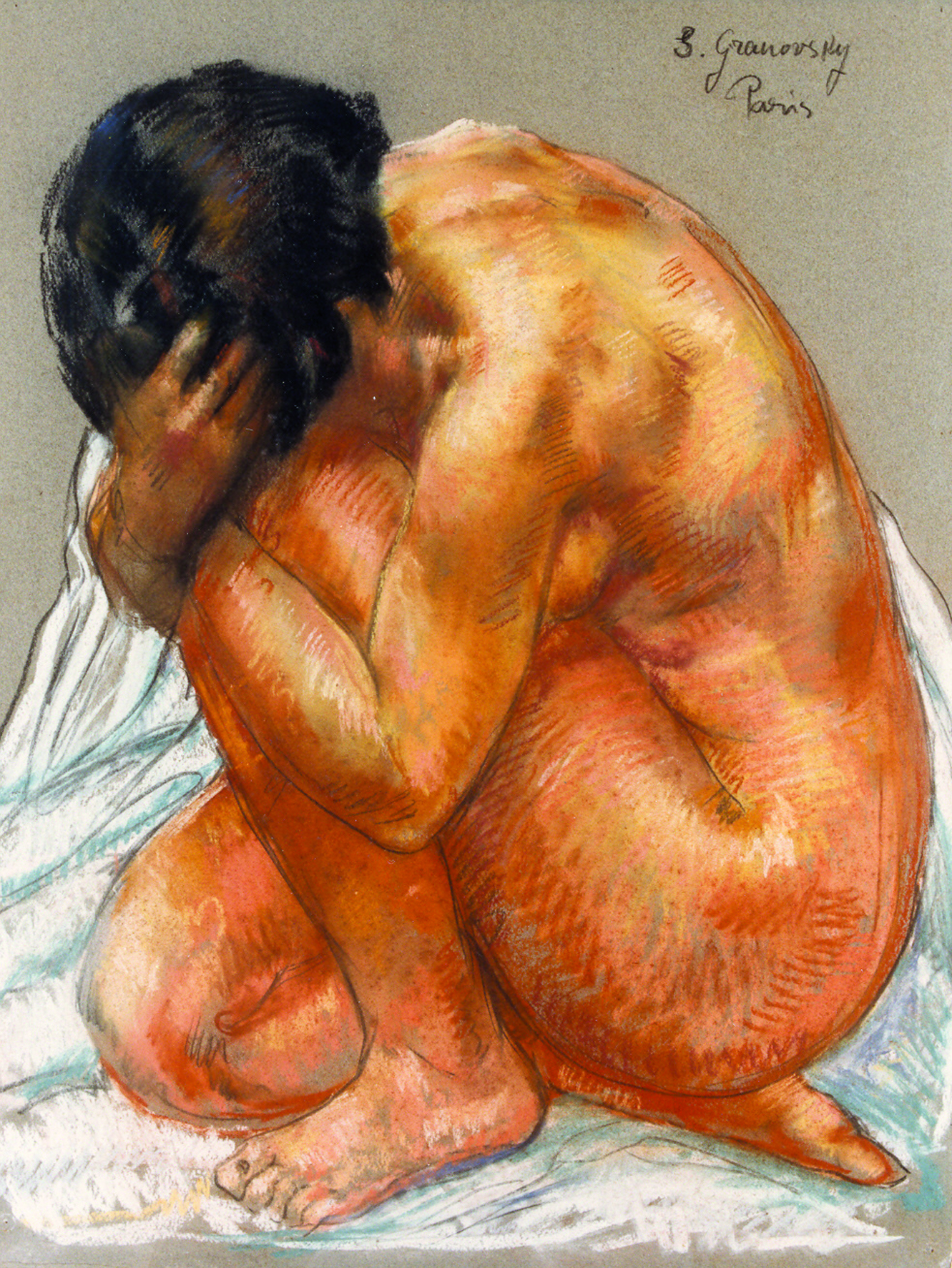
Samuel Granowsky, Nu accroupi.

#### 1980-2020: un nouveau lieu pour un nouvel élan
Alors que la création d’un nouveau musée dans le couvent des Augustins rénové se précise, on envisage enfin de réunir les collections dispersées dans un seul et même lieu.
En 1984, un nouvel inventaire révèle la présence de 1 650 pièces.
Les acquisitions reprennent au gré des dons, achats, dépôts et une vraie programmation culturelle est mise en place : exposition temporaires, manifestations, conférences, etc.
Quelques exemples de nouveaux achats :
- des œuvres d'artistes comme Maurice Le Scouëzec, Henri Epstein, Henri Harpignies, Sergueï Soudeïkine, Claude Rameau ou Rex Barrat ;
- des pièces rejoignant le fonds Loire comme une armoire de marinier, le tableau de l'Arrivée de Ver-Vert, des plat, assiettes et saladiers en faïence de Nevers.

Des dons notables comme celui de Mme Boulé-Fransozini (Fernand Chalandre, Portrait d'Élise) ou de Jean-Max Albert.
Le musée bénéficie aussi de plusieurs dépôts provenant d'autres institutions muséales : des Zingg et Harpignies du musée d'Orsay, un Burkhalter du musée d'Art moderne de Paris, ou une statuette en faïence représentant saint Nicolas du musée Auguste-Grasset de Varzy.
L'inventaire de 2016 réalisé lors du récolement décennal des collections fait état de la présence effective de 2 041 œuvres ou objets inventoriés ou en dépôt. En 2020, cet inventaire est porté à 2 113 œuvres ou objets.
- Acquisitions des XXe et XXIe siècles

Acquisitions des
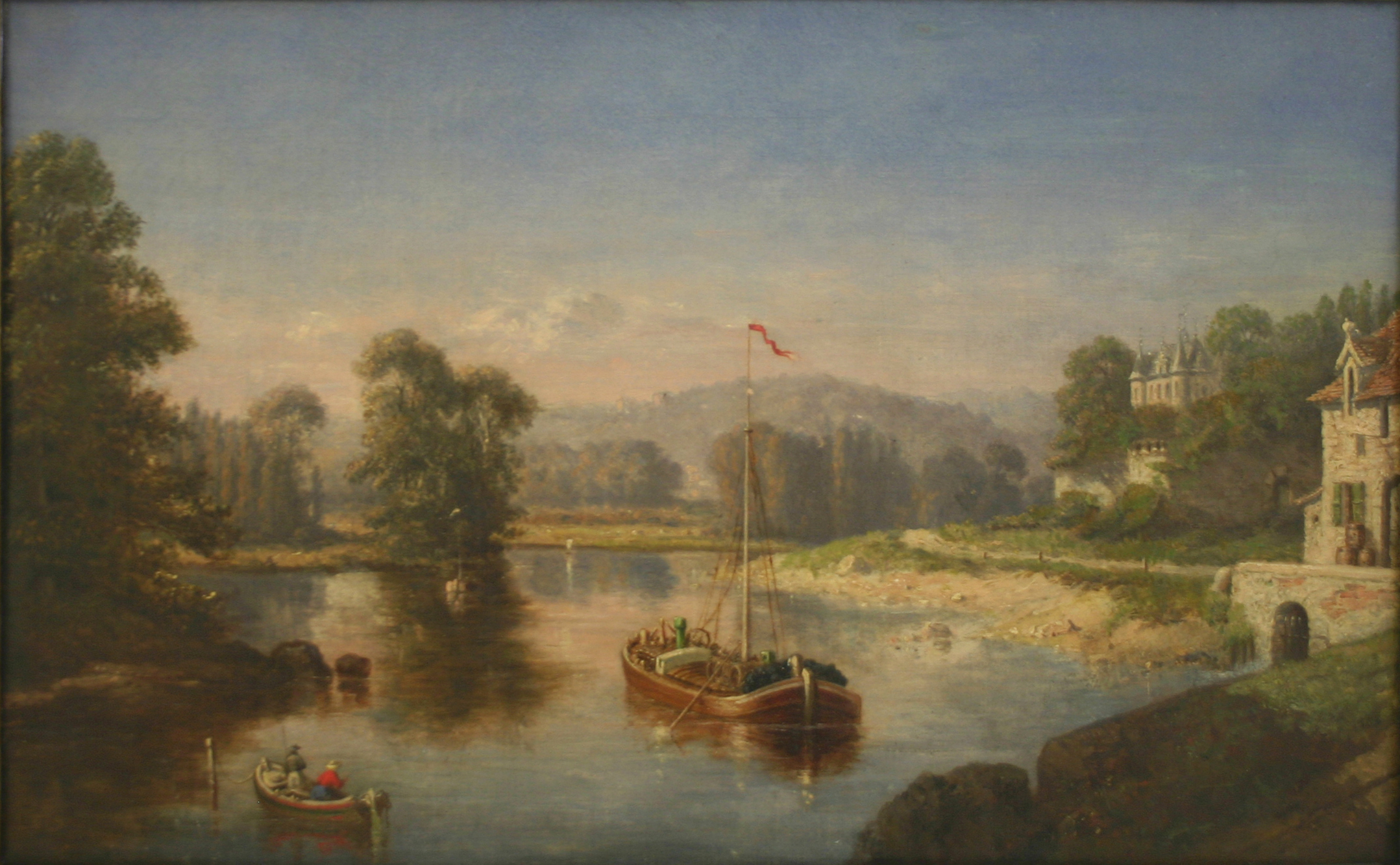
École française du XIXe siècle, Paysage de Loire avec gabarre.
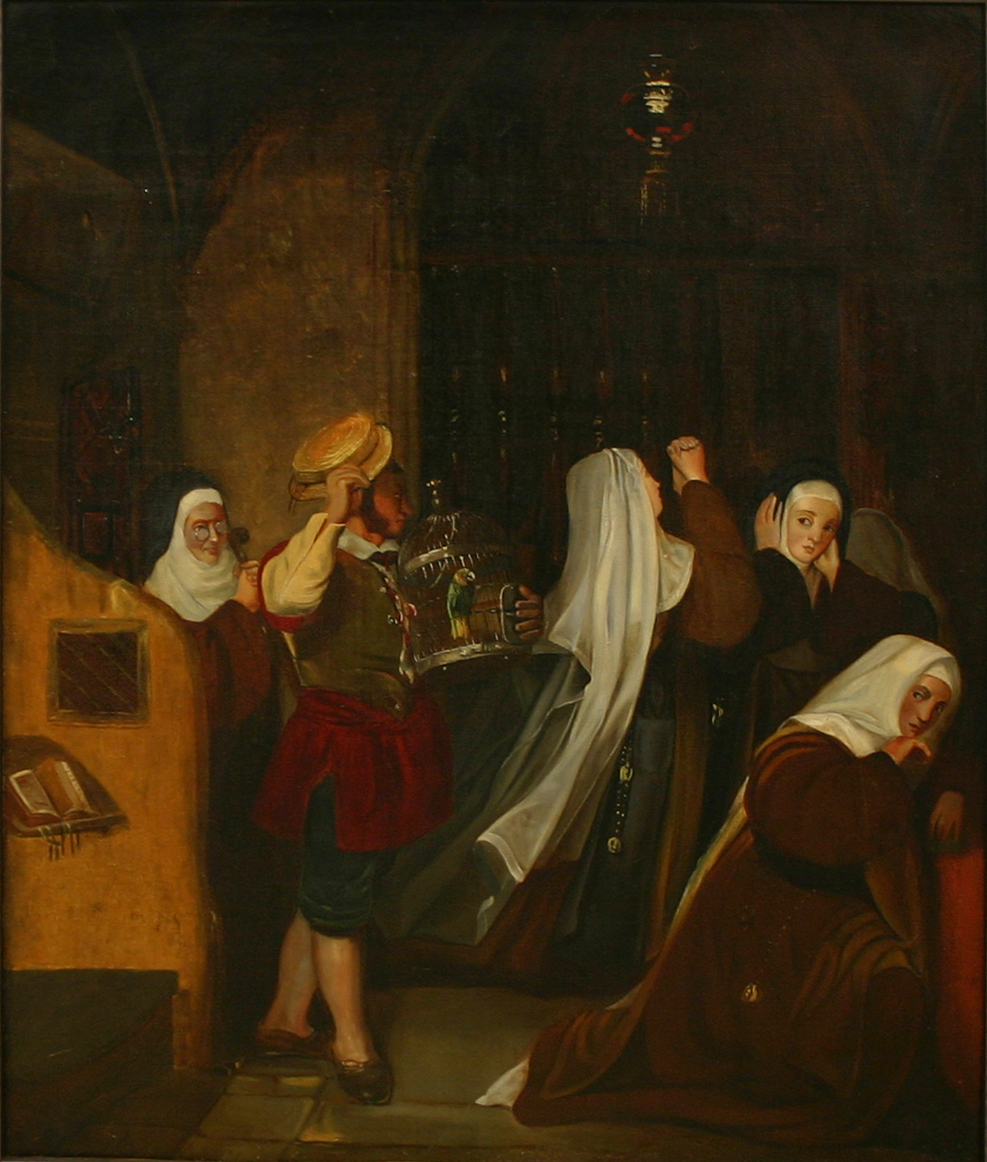
Jean-Claude Barat, L'Arrivée de Ver-Vert à Nantes (1846).
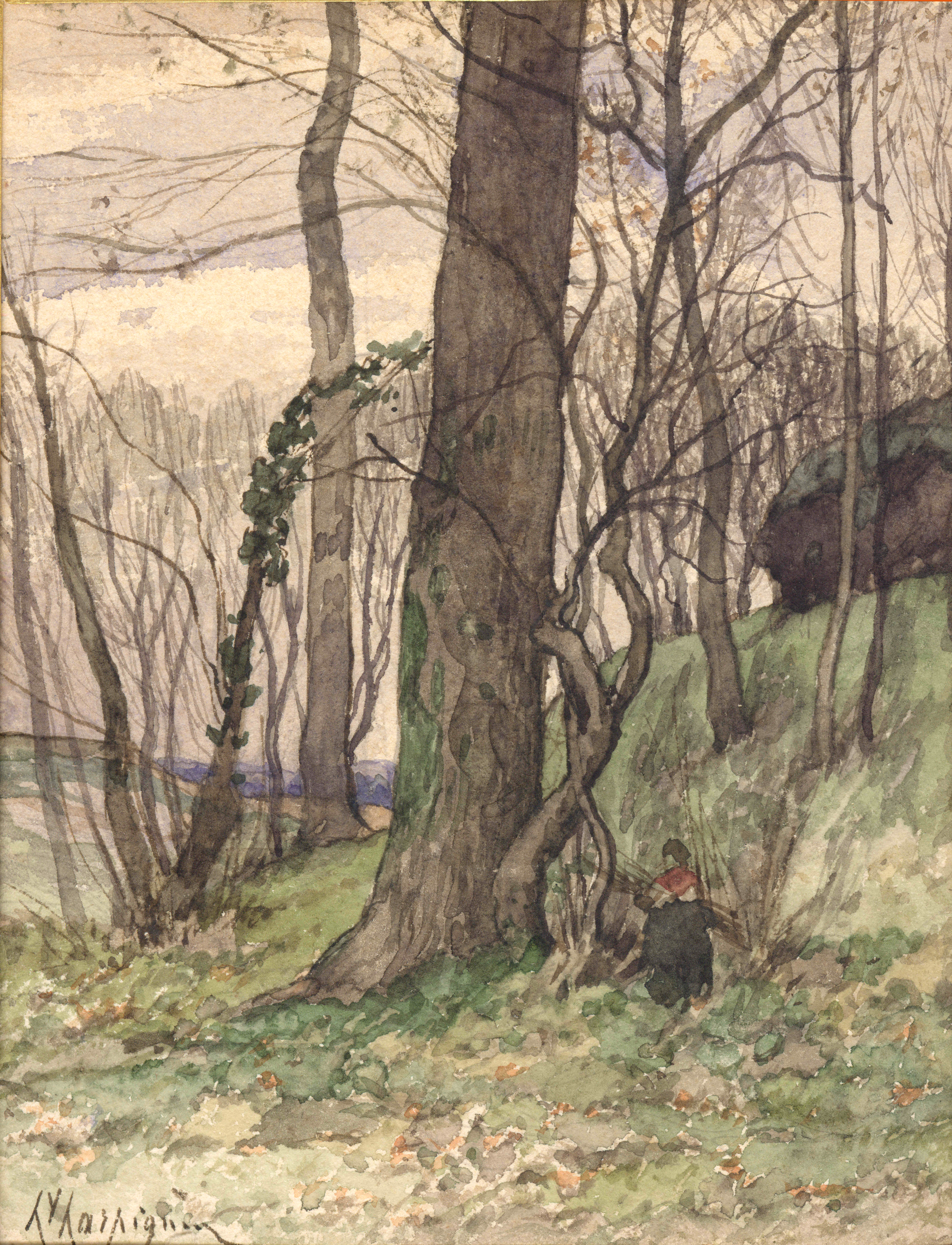
Henri Harpignies, Paysage arboré animé.
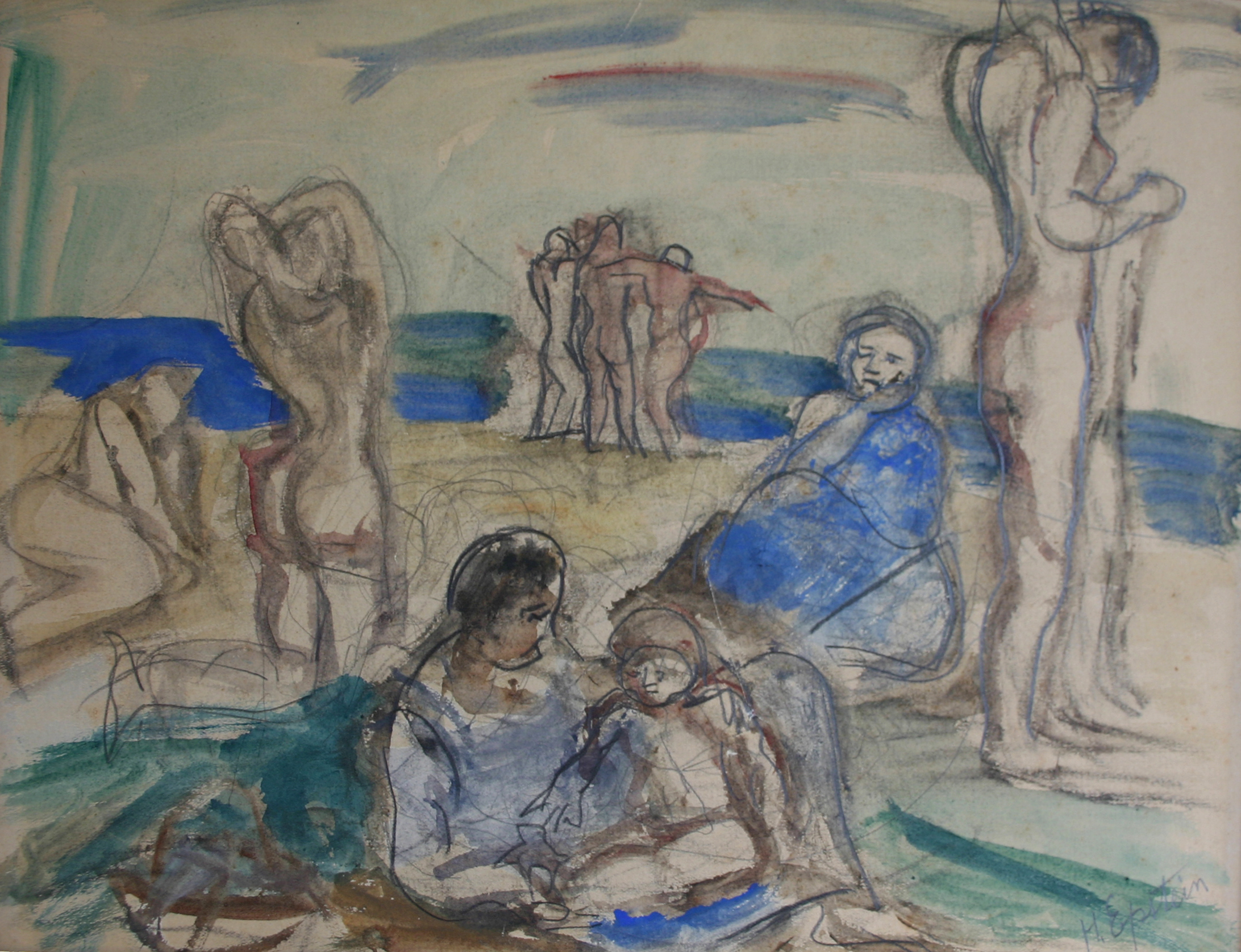
Henri Epstein, Scène de baignade (vers 1920).
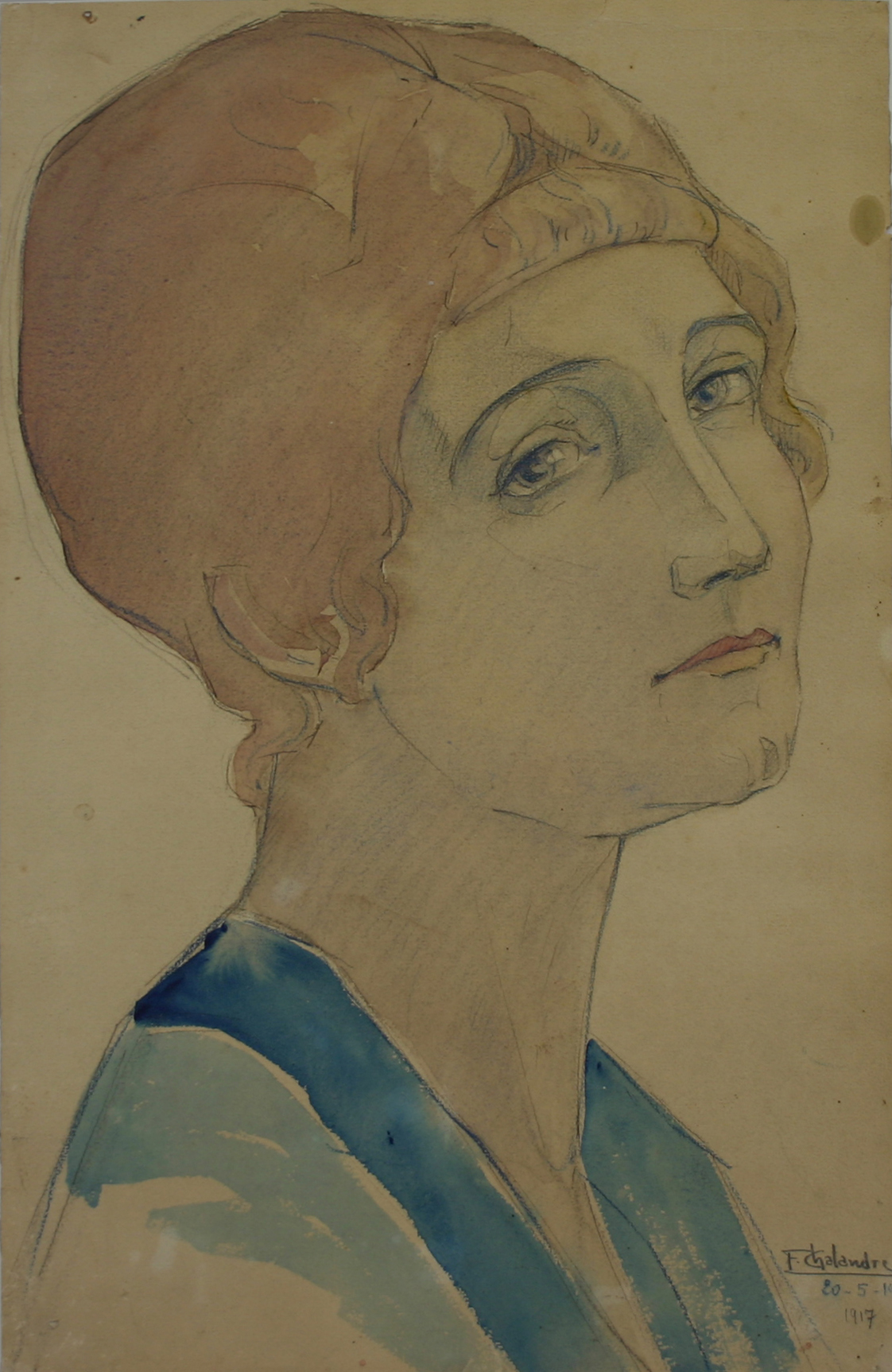
Fernand Chalandre, Portrait d'Élise.
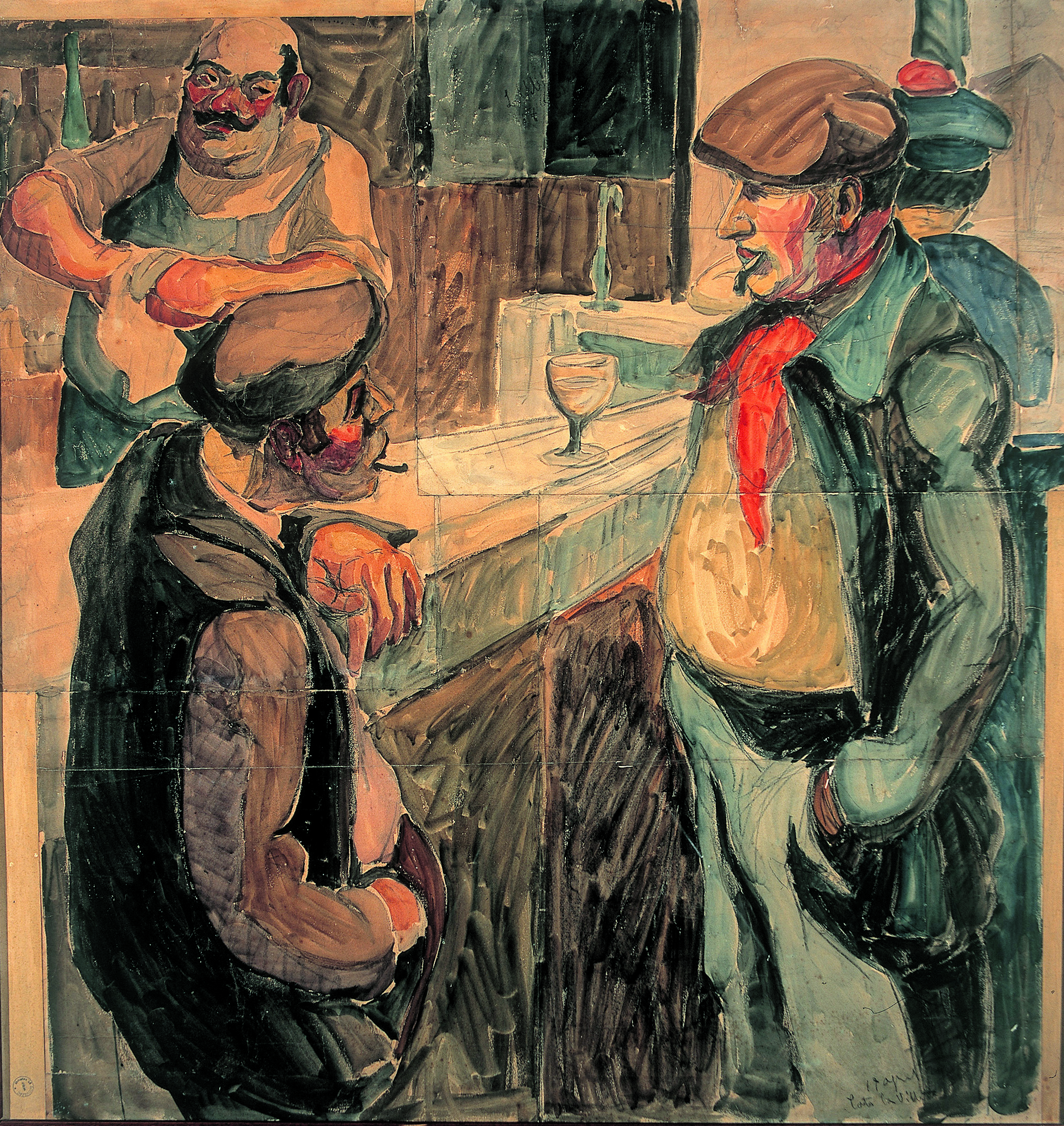
Maurice Le Scouëzec, Café La Villette.
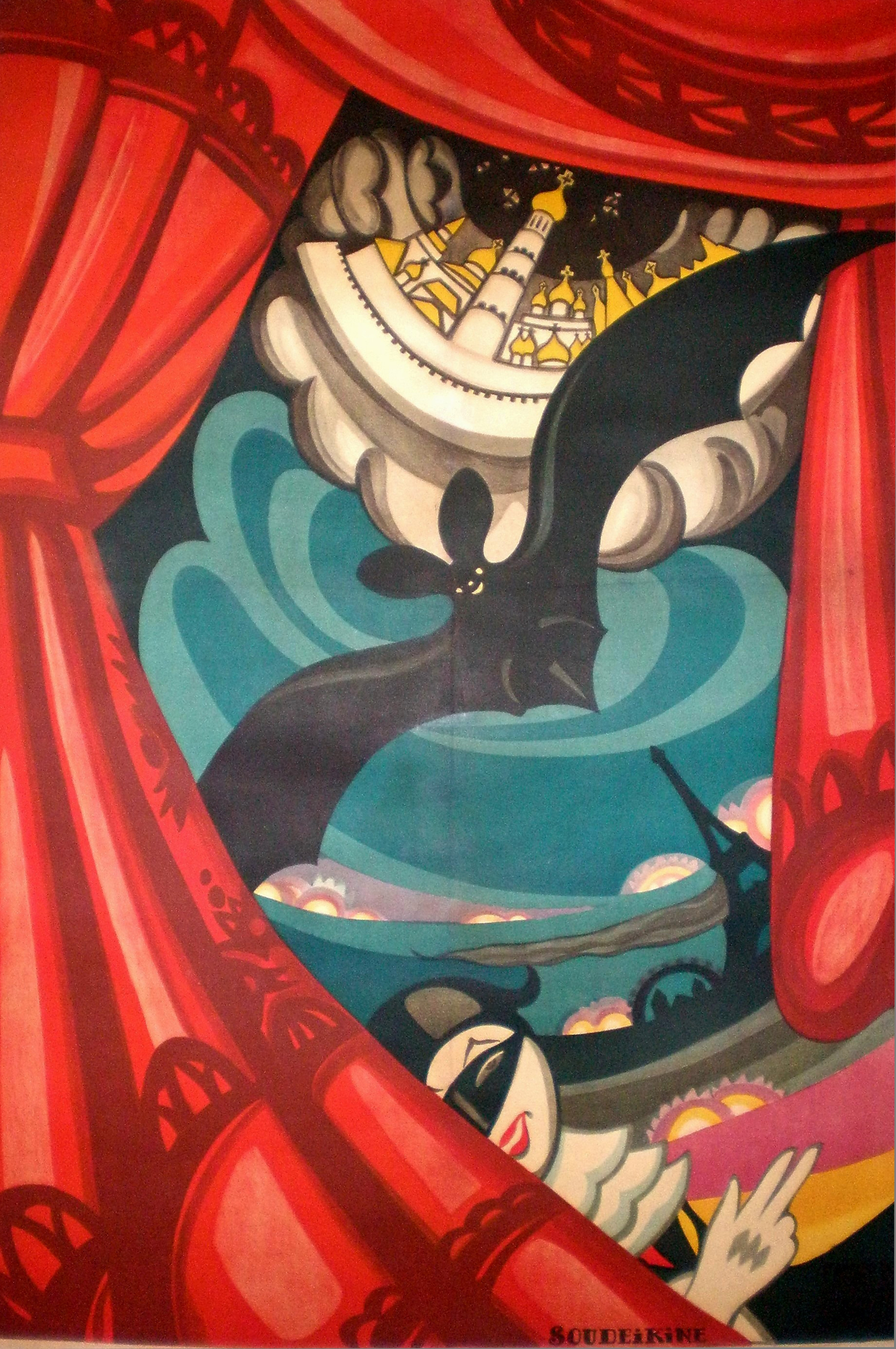
Sergueï Soudeïkine, La Chauve-souris, affiche.

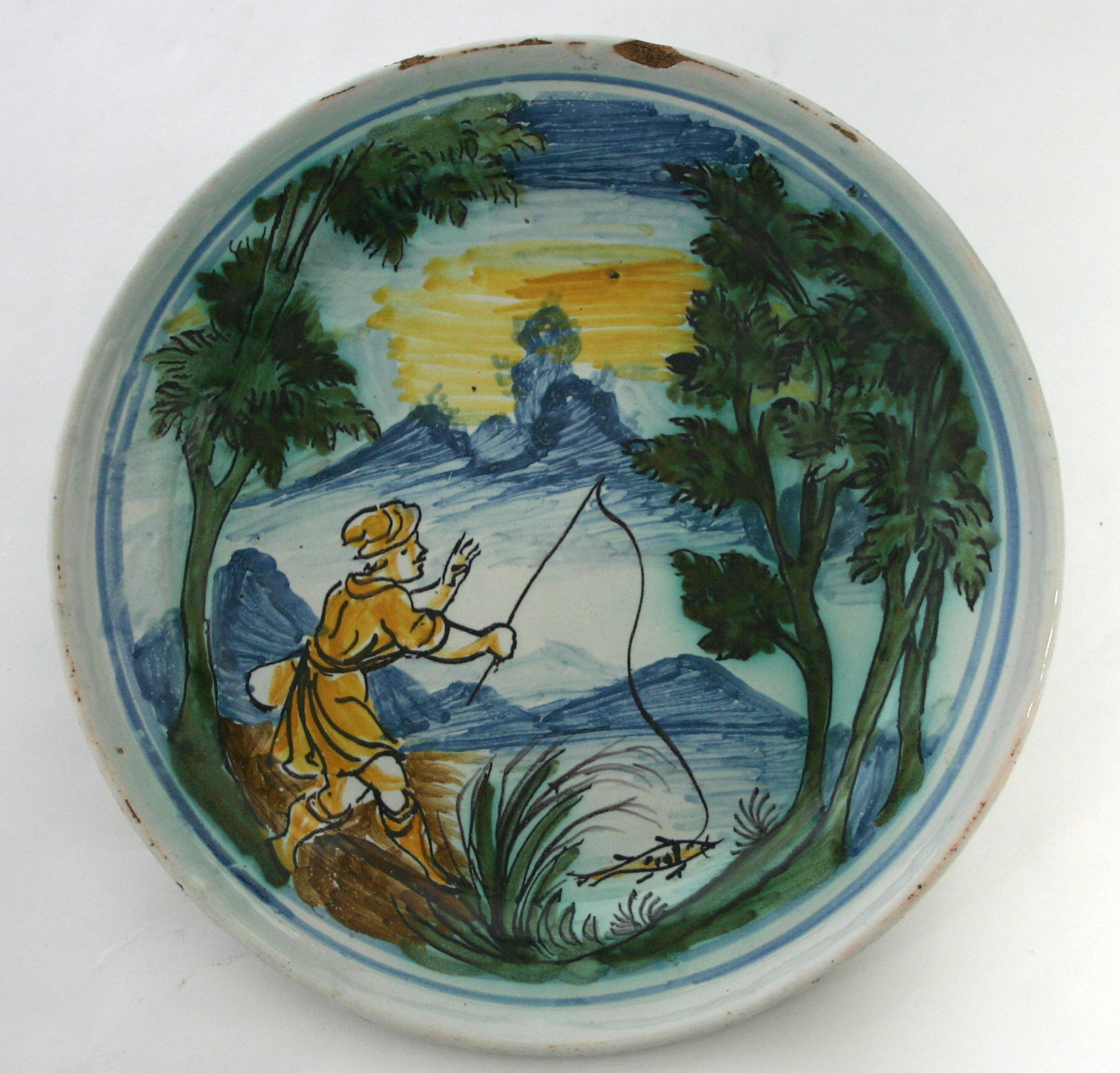
Assiette à décor de pêcheur à la ligne.
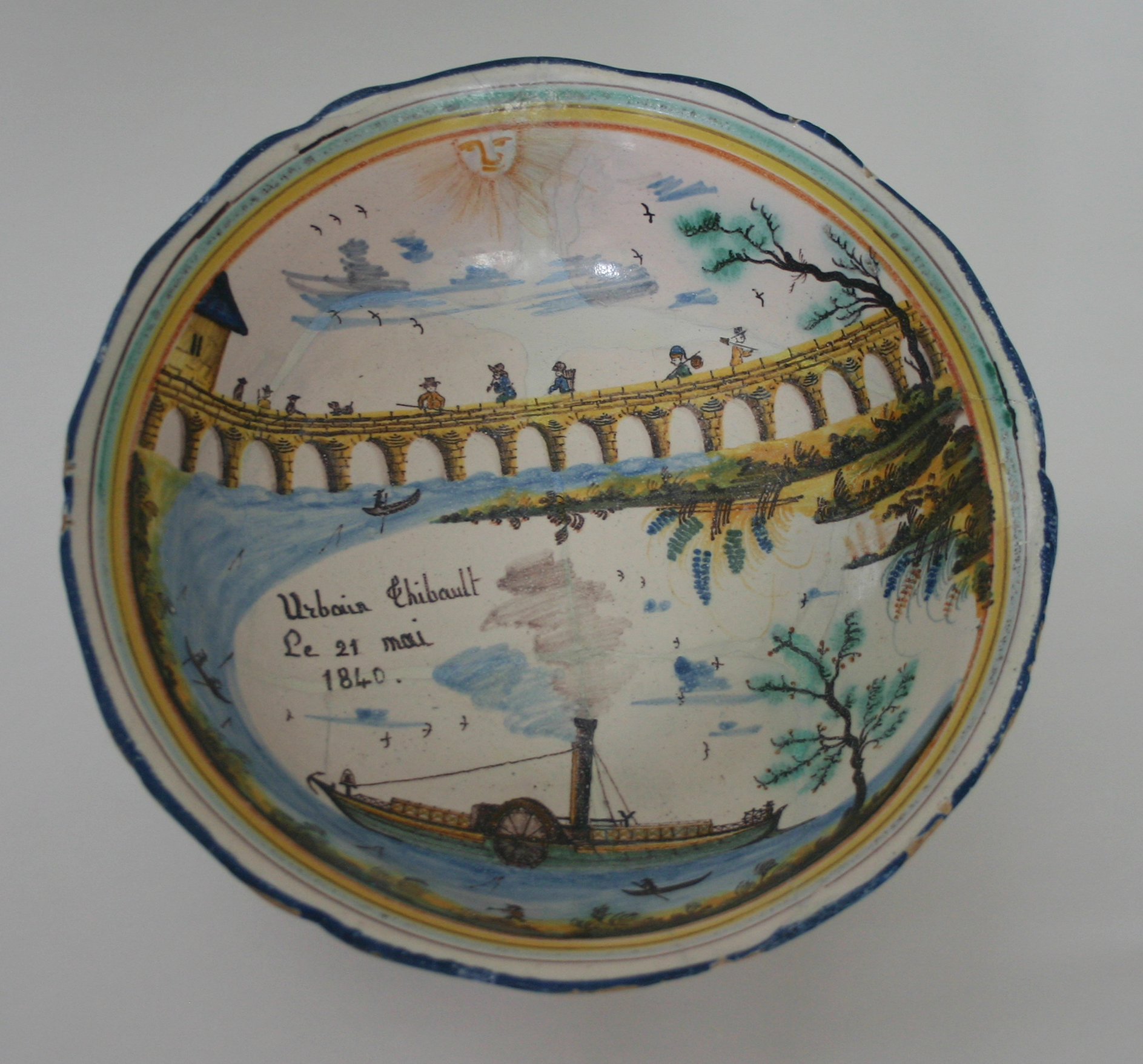
Guillaume Gallas, Saladier à décor d'Inexplosible (1840).
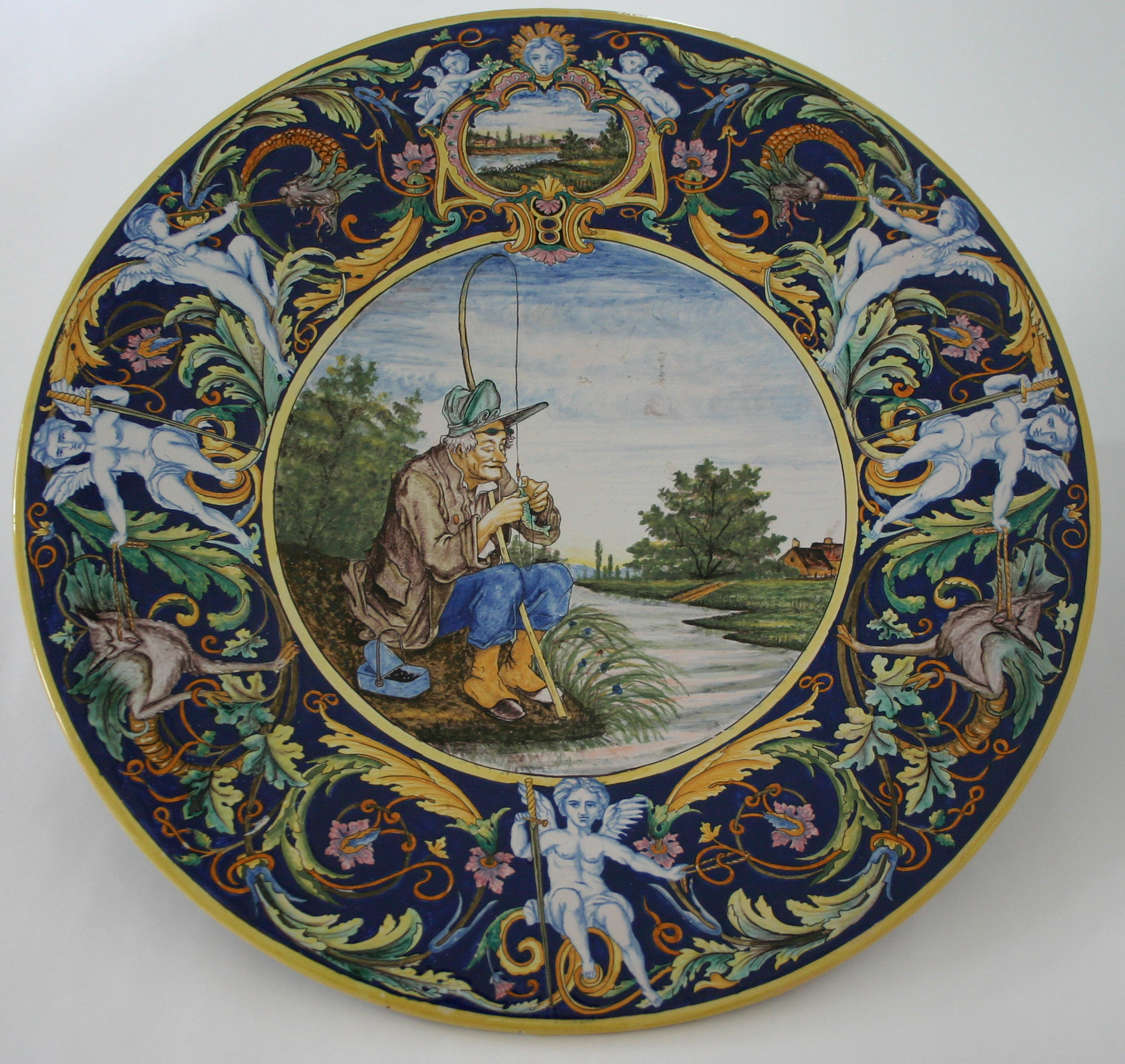
Plat à décor de pêcheur, faïence de Nevers.
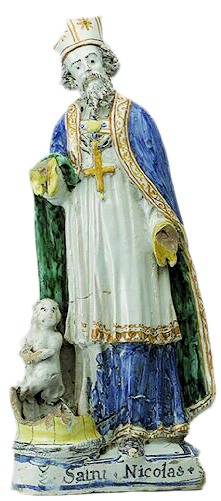
Statuette de saint Nicolas, faïence de Nevers.
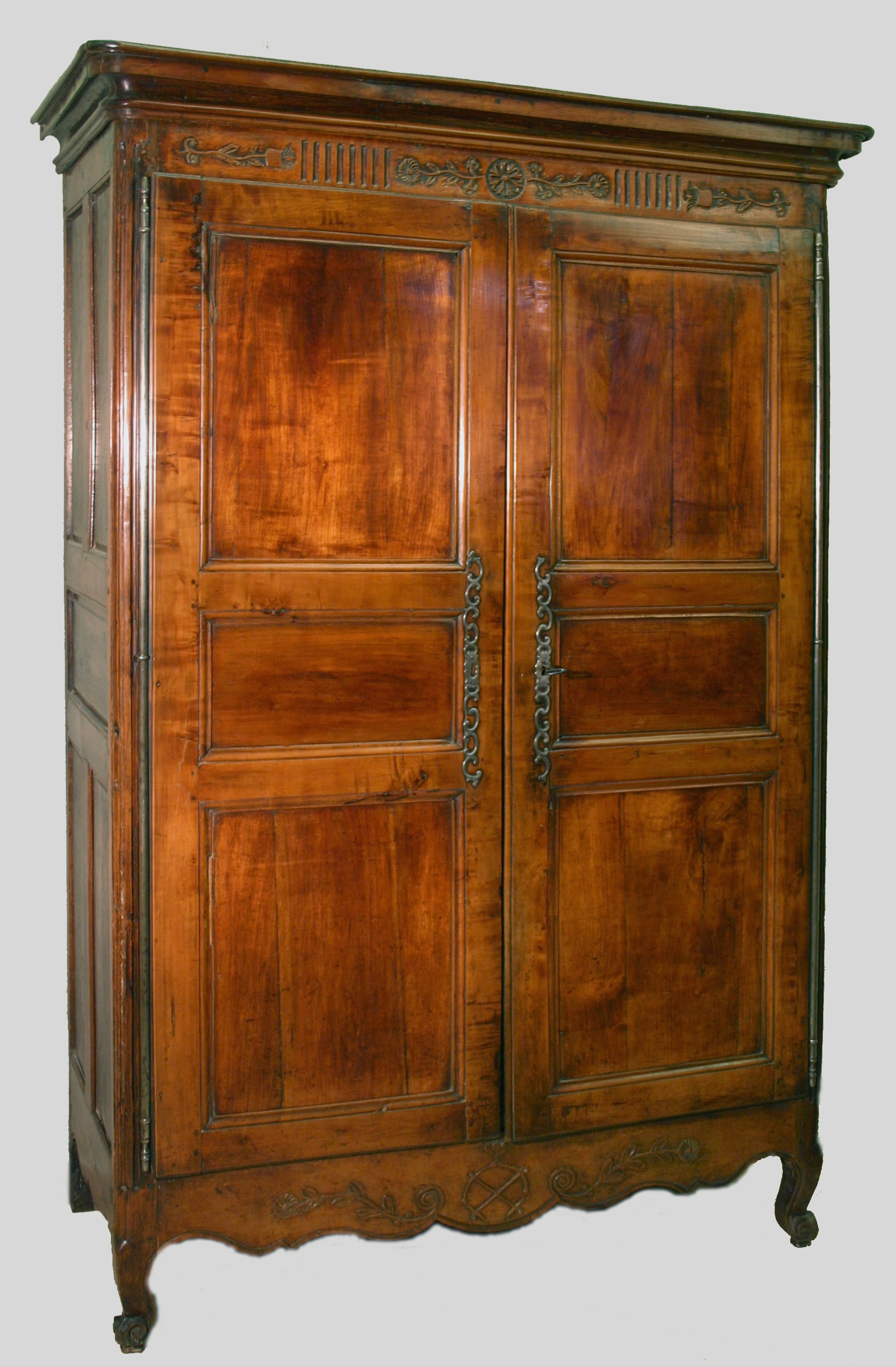
Armoire de marinier décorée de deux ancres fluviales (1787).

## Modes d'acquisitions
Le musée de la Loire s'est donc constamment enrichi au fil de son histoire et cela perdure. Les principaux modes d'acquisitions sont les dons, les legs, les achats, les emprunts. Le musée peut recevoir enfin des dépôts d’État, des dépôts de la part d'autres musées (le musée Auguste-Grasset de Varzy, le musée de La Charité-sur-Loire, le musée d'Art et d'Histoire Romain Rolland de Clamecy par exemple), ou de la part de grandes institutions muséales nationales (musée d'Art moderne de Paris, musée d'Orsay).

## Collections

### Collections permanentes

#### Collection «Loire»
La collection « Loire » permet une approche ethnographique du fleuve à partir de peintures de paysages, faïences, maquettes de bateaux et objets du quotidien.
La Loire joue un rôle important dans l’histoire de Cosne. Sa proximité a permis de développer son patrimoine culturel et industriel. La collection « Loire » est répartie en plusieurs salles, chacune ayant un thème différent : l’histoire humaine autour de la Loire à travers le temps, les anciens métiers de la Loire et les croyances liées, l’évolution des bateaux.

Salles dédiées à la Loire
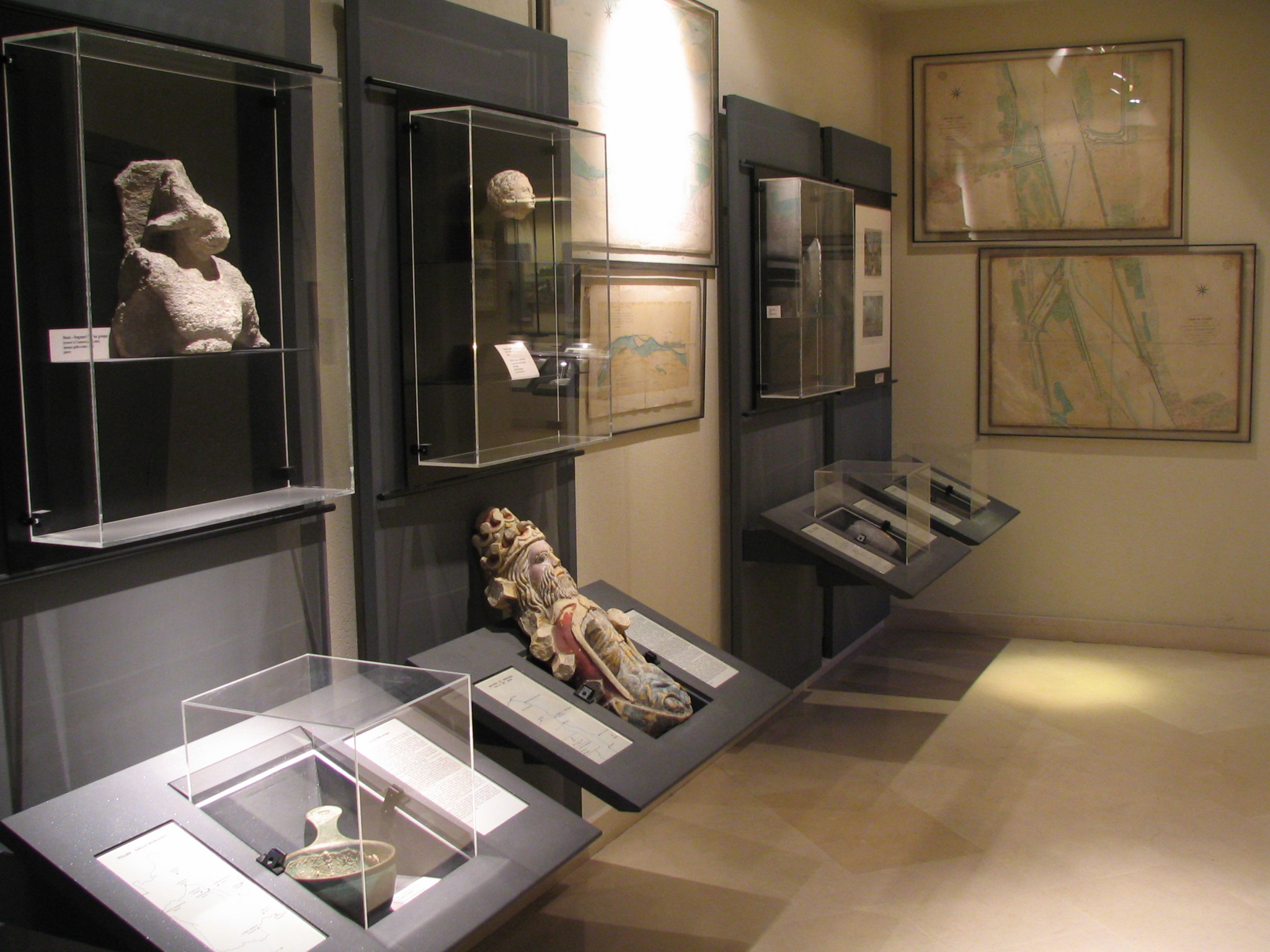
Salle introductive.
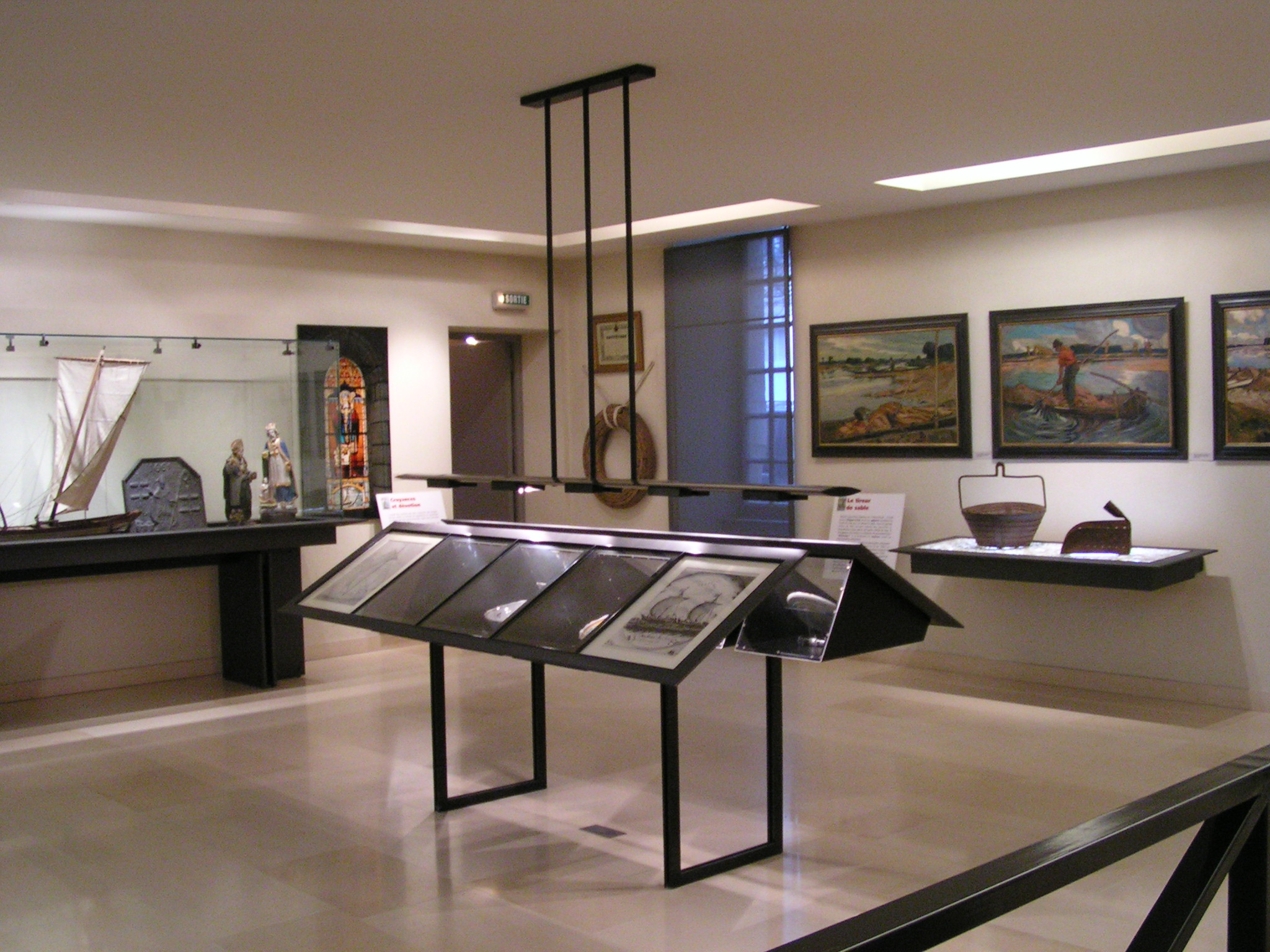
Salle des métiers.
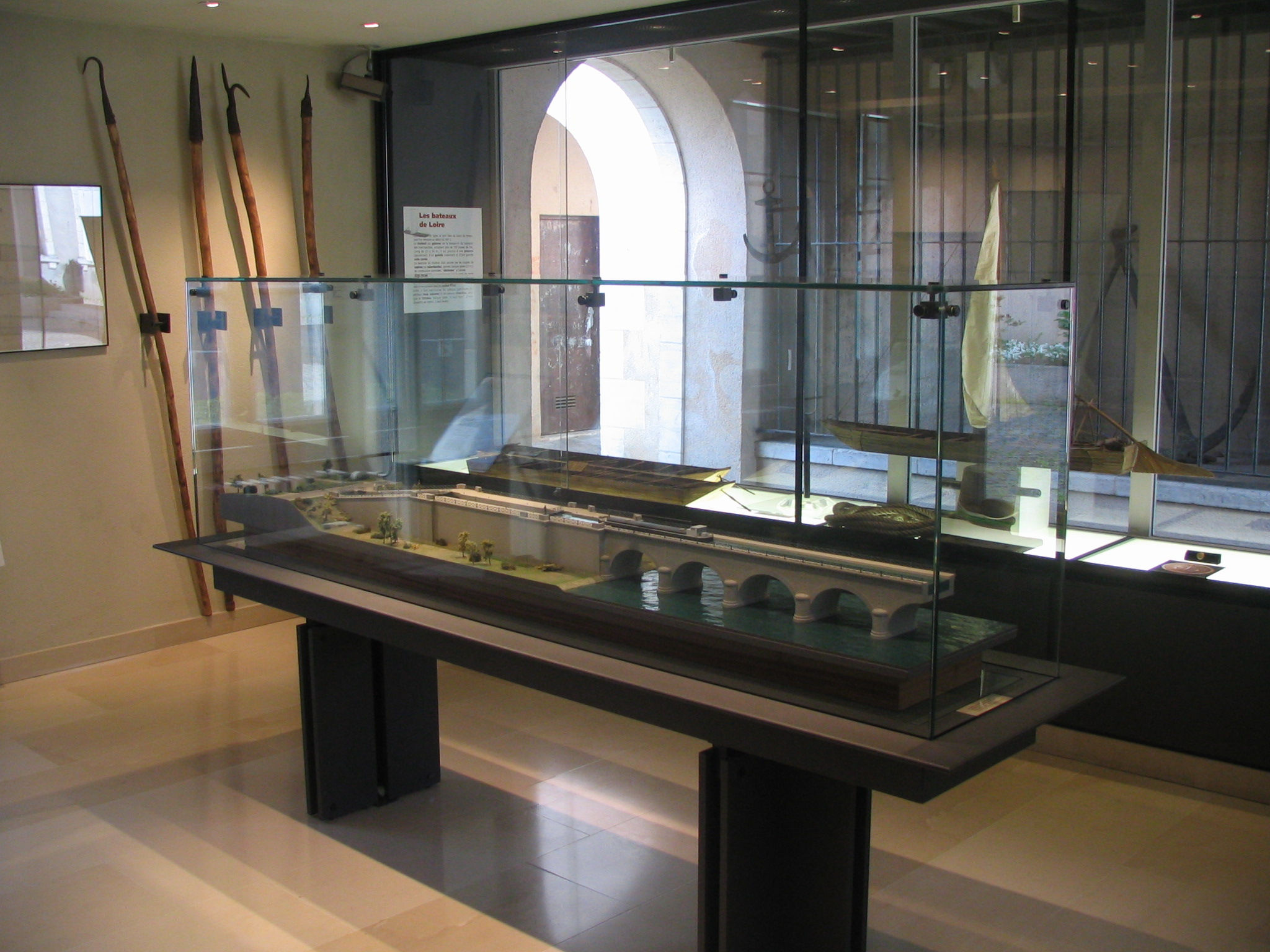
Salle des maquettes et de la navigation.
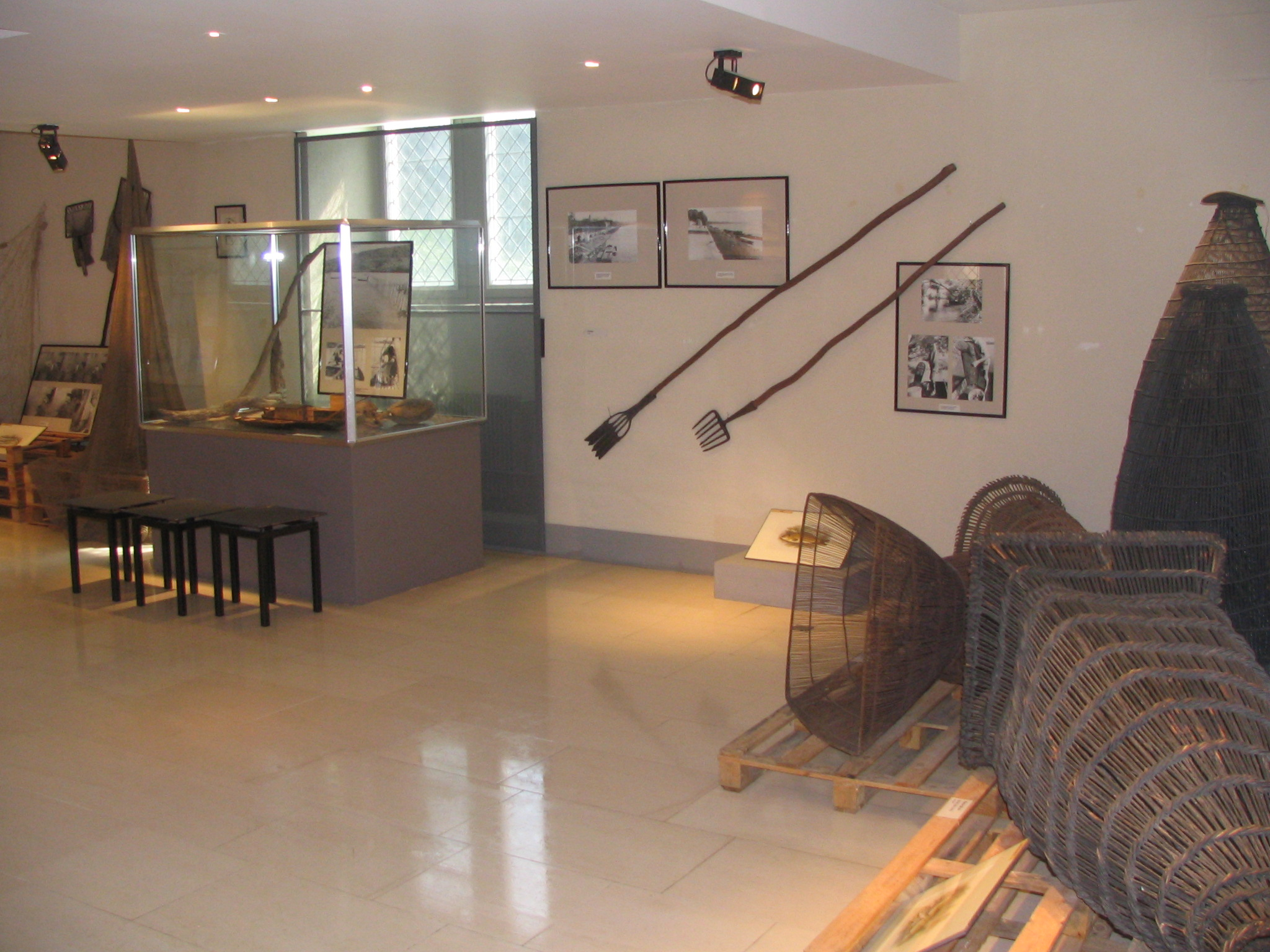
Salle pêche professionnelle.

##### Salle introductive à la Loire
Dans une première salle à l’entrée du musée, se trouve une frise chronologique. Grâce à la présence d’œuvres variées, elle permet de se faire une idée de l’importance de la Loire dans la ville durant les quatre grandes périodes de l’histoire : Antiquité, Moyen Âge, Temps moderne et Époque contemporaine.

##### Salle des métiers et des croyances de mariniers
Dans la deuxième salle, appelée salle Louis et René Giblin, les anciens métiers liés au fleuve comme ceux de lavandières, mariniers, haleurs, tireurs de sable et de passeurs, sont présentés. Les faïences de Nevers présentes dans cette salle permettent d’illustrer le propos. On trouve aussi dans cette salle une vitrine d’objets liés à la religion et aux croyances des mariniers comme des statuettes en faïence de Nevers ou en bois représentant saint Nicolas, leur saint patron.

##### Salle des maquettes, des canaux, des marchandises et des péages
Dans la troisième salle, on trouve les différents bateaux utilisés pour le transport des marchandises comme le charbon, le sel, le coton et les poteries : les sapines et le grand chaland de Loire. Une maquette de l'inexplosible l’Émeraude, pour le transport de voyageurs, complète la présentation.
Les artistes exposés sont Rex Barrat (1914-1974), André Deslignères (1880-1968), Eugène Messemin (1880-1944), Claude Rameau (Bourbon-Lancy, 1876-Saint-Thibault, 1955), Jean Montchougny (Nevers, 1915-Nevers, 2008), commandant Barat (1786-1855).

#### Collection «Beaux-Arts»
Dédiée à l'École de Paris, et issue initialement du legs d'Émile Loiseau, cette collection de peintures modernes comprend notamment des œuvres d'artiste de l'École de Paris ou ayant vécu dans les quartiers de Montmartre ou Montparnasse dans les années 1910-1930.
Émile Loiseau, né à Briare en 1874, est un violoniste ayant décidé de venir s’installer à Cosne cours sur Loire afin d’y retrouver sa Loire natale ; il y mourut en 1966. En bon vivant, il aimait l’art ainsi que la gastronomie et la musique qu’il partageait avec la famille Zingg qui pratiquait elle-même la musique. C’est Jules-Émile Zingg qui réalisa de nombreux portraits de son ami afin d’illustrer les programmes de ces concerts. Il lègue au musée de Loire en 1970 sa collection d’art composé de mobiliers, de tableaux, de meubles, de bibelots ainsi que d’objets d’art extrême orientaux.
- Henri Harpignies (1819-1916) : il peint des cartes de vœux représentant la ville de Briare pour son ami Émile Loiseau. Il est aussi violoncelliste.
- Emmanuel de La Villéon (1858-1954), peintre post-impressionniste.

##### École de Paris
- Raoul Dufy (1877-1953)[8] : il est spécialisé dans la peinture type fauvisme et est principalement connu pour ses peintures très colorées faites à partir de formes simplifiées. L’œuvre qui est exposée au musée est une représentation de ce type de peinture colorée et dynamique.
- Maurice de Vlaminck (1876-1958).
- André Derain (1880-1954).
- Henri Manguin (1874-1949).

###### Autres artistes
- Jules-Émile Zingg (1882-1942) : peintre, décorateur et graveur, il fut un grand ami d'Émile Loiseau qui lui commanda son portrait pour illustrer les programmes de ses concerts.
- Maurice Le Scouëzec (1881-1940).
- Maurice Utrillo (1883-1955).
- André Utter (1886-1948).
- Léon Raffin (1906-1996).
- Ferdinand Raffin.
- Jean Burkhalter (1895-1981), peintre, architecte, décorateur. Il peint le quatuor composé d'Émile Loiseau.

##### École juive de Paris
- Pinchus Krémègne (1890-1981) : peintre et lithographe français d'origine lituanieinne, il est rattaché à la première École de Paris, tout comme Marc Chagall.
- Henri Epstein (1891-1944).
- Samuel Granowsky (1889-1942) : arrivé à Montparnasse en 1909, comme Chagall et Henri Epstein, pour survivre à la dure vie d’un artiste à Paris, il devient alors modèle ou encore serveur et plongeur à La Rotonde. Personnage original dans le quartier, il avait l’habitude de se pavaner en tenue de cowboy à la suite de son apparition en tant que figurant dans un western. Il est finalement arrêté lors de la rafle du Vel' d'hiv avant de succomber à Auschwitz en 1942. Le nu présenté dans la collection représente Aïcha, sa compagne et modèle professionnelle à Montparnasse.
- Marc Chagall (1887-1985) : peintre russe exilé en France puis aux États-Unis. Il appartient au mouvement artistique du fauvisme. Durant sa carrière, il réalisa les peintures de la coupole de l'opéra Garnier à Paris.
- Sergueï Soudeïkine (1882-1946).

### Autres collections
Le musée conserve également des œuvres de Louis-Ernest Barrias (1841-1905), Albert Dardy (1874-1921), Jean-Max Albert (né en 1942), Jean Camille Cipra (1893-1952), Pierre Mirault (1899-1982) qui a réalisé le portrait du peintre Claude Rameau.

## Expositions temporaires
Le musée de la Loire propose chaque année une ou plusieurs expositions temporaires qui lui permettent de mettre en valeur ses collections.
| Années | Dates                                                           | Expositions                                                                | Catalogue d'exposition |
| ------ | --------------------------------------------------------------- | -------------------------------------------------------------------------- | ---------------------- |
| 1990   | 13 juillet - 16 septembre                                       | Marc-Camille Chaimowicz - beaux-arts et arts appliqués                     |                        |
| 1991   | 29 juin - 22 septembre                                          | Paysages nivernais 1850-1914                                               |                        |
| 1992   | 22-24 mai                                                       | 58X58 (polaroïds)                                                          |                        |
| 1992   | 27 mai - 11 octobre                                             | Maurice Le Scouëzec (1881-1940)                                            |                        |
| 1992   | 17-29 novembre                                                  | Les forges de la Chaussade à Cosne-sur-Loire                               |                        |
| 1993   | 10 avril-10 mai                                                 | Rivières en hiver (photographies)                                          |                        |
| 1993   | juin - octobre                                                  | Le legs Loiseau : la peinture moderne au musée de Cosne                    | Oui                    |
| 1994   | 25 juin - 15 octobre                                            | Évariste Jonchère (1892-1956) : sculptures                                 |                        |
| 1995   | 14 avril - 29 octobre                                           | Batellerie traditionnelle de la Saône                                      |                        |
| 1996   | 7 juin - 16 septembre                                           | 30 ans d’archéologie dans la Nièvre : l’alimentation                       | Oui                    |
| 1997   | 14 mars - 15 juin                                               | Eugène Messemin (1880-1944) – un peintre et la Loire                       |                        |
| 1998   | 17 avril - 28 juin                                              | Pêches traditionnelles en Loire nivernaise                                 |                        |
| 1999   | 10 septembre - 12 décembre                                      | Maurice Genevoix et la Loire - une passion illustrée                       |                        |
| 2000   | 1er avril – 4 juin                                              | Ce musée a 100 ans…                                                        |                        |
| 2000   | 9 juin – 29 octobre                                             | Jean Montchougny – peindre le fleuve…                                      |                        |
| 2001   | 30 mars – 13 mai                                                | Jean-Marc Tingaud : Loire                                                  |                        |
| 2001   | 23 mai – 4 novembre                                             | Maisons de mariniers en Loire nivernaise                                   | Oui                    |
| 2002   | 28 mars – 2 juin                                                | Poissons (Bailly-Knapp-Maigret-Stoskopff)                                  |                        |
| 2002   | 20 juin – 6 octobre                                             | La Plage-sur-Loire                                                         | Oui                    |
| 2002   | 18 octobre – 8 décembre                                         | aMUSEEz-vous les enfants                                                   |                        |
| 2003   | 28 mars - 18 août                                               | Émile Fernand-Dubois (1869-1952) : l’homme et le sculpteur                 | Oui                    |
| 2003   | 1er septembre – 31 décembre                                     | Autour de Raoul Dufy                                                       |                        |
| 2004   | 26 février – 21 mars                                            | Voiles de Loire, des bateaux et des hommes                                 |                        |
| 2004   | 22 avril – 27 juin                                              | Nuit de Loire – photographies de Stéphane Rocher                           |                        |
| 2004   | 15 juillet – 10 octobre                                         | Images de crues                                                            |                        |
| 2005   | 24 mars – 6 juin                                                | Fernand Chalandre (1879-1924) : la donation Franzosini-Boulé               | Oui                    |
| 2005   | 16 juin – 19 septembre                                          | Le carrosse et le battoir – lavandières et bateaux-lavoirs en Loire        | Oui                    |
| 2006   | 13 mai – 11 juin                                                | aMUSEEz-vous les enfants                                                   |                        |
| 2006   | 22 juin – 11 septembre                                          | Jean Burkhalter (1895-1982) – un créateur dans le siècle                   |                        |
| 2006   | 27 septembre – 23 décembre                                      | Forges-sur-Loire 1706-2006, tricentenaire de Pierre Babaud de La Chaussade |                        |
| 2007   | 8 février – 24 juin                                             | Saint Nicolas, protèges-nous du naufrage !                                 | Oui                    |
| 2007   | 25 juin – 5 août                                                | Le Vrai Boris (à La Chaussade)                                             |                        |
| 2007   | 28 juin – 28 juillet                                            | Bernard Rancillac (au musée)                                               |                        |
| 2007   | 12 juillet – 22 décembre                                        | De Condate à Cosne, traces de sociétés                                     |                        |
| 2008   | 7 janvier – 6 avril                                             | Autour de Maurice de Vlaminck                                              |                        |
| 2008   | 17 avril – 31 août                                              | Le mystère de la Pietà, analyse d’une œuvre restaurée                      |                        |
| 2008   | 11 octobre – 24 décembre                                        | L’Éden cinéma, un monument Art Déco à Cosne                                | Oui                    |
| 2009   | 9 mars – 25 juin                                                | Mémoires de l’Eau, exposition en chantier                                  |                        |
| 2009   | 25 juin – 20 septembre                                          | Mémoires de l’Eau, peuple et chroniques de Loire                           |                        |
| 2009   | 1er octobre – 24 décembre                                       | En quête de pierres                                                        | Oui                    |
| 2010   | 4 juin – 29 août                                                | Christophe Lemaitre, la perspective du congrès                             |                        |
| 2010   | 18 septembre – 24 décembre                                      | Loire dessus dessous, archéologie d’un fleuve                              | Oui                    |
| 2011   | 21 mai – 31 juillet (prolongée jusqu’au 21 août)                | Quais de Loire à Cosne                                                     |                        |
| 2011   | 9 septembre – 24 décembre                                       | Minusubliminus, des collections à la fiction                               |                        |
| 2013   | 4 mai – 21 décembre                                             | Les coulisses d’un musée, histoire et vie des collections                  | Oui                    |
| 2014   | 20 septembre – 20 décembre (prolongée jusqu’au 20 février 2015) | Jean Montchougny homme de Loire                                            |                        |
| 2015   | 18 avril – 30 août                                              | D’une rive à l’autre, franchir la Loire                                    | Oui                    |
| 2015   | 19 septembre – 19 décembre                                      | En avant la musique ! Les arts et la musique                               |                        |
| 2016   | 4 juin – 26 novembre                                            | Henri Harpignies – Peindre la nature                                       | Oui                    |
| 2017   | 15 avril – 27 août                                              | À table ! - L’alimentation dans les arts                                   |                        |
| 2017   | 16 septembre – 23 décembre                                      | Vues sur Loire, portraits de villes nivernaises                            |                        |
| 2018   | 31 mars – 26 août                                               | La marine de Loire au XVIIIe siècle, un âge d’or                           |                        |
| 2018   | 6 octobre 2018 – 31 mars 2019                                   | De l’ombre à la lumière, des collections révélées                          |                        |
| 2019   | 18 mai – 21 décembre                                            | Emmanuel de La Villéon (1858-1944), la liberté de peindre                  | Oui                    |
| 2020   | 29 février – 19 décembre                                        | La pêche fluviale. Histoire et pratiques                                   |                        |
| 2021   | 3 avril – 18 décembre                                           | Fernand Chalandre                                                          | Oui                    |
| 2022   | 16 avril - 17 décembre                                          | Reflets de faïence, la Loire pour décor                                    |                        |
| 2023   | 15 avril - 16 décembre                                          | Beaux rivages                                                              |                        |
| 2024   | 20 avril - 21 décembre                                          | Collection, raconte-nous une histoire                                      |                        |
| 2025   | 18 avril - 20 décembre                                          | Gestes de Loire - Patrimoine culturel vivant                               |                        |

## Conférences
Le musée de la Loire propose chaque année plusieurs conférences sur des thématiques variées puisées au cœur de ses collections.
| Années | Dates         | Thèmes                                                                               | Conférenciers/Conférencières                      |
| ------ | ------------- | ------------------------------------------------------------------------------------ | ------------------------------------------------- |
| 2001   | 8 octobre     | Le grand chaland de Loire                                                            | Nicolas Brocq                                     |
| 2001   | 5 novembre    | « Vue d’une fenêtre ouverte » de Raoul Dufy                                          | Nicolas Brocq                                     |
| 2001   | 3 décembre    | Les saladiers au pont de Loire                                                       | Nicolas Brocq                                     |
| 2002   | 4 février     | Deux majoliques italiennes                                                           | Jean-Michel Roudier                               |
| 2002   | 4 mars        | Saint Nicolas et les saints patrons de mariniers                                     | Nicolas Brocq                                     |
| 2002   | 8 avril       | L'exposition Poissons                                                                | Jean-Michel Roudier                               |
| 2002   | 6 mai         | Émile Loiseau : un homme, une collection                                             | Nicolas Brocq                                     |
| 2002   | 24 juin       | Le touage, exemple de Briare et Decize                                               | Nicolas Brocq                                     |
| 2002   | 2 septembre   | L’exposition La plage-sur-Loire                                                      | Jean-Michel Roudier                               |
| 2002   | 7 octobre     | La vapeur au service des voyageurs : les Inexplosibles                               | Nicolas Brocq                                     |
| 2002   | 4 novembre    | Maurice Utrillo : des églises et des cabarets                                        | Nicolas Brocq                                     |
| 2002   | 2 décembre    | Les Ponts-canaux : l’exemple du Guétin et de Briare                                  | Nicolas Brocq                                     |
| 2003   | 3 février     | Un plat en faïence de Nevers à décor de pêche à la ligne – vers 1670                 | Jean-Michel Roudier                               |
| 2003   | 3 mars        | Le pont métallique de chemin de fer du Paris-Orléans à Cosne                         | Nicolas Brocq                                     |
| 2003   | 7 avril       | L’exposition Émile Fernand-Dubois                                                    | Jean-Michel Roudier                               |
| 2003   | 5 mai         | Henri-Joseph Harpignies (1819-1916) : le Michel-Ange des arbres                      | Nicolas Brocq                                     |
| 2003   | 2 juin        | Le canal du Midi : Patrimoine de l’humanité                                          | Nicolas Brocq                                     |
| 2003   | 1er septembre | L’exposition Autour de Dufy                                                          | Jean-Michel Roudier et Nicolas Brocq              |
| 2003   | 6 octobre     | Ponts-routes de Cosne (1re partie) : 1809-1907                                       | Nicolas Brocq                                     |
| 2003   | 3 novembre    | Le Faune endormi de Jean Carriès (1885)                                              | Jean-Michel Roudier et Nicolas Brocq              |
| 2003   | 1er décembre  | Ver-Vert les voyages d’un perroquet de Loire                                         | Jean-Michel Roudier                               |
| 2004   | 2 février     | La « Vue de la Côte des Loges » de Rex Barrat (1914-1974)                            | Jean-Michel Roudier                               |
| 2004   | 1er mars      | L’exposition Voiles de Loire, des bateaux et des hommes                              | Nicolas Brocq                                     |
| 2004   | 5 avril       | Pinchus Krémègne (1890-1981) : peintre expressionniste, pensionnaire de la Ruche     | Nicolas Brocq                                     |
| 2004   | 3 mai         | L’exposition Nuits de Loire de Stéphane Rocher                                       | Jean-Michel Roudier et Stéphane Rocher            |
| 2004   | 7 juin        | Les ponts-routes de Cosne (2e partie) : les ponts du XXe siècle                      | Nicolas Brocq                                     |
| 2004   | 6 septembre   | André Derain (1880-1954) : à l’occasion du 50e anniversaire de sa mort               | Nicolas Brocq                                     |
| 2004   | 4 octobre     | L’exposition Images de crues                                                         | Jean-Michel Roudier                               |
| 2004   | 8 novembre    | Les bacs et passeurs en Loire                                                        | Nicolas Brocq                                     |
| 2004   | 6 décembre    | Une statue de saint Nicolas (1717) et des sculptures en faïence de Nevers            | Jean-Michel Roudier et Nicolas Brocq              |
| 2005   | 7 février     | Le violoniste et collectionneur Émile Loiseau : la musique à Paris vers 1920         | Jean-Michel Roudier et Nicolas Brocq              |
| 2005   | 7 mars        | La pêche professionnelle en Loire (1re partie) : engins et filets                    | Nicolas Brocq                                     |
| 2005   | 4 avril       | Le Legs Loiseau : quelques artistes à découvrir                                      | Jean-Michel Roudier et Nicolas Brocq              |
| 2005   | 2 mai         | L’exposition Fernand Chalandre                                                       | Jean-Michel Roudier                               |
| 2005   | 6 juin        | Les mariniers, bateliers et voituriers par eau de Cosne                              | Nicolas Brocq                                     |
| 2005   | 5 septembre   | L’exposition Le carrosse et le battoir, lavandières et bateaux-lavoirs               | Jean-Michel Roudier                               |
| 2005   | 3 octobre     | Les péages en Loire : l’exemple de celui de Miennes-les-Cosne                        | Nicolas Brocq                                     |
| 2005   | 7 novembre    | Les collections de faïences à thèmes ligériens : deux nouvelles acquisitions         | Jean-Michel Roudier                               |
| 2005   | 5 décembre    | Le canal latéral à la Loire (1822-1838) Digoin/Briare, 200 km essentiels au commerce | Nicolas Brocq                                     |
| 2006   | 6 février     | La pêche professionnelle en Loire (2e partie) : filet barrage et bateaux de pêche    | Nicolas Brocq                                     |
| 2006   | 6 mars        | Maurice Utrillo, Suzanne Valadon, André Utter : Montmartre et la Trinité maudite     | Nicolas Brocq                                     |
| 2006   | 3 avril       | Les moulins bateaux et moulins pendus en Loire                                       | Nicolas Brocq                                     |
| 2006   | 15 mai        | Antoine l'Ermite, une statue en bois polychrome du XVe siècle                        | Nicolas Brocq                                     |
| 2006   | 12 juin       | Forges de la Chaussade et marine de Loire                                            | Nicolas Brocq et Alain Bouthier                   |
| 2006   | 4 septembre   | L’exposition Jean Burkhalter, un créateur dans le siècle                             | Jean-Michel Roudier                               |
| 2006   | 2 octobre     | Camille Cipra et des artistes animaliers                                             | Nicolas Brocq et Marie-José Garniche              |
| 2006   | 6 novembre    | L’exposition Forges-sur-Loire                                                        | Nicolas Brocq                                     |
| 2006   | 4 décembre    | De l’Yonne à la Loire, à travers le Morvan : le canal du Nivernais                   | Nicolas Brocq                                     |
| 2007   | 5 février     | Nés à La Ruche de Montparnasse                                                       | Nicolas Brocq                                     |
| 2007   | 5 mars        | Le couvent des Augustins                                                             | Nicolas Brocq                                     |
| 2007   | 2 avril       | L’exposition Saint Nicolas protège-nous du naufrage                                  | Jean-Michel Roudier                               |
| 2007   | 14 mai        | Des nœuds et cordages de marine                                                      | Nicolas Brocq                                     |
| 2007   | 4 juin        | Vlaminck et Derain, le couple de Chatou                                              | Nicolas Brocq                                     |
| 2007   | 3 septembre   | L’exposition Condate, traces de sociétés                                             | Alain Bouthier                                    |
| 2007   | 1er octobre   | La crue de 1907                                                                      | Nicolas Brocq                                     |
| 2007   | 5 novembre    | L’archéologie des fleuves et des rivières                                            | Virginie Serna                                    |
| 2007   | 3 décembre    | L’évolution urbaine d’une ville en bord de Loire : Cosne                             | Bruno Stahly                                      |
| 2008   | 4 février     | Maurice de Vlaminck, 1876-1958-2008                                                  | Nicolas Brocq                                     |
| 2008   | 7 avril       | Franchir la Loire à l’époque gallo-romaine                                           | Annie Dumont                                      |
| 2008   | 2 juin        | L’exposition Le mystère de la Pietà                                                  | Nathalie Guillaumot-Sadot                         |
| 2008   | 6 octobre     | De Loyre en Seyne, le canal de Briare                                                | Nicolas Brocq                                     |
| 2008   | 2 novembre    | L’exposition Les lumières de l’Éden, un monument Art déco à Cosne                    | Dominique Massounie                               |
| 2008   | 1er décembre  | Les faïences de Nevers à décor de scènes de pêche                                    | François Billacois                                |
| 2009   | 2 février     | Le tireur de sable à Cosne                                                           | Nicolas Brocq                                     |
| 2009   | 18 avril      | Samedi conté                                                                         | Patricia Aguerra                                  |
| 2009   | 1er juin      | L’exposition Étranges objets du Muséobus                                             |                                                   |
| 2009   | 5 octobre     | Maurice Genevoix                                                                     | Alain Fournet                                     |
| 2009   | 2 novembre    | L’exposition En quête de pierres                                                     | Yvan Pautrat et Edouard Jacquot                   |
| 2009   | 7 décembre    | La restauration du saladier à décor d’Inexplosible                                   | Martine Bailly et Nicolas Brocq                   |
| 2010   | 8 février     | Le Marquis de Vieilbourg                                                             | François Billacois et Alain Bouthier              |
| 2010   | 1er mars      | Le canardier                                                                         | Daniel Messelot                                   |
| 2010   | 2 avril       | Sergueï Soudeïkine                                                                   | Jean-Michel Roudier et Nicolas Brocq              |
| 2010   | 3 mai         | Les fléaux atmosphériques dans notre région                                          | Jean-Claude Bonnet                                |
| 2010   | 14 juin       | L’exposition Christophe Lemaitre                                                     | Alice Guybert-Routier                             |
| 2010   | 11 octobre    | L’exposition Loire dessus dessous                                                    | Virginie Serna                                    |
| 2010   | 8 novembre    | Le faux saunage, la guerre du sel                                                    | Françoise Bezet                                   |
| 2010   | 6 décembre    | L’acquisition de l’affiche de Sergueï Soudeïkine                                     | Fanny Charton                                     |
| 2011   | 7 mars        | Ancres et bâtons de marine : l’assemillage des bateaux de Loire                      | Nicolas Brocq                                     |
| 2011   | 4 avril       | Jean Montchougny                                                                     | Daniel Messelot                                   |
| 2011   | 2 mai         | Le mobilier à décor de marine de Loire                                               | Nicolas Brocq                                     |
| 2011   | 6 juin        | La route du Tōkaidō, série gravée par Ando Hiroshige                                 | Fanny Charton                                     |
| 2011   | 3 octobre     | L'exposition Minusubliminus                                                          | Céline Poulain et Aurélien Mole                   |
| 2011   | 7 novembre    | Cosne au XVIIIe siècle (1re partie)                                                  | Les Amis du musée                                 |
| 2011   | 5 décembre    | Sauveteurs « Mon âme à Dieu ma vie à mes semblables »                                | Nicolas Brocq                                     |
| 2012   | 4 avril       | Le charpentier de marine                                                             | Nicolas Brocq                                     |
| 2012   | 18 juin       | Cosne au XVIIIe siècle (2e partie)                                                   | Les Amis du musée                                 |
| 2012   | 10 octobre    | Une soirée dans la peau d’un conservateur                                            | Fanny Charton et Nicolas Brocq                    |
| 2012   | 14 novembre   | Conserver et restaurer les peintures                                                 | Vélia Dahan                                       |
| 2013   | 13 mars       | Les oiseaux de Loire                                                                 | Thibault Guibard                                  |
| 2013   | 15 mai        | La gastronomie ligérienne                                                            | Daniel Messelot                                   |
| 2013   | 12 juin       | Ils ont construit une gabarre !                                                      | Nicolas Brocq et les élèves du collège Notre-Dame |
| 2013   | 9 octobre     | Conserver et restaurer les sculptures                                                | Amélie Méthivier                                  |
| 2013   | 30 octobre    | La galerie des glaces mise à nu                                                      | Martine Lemot                                     |
| 2013   | 27 novembre   | Les faïences de Nevers                                                               | Jean Rosen                                        |
| 2014   | 13 mars       | Le Fauvisme dans les collections du musée de la Loire                                | Pascal Rousseau                                   |
| 2014   | 9 avril       | Franchir la Loire à Cosne 1940-1960                                                  | Nicolas Brocq                                     |
| 2014   | 10 septembre  | Les poissons invasifs                                                                | Daniel Messelot                                   |
| 2014   | 8 octobre     | Montchougny homme de Loire                                                           | Jean-Michel Roudier                               |
| 2014   | 12 novembre   | Deux ans de récolement, découvertes et petits trésors                                | Fanny Charton et Julien Jobard                    |
| 2015   | 11 mars       | Epstein                                                                              | Marie Boye-Taillan                                |
| 2015   | 8 avril       | Les graveurs nivernais                                                               | Association des graveurs du Nivernais             |
| 2015   | 10 juin       | La symbolique du passage                                                             | Christian Chenault                                |
| 2015   | 9 septembre   | La Loire secrète : histoire de sa création                                           | La Maison de Loire de Belleville                  |
| 2015   | 14 octobre    | Arts et musique                                                                      | Cyrille Hémerie                                   |
| 2015   | 25 novembre   | La faïence de Cosne                                                                  | Jean Rosen                                        |
| 2016   | 23 mars       | Raoul Dufy                                                                           | Frédéric Alix                                     |
| 2016   | 27 avril      | La restauration de l’orgue de l’église Saint-Jacques                                 | Nicolas Toussaint                                 |
| 2016   | 8 juin        | L’histoire des Protestants à Bonny-sur-Loire                                         | Monique Blanc                                     |
| 2016   | 14 septembre  | La restauration des œuvres sur papier                                                | Olivia Michel-Dansac                              |
| 2016   | 12 octobre    | Naufrages en Loire, le point noir de Tracy, XVe – XVIIIe siècles                     | François Billacois                                |
| 2016   | 9 novembre    | Henri Harpignies                                                                     | Jean-Pierre Cappoen                               |
| 2017   | 8 mars        | Marc Chagall                                                                         | Pascal Rousseau                                   |
| 2017   | 5 avril       | L’Homme de Néandertal et la Loire                                                    | Jean-Claude Marquet                               |
| 2017   | 14 juin       | La table dans les arts                                                               | Patrick Rambourg                                  |
| 2017   | 11 octobre    | Montagnon, 4 générations de faïenciers                                               | Gérard Montagnon                                  |
| 2017   | 15 novembre   | Une enquête archéologique et sportive en Loire : l’épave de Langeais et sa cargaison | Virginie Serna                                    |
| 2017   | 6 décembre    | Des archives de marinier dans un grenier !                                           | Pierre Boussard                                   |
| 2018   | 7 mars        | Port Aubry des origines au XIXe s., une histoire de folie                            | Alexandre Boucher-Baudard                         |
| 2018   | 4 avril       | Fernand Chalandre, autour de 2 acquisitions récentes                                 | Jean-Michel Roudier                               |
| 2018   | 6 juin        | Les mariniers et le commerce de la Loire au XVIIIe s.                                | Françoise de Person                               |
| 2018   | 10 octobre    | Les Arts de la Chine                                                                 | François Bardoux et Françoise Mahot               |
| 2018   | 14 novembre   | Villechaud et sa chapelle                                                            | François Billacois et Robert Chapelier            |
| 2018   | 12 décembre   | La batellerie de Loire haute                                                         | Jean Lavigne                                      |
| 2019   | 6 mars        | Saint Aré, patron de Decize en Nivernais                                             | Christophe Giraudet                               |
| 2019   | 10 avril      | L’ordre de Grandmont et son implantation en Berry                                    | André Langeron                                    |
| 2019   | 5 juin        | Emmanuel de La Villéon, la liberté de peindre                                        | Robert Peirce-Macnie                              |
| 2019   | 2 octobre     | La Puisaye et La Villéon, un terroir et un peintre                                   | Dominique Durin                                   |
| 2019   | 6 novembre    | Deux familles nobles dans la tourmente révolutionnaire (1790-1800)                   | Robert Chapelier et Gérard Martin                 |
| 2019   | 4 décembre    | Navigations fluviales en France : similarités et originalités                        | Bernard Lesueur                                   |
| 2020   | 11 mars       | La pêche aux engins et filets en Loire et ailleurs                                   | Daniel Messelot                                   |
| 2021   | 2 juin        | La mode des années 1900-1920 au temps de Chalandre                                   | Stéphanie Rabussier et Jean-Michel Roudier        |
| 2021   | 6 octobre     | Albert Dardy, un peintre paysagiste de la Belle Époque à Cosne                       | François Billacois et Robert Chapelier            |
| 2021   | 3 novembre    | Maurice Genevoix et la Nièvre                                                        | Jean-Louis Balleret                               |
| 2021   | 1er décembre  | La Loire et le vin                                                                   | Alexis Rabineau                                   |
| 2022   | 6 avril       | Le perroquet Ver-Vert, un héros Nivernais                                            | Jean-Michel Roudier                               |
| 2022   | 4 mai         | Reflets de faïence, la Loire pour décor                                              | Émilie Picard et Nicolas Brocq                    |
| 2022   | 22 juin       | Les faïences de Nevers à décor de Loire                                              | Jean Rosen                                        |
| 2022   | 19 octobre    | Les peintres juifs de l’École de Paris                                               | Sophie Krebs                                      |
| 2022   | 16 novembre   | Emile Fernand-Dubois et les monuments aux morts de Cosne                             | Nicolas Brocq                                     |
| 2022   | 7 décembre    | La Loire entre deux rives                                                            | Joëlle Richard                                    |
| 2023   | 5 avril       | Épaves et naufrages en Loire                                                         | Virginie Serna                                    |
| 2023   | 3 mai         | Exposition Beaux rivages                                                             | Émilie Picard et Nicolas Brocq                    |
| 2023   | 7 juin        | Les peintres juifs de l’École de Paris                                               | Sophie Krebs                                      |
| 2023   | 4 octobre     | Du site aux motifs, l’exemple du littoral de la Côte-d'Opale                         | Jérôme Fourmanoir                                 |
| 2023   | 8 novembre    | Jean Carriès, sculpteur et céramiste                                                 | Stéphanie Rabussier-Ringeval                      |
| 2023   | 6 décembre    | Les ex-voto ligériens, l'exemple du vitrail Saint-Nicolas à Cosne                    | Nicolas Brocq                                     |
| 2024   | 24 avril      | La Loire portant bateaux : Le défi de la navigabilité 18e– 20e siècle                | Yves Lecoeur                                      |
| 2024   | 15 mai        | Exposition Collection, raconte-nous une histoire                                     | Émilie Picard et Nicolas Brocq                    |
| 2024   | 5 juin        | Rex-Barrat                                                                           | Stéphanie Rabussier-Ringeval                      |
| 2024   | 2 octobre     | La lanterne magique                                                                  | Anne Gourdet-Marès                                |
| 2024   | 6 novembre    | Bernard Naudin, illustrateur de la guerre et des misères berrichonnes                | Claire Pierrot                                    |
| 2024   | 4 décembre    | Le Patrimoine archéologique enfoui dans la Loire à Cosne et ses environs             | Annie Dumont                                      |
| 2025   | 2 avril       | Les bateliers de Loire à travers les graffitis du Cher                               | Olivier Troubat                                   |
| 2025   | 7 mai         | Fêtes et transmission en bord de Loire                                               | Alexandra Biar                                    |
| 2025   | 4 juin        | Le métier de restaurateur                                                            | Nathalie Guillaumot-Sadot                         |
| 2025   | 1er octobre   | Pêcher en Loire                                                                      | Anatole Danto                                     |
| 2025   | 5 novembre    | David Seifert, artiste oublié de l’École de Paris                                    | Mathieu Le Bal et Annick Seifert                  |
| 2025   | 3 décembre    | Sauver en Loire                                                                      | Enrique Larivé                                    |